# Kongres (Świadkowie Jehowy)

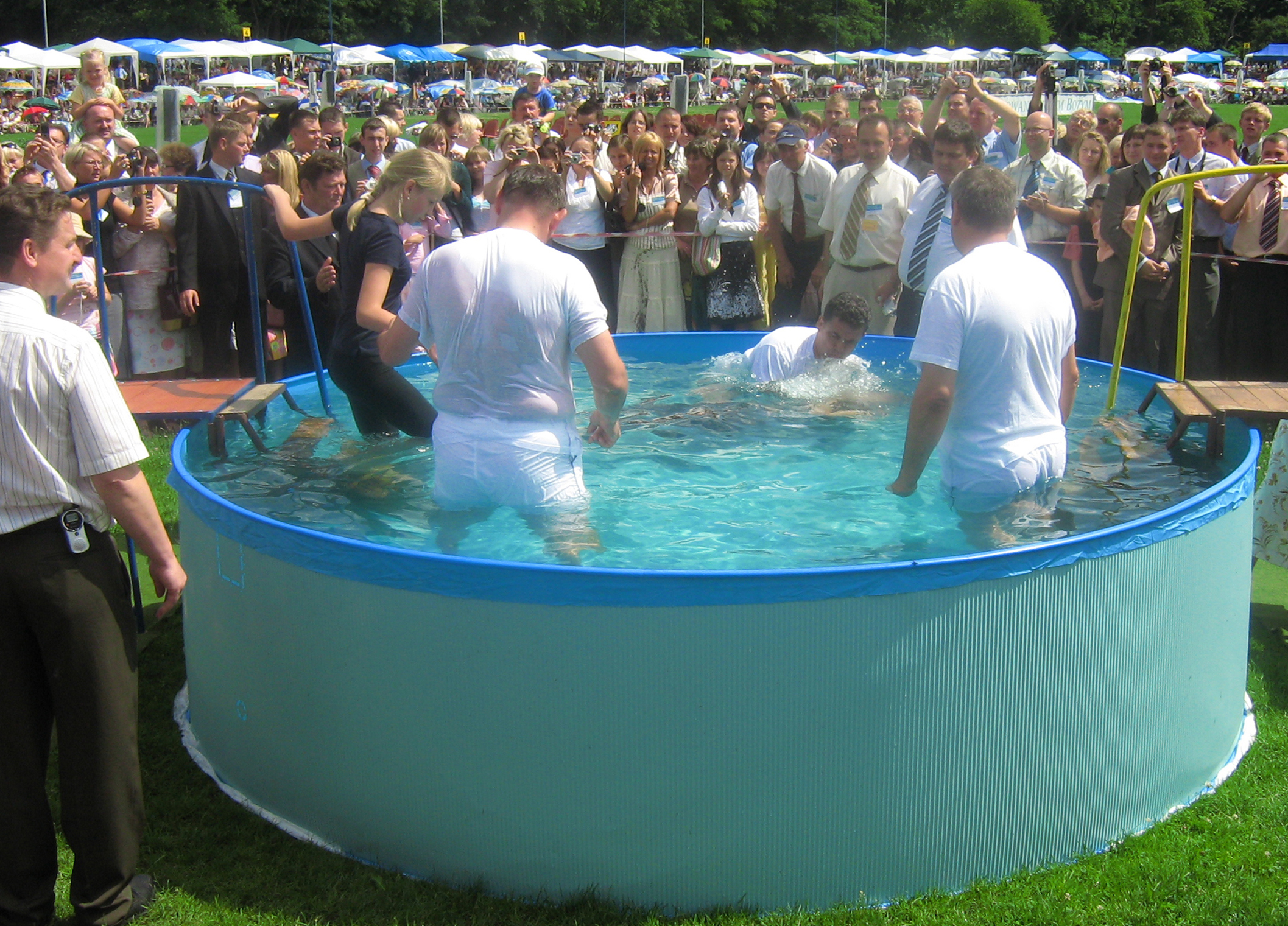
Na kongresach odbywa się również chrzest nowych wyznawców przez całkowite zanurzenie (kongres pod hasłem „Kierowani duchem Bożym”, Szczecin, 2008)

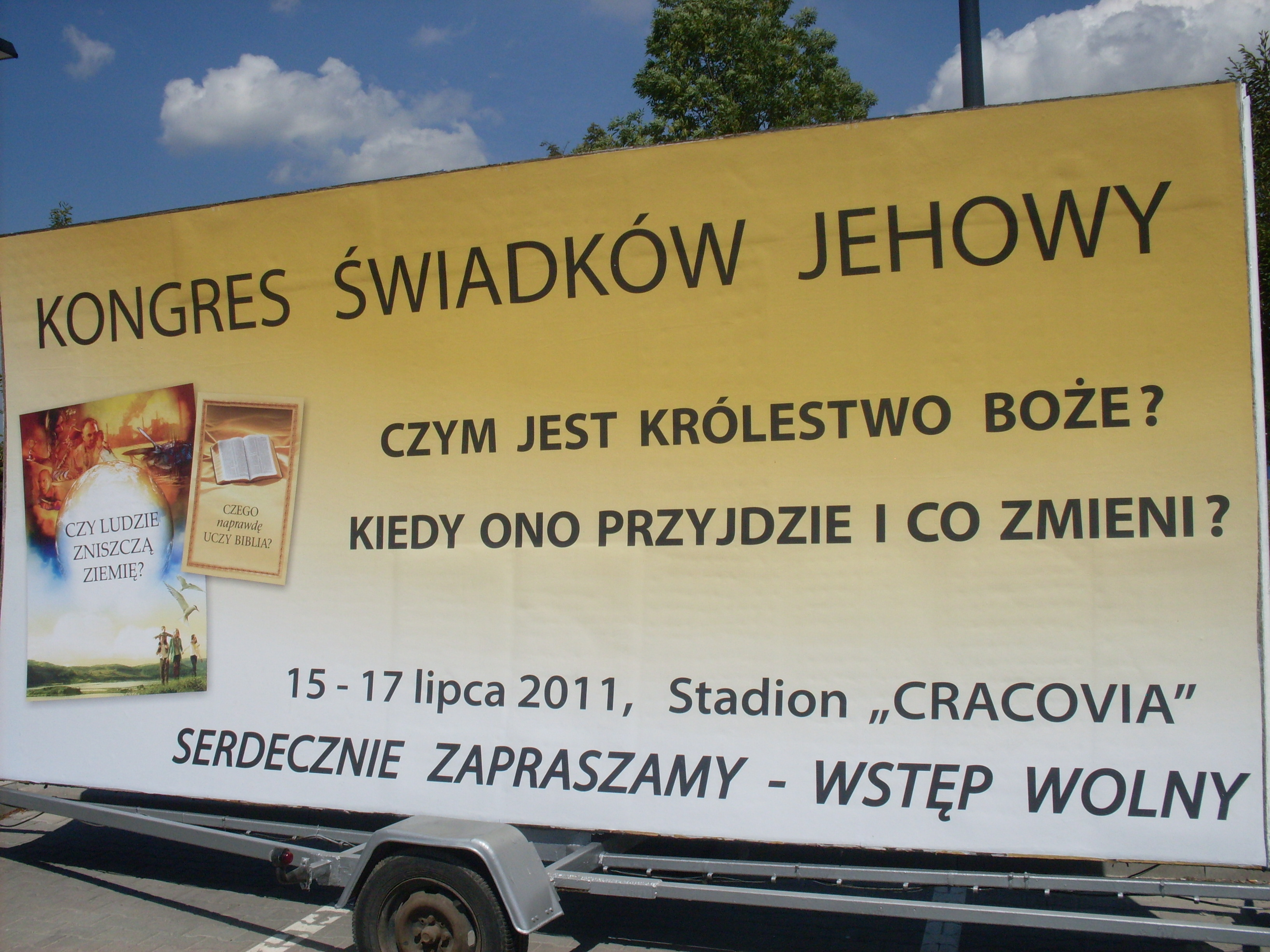
Tablica informacyjna kongresu pod hasłem „Niech przyjdzie Królestwo Boże!” (Kraków, 2011)

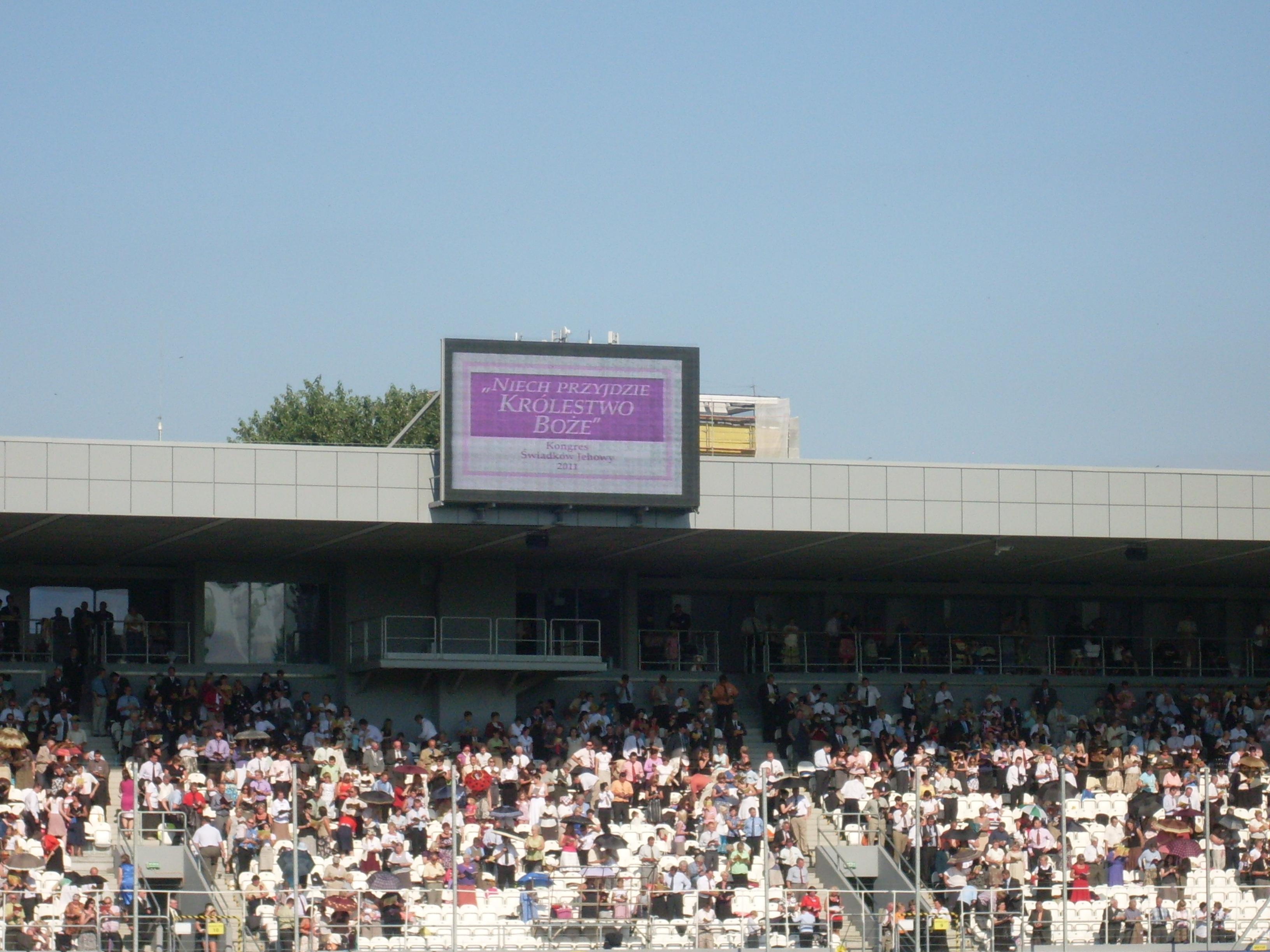
Hasło kongresowe na telebimie, wyświetlane przed rozpoczęciem programu (Stadion Cracovii, Kraków, 2011)

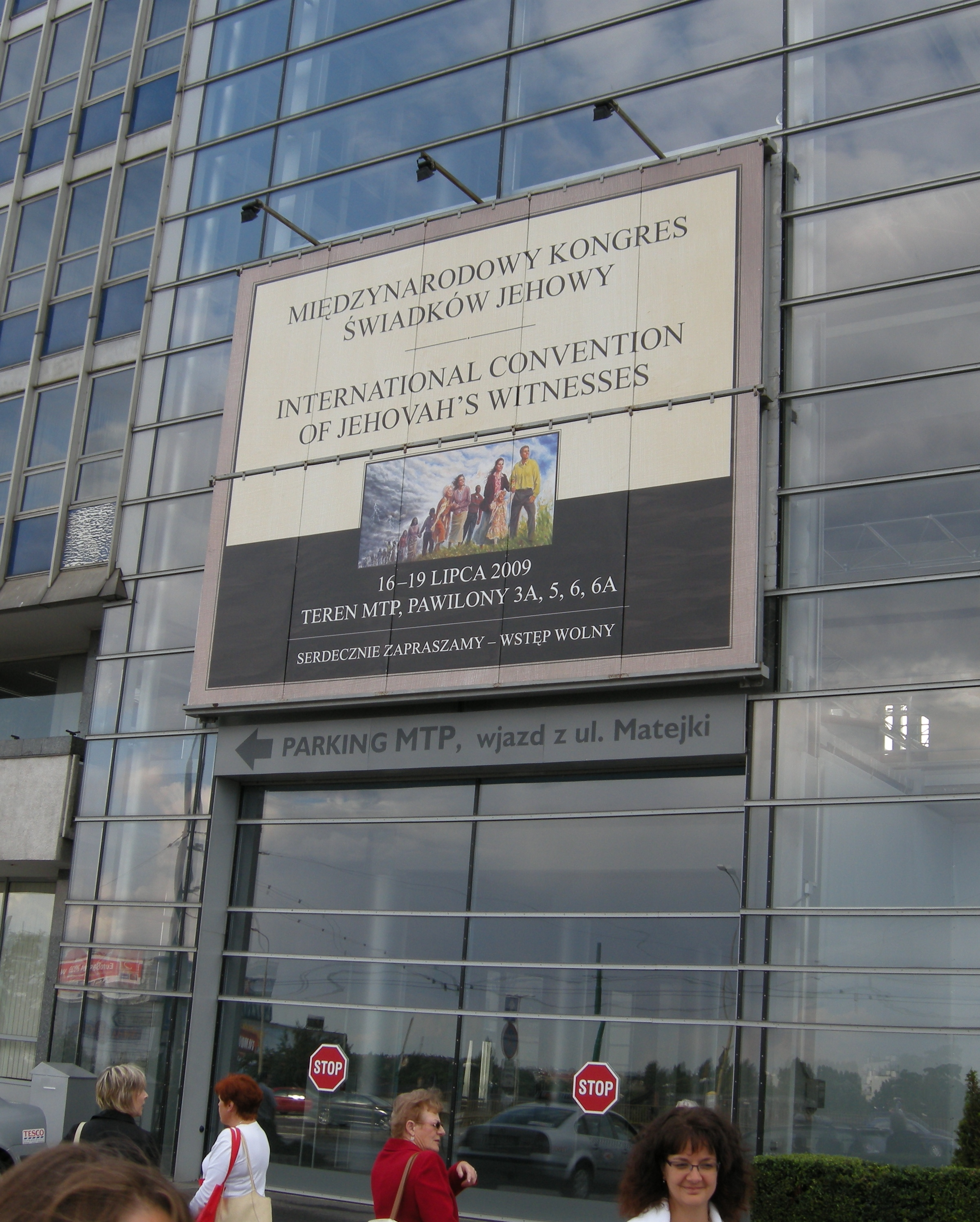
Tablica informacyjna z hasłem kongresowym (Poznań, 2009)

Kongres – coroczne, trzydniowe spotkanie wielu zborów Świadków Jehowy z określonego regionu.
Kongresy odbywają się najczęściej na wynajętych stadionach, w halach widowiskowo-sportowych, centrach kongresowych i na terenie własnych obiektów – w Salach Zgromadzeń.
Co roku w większości miejsc takich spotkań organizowane są kongresy regionalne. Zazwyczaj co 5 lat organizuje się serię większych kongresów międzynarodowych (nawet w 25 różnych krajach, w jednym miejscu kongresowym liczba obecnych wynosi powyżej 30 000 osób, w tym ponad 5000 delegatów zagranicznych), a w pozostałych latach w kilku wybranych wcześniej miastach świata (nawet w 15 różnych krajach) organizowane są mniejsze od kongresów międzynarodowych kongresy specjalne z udziałem zagranicznych delegatów (w jednym kongresie specjalnym liczba obecnych wynosi 10 000–20 000 osób, w tym 2000–3500 delegatów zagranicznych). Wszystkie takie kongresy również mają charakter otwarty, a celem programu jest zachęcenie obecnych pod względem duchowym i wzmocnienie ogólnoświatowej jedności Świadków Jehowy.
Na całym świecie odbywa się łącznie około 6000 kongresów rocznie. Kongres ma charakter otwarty. Wstęp jest wolny i nie przeprowadza się zbiórek pieniędzy.
Program kongresu ma na celu udzielenie zachęt i wzmocnienie obecnych pod względem duchowym oraz pomóc im zrozumieć w jaki sposób — niezależnie od swojego wieku — można odnosić korzyści z rad biblijnych.

## Przebieg kongresów i ich organizacja
Każdy dzień kongresu składa się z sesji przedpołudniowej i popołudniowej, które rozpoczynają się filmowym programem muzycznym. Podczas programu podaje się objaśnienia tematów biblijnych w formie ponad 50 przemówień, wywiadów, słuchowisk i materiałów filmowych oraz ogłasza wydanie bezpłatnych nowych publikacji (w wersji drukowanej oraz elektronicznej w oficjalnym serwisie internetowym – jw.org lub w darmowej aplikacji „JW Library”) oraz przeprowadza się chrzest nowych członków (przez całkowite zanurzenie). Zgromadzeni kilkakrotnie śpiewają pieśni (corocznie przygotowywana jest nowa pieśń końcowa) w programie oraz uczestniczą we wspólnej modlitwie. Cały program – jednolity na całym świecie – przygotowywany jest według wskazówek Ciała Kierowniczego. Obecni korzystają z Biblii, z wydrukowanego programu (również w wersji elektronicznej) i innych publikacji. Nadawanie programu drogą radiową w paśmie analogowym FM ułatwia uczestnikom odbieranie go za pomocą smartfonów lub małych radioodbiorników na terenie obiektów kongresów, co jest szczególnie ważne dla osób starszych i słabosłyszących.
Przygotowania do kongresów. Jednorazowe hasła kongresów są ustalane z kilkuletnim wyprzedzeniem. To nadaje kierunek działaniu przygotowującym program. Pracę nad filmami kongresowym zaczynają się nawet 5 lat wcześniej. Przy tworzeniu scenariuszy Komitet Nauczania Ciała Kierowniczego ściśle współpracuje z Działem Redakcyjnym. Każdego roku Komitet Nauczania zapoznaje się ze sprawozdaniami z całego świata od Komitetów Oddziałów i przedstawicieli Biura Głównego, które często zawierają propozycje tematów, które można by poruszyć w programie kongresów. „Następnie Komitet Nauczania wybiera konkretny temat, który będzie zaspokajał potrzeby ogólnoświatowej społeczności Świadków Jehowy. Temat ten zatwierdza całe Ciało Kierownicze. Potem rozpoczynają się prace nad biblijnymi myślami przewodnimi każdego dnia kongresu. Program w piątek [w pierwszy dzień kongresu] to położenie fundamentu pod myśl przewodnią kongresu. W sobotę skierowane są zachęty dotyczące osobistego zachowania, służby kaznodziejskiej i życia rodzinnego. Niedzielny program często skupia uwagę na temat tego co Biblia mówi o przyszłości, kieruje się też zachęty do trzymania się tej nadziei. Redaktor przygotowujący materiał kongresowy musi przebrnąć przez 70 etapów sprawdzania, weryfikacji i korekty”. Następnie wszystkie materiały kongresowe zostają przetłumaczone na ponad 500 języków, w których odbywają się kongresy. Kompozytorzy przygotowują ścieżki dźwiękowe aranżacji 18 pieśni i 6 dziesięciominutowym filmowych programów muzycznych, poza tym nagrywa się ścieżki dźwiękowe do ponad 60 materiałów filmowych wyświetlanych podczas kongresów.
W Polsce organizowane są kongresy i zgromadzenia obwodowe w językach: polskim, polskim języku migowym, angielskim, ukraińskim oraz rosyjskim (w poprzednich latach zgromadzenia obwodowe odbywały się także w języku bułgarskim, hiszpańskim, ormiańskim oraz wietnamskim).
Wszystkie prace związane z przygotowaniem i przebiegiem kongresów i zgromadzeń obwodowych wykonują ochotnicy, usługując nieodpłatnie m.in. w takich działach, jak: administracji, służby porządkowej, medycznej służby pierwszej pomocy, służby ochotniczej, służby parkingowej, informacji, księgowości, zakwaterowania, montażu, sceny, nagłośnienia (audio–video), czystości, chrztu, rzeczy znalezionych, kontaktów z mediami (Dział Informacji Publicznej) i innych. Przed kongresem członkowie zborów otrzymują specjalną plakietkę (z tytułem kongresu i miejscem na wpisanie imienia i nazwiska oraz nazwy zboru). Wstęp na wszystkie sesje jest wolny, a w trakcie kongresów i zgromadzeń obwodowych nie urządza się żadnych zbiórek pieniędzy. Na terenie obiektów kongresowych umieszczone są skrzynki na dobrowolne datki (można je również przekazać online).

## Historia kongresów
Początkowo kongresy nazywano zjazdami lub konwencjami. Pierwszy taki zjazd zorganizowano w roku 1886 w Pittsburghu w Stanach Zjednoczonych, z okazji przypadającego święta Pamiątki śmierci Jezusa Chrystusa. Pierwszy raport ze zjazdu sporządzono w 1889 roku, gdy wiosną w Allegheny w stanie Pensylwania zgromadziło się 225 osób, a 22 zostały ochrzczone. W 1891 roku w dniach od 7 do 14 kwietnia w Allegheny odbył się zjazd wiernych. W 1892 roku przybyło ok. 400 osób. Pierwsza konwencja generalna odbyła się w dniach od 20–24 sierpnia 1893 roku w Chicago. Od roku 1898 zaczęto organizować zgromadzenia w różnych miejscach (początkowo w Ameryce Północnej, a potem także na całym świecie), na których mówców, najczęściej pielgrzymów, zapewniało Towarzystwo Strażnica oraz mniejsze konwencje lokalne organizowane przez poszczególne zbory. W latach 1911 i 1913 wynajęto pociągi kongresowe, dzięki czemu setki delegatów podróżowało przez miesiąc lub dłużej przez zachodnią część Stanów Zjednoczonych i Kanady, uczestnicząc kolejnych zgromadzeniach.

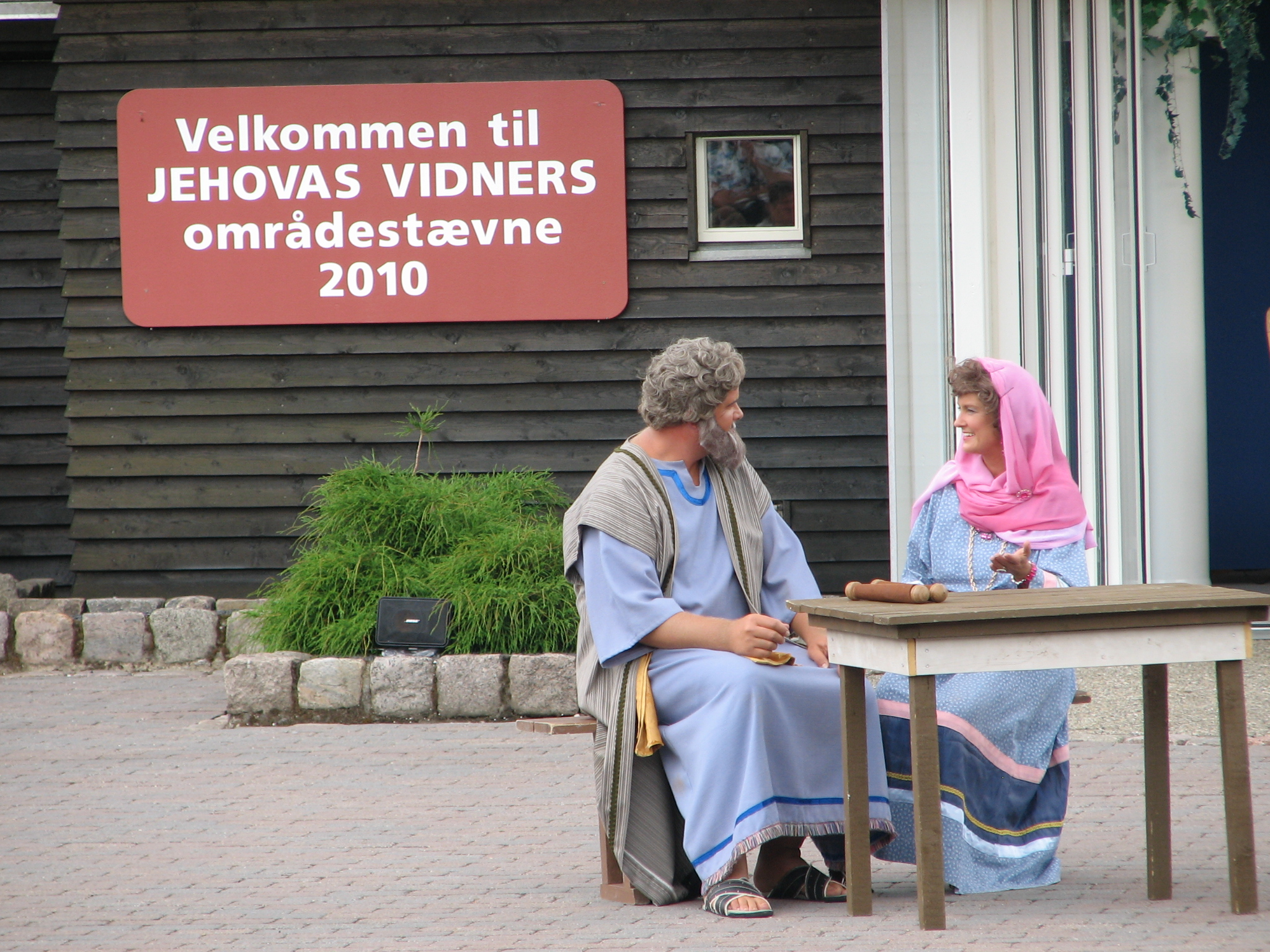
Biblijne przedstawienie kostiumowe (dramat biblijny) na kongresie „Trwaj przy Jehowie!”, 2010 (Silkeborg, Dania)...

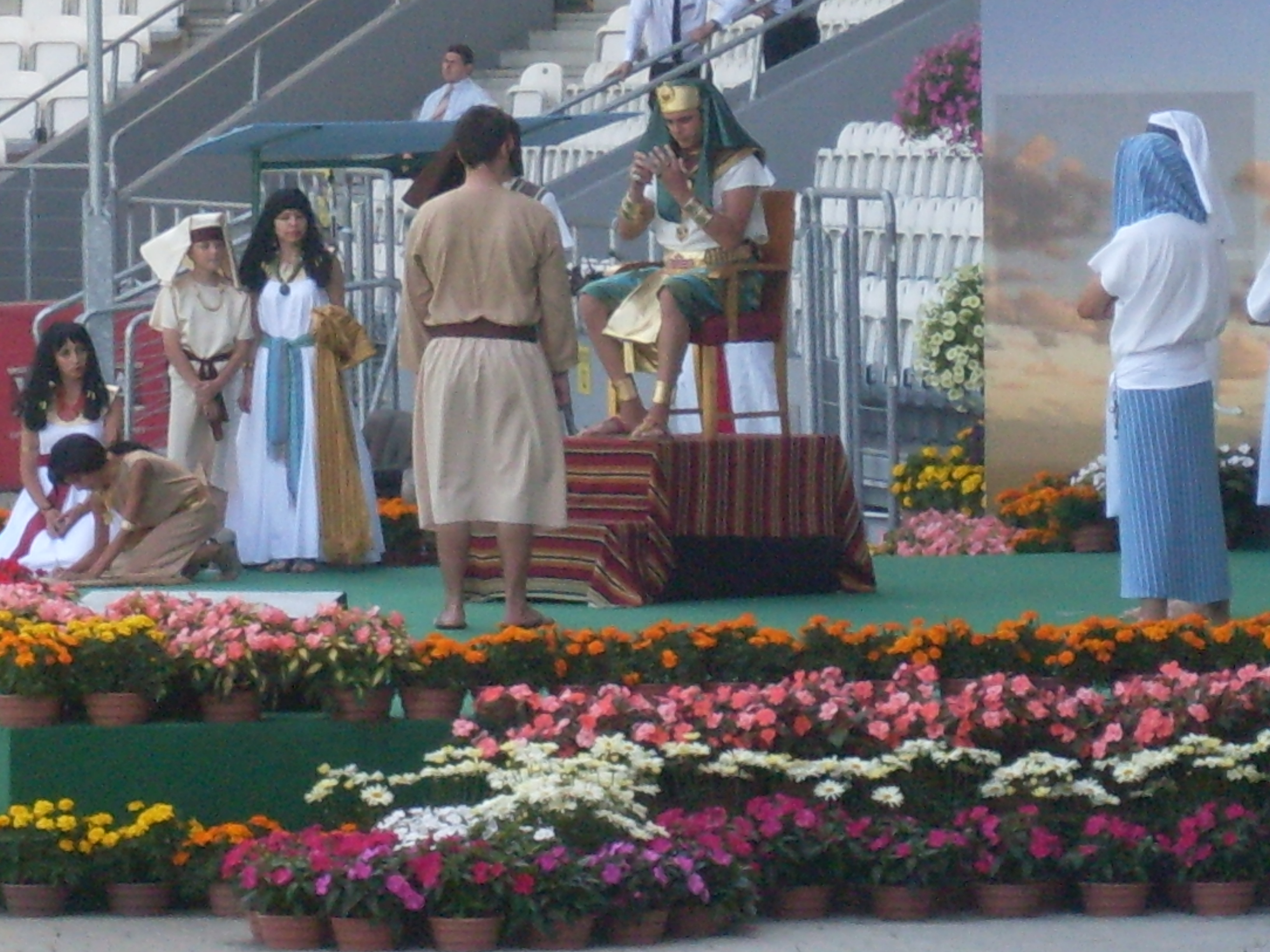
... na kongresie w 2011 roku (Kraków)

W 1966 roku wprowadzono przedstawienia biblijne najczęściej kostiumowe. Było to obrazowe przedstawienie wydarzeń z czasów biblijnych lub współczesnych. W pierwszych takich przedstawieniach tekst był przekazywany na żywo. W kolejnych latach, był on nagrany i uzupełniony muzyką oraz efektami dźwiękowymi. W 2014 roku odbyło się ostatnie przedstawienie z udziałem aktorów (w ich rolę wcielali się wcześniej wybrani Świadkowie Jehowy) na żywo, w tym samym roku wprowadzono wyświetlenie pełnometrażowych filmów. W kolejnych latach opowieść filmowa stała się stałym punktem programu. W roku 2024 miała miejsce premiera 18-odcinkowego filmu Dobra nowina według Jezusa. W 2007 roku wprowadzono również adaptacje dźwiękowe Biblii (słuchowiska), w roku 2014 w formie wideo, a w 2020 roku dodano do nich kostiumowy materiał filmowy. 
Przez wiele lat oprócz programu wykładów biblijnych w przerwie programu uczestnikom kongresów serwowano również niedrogie posiłki. Ponieważ jednak spora liczba ochotników przygotowywała i wydawała posiłki opuszczając tym samym część programu kongresów, pod koniec lat 70. XX wieku uproszczono sposób organizowania wyżywienia, a począwszy od roku 1995 uczestnicy kongresów dbają o wyżywienie we własnym zakresie.

### Kongresy międzynarodowe
Pierwszy kongres międzynarodowy w jednym mieście odbył się w 1946 roku w Cleveland (ph. „Weselące się narody”), który miał na celu zachęcenie do rozwoju działalności. Kolejny kongres międzynarodowy pod hasłem „Rozrost Teokracji” zorganizowano na Yankee Stadium w Nowym Jorku w 1950 roku. Również koncentrował się na rozwoju działalności. Kongres międzynarodowy pod hasłem „Czyste wielbienie” w 1951 roku miał na celu uwydatnienie praktycznej stronę prawdziwego wielbienia i zachęcał do uczynienia służby kaznodziejskiej swą drogą życiową. W roku 1955 odbył się kongres międzynarodowy pod hasłem „Tryumfujące Królestwo”. W roku 1958 odbył się kongres międzynarodowy pod hasłem „Wola Boża”, który okazał się być największym w historii kongresem Świadków Jehowy w jednym mieście – na dwóch stadionach w Nowym Yorku zebrały się wówczas 253 922 osoby, a ochrzczono 7136 nowych członków; sesje kongresowe odbywały się w 21 językach.
W 1963 roku zorganizowano kongres okołoziemski pod hasłem „Wiecznotrwała dobra nowina”. Jego program przedstawiono najpierw w Stanach Zjednoczonych (w Milwaukee, stan Wisconsin), następnie w czterech miastach Europy, później na Bliskim Wschodzie, następnie przeniósł się na Daleki Wschód. Po odbyciu kongresu w Australii i na kilku wyspach Oceanii przeniósł się z powrotem na kontynent północnoamerykański. Grupa 583 delegatów z 27 państw odbyła podróż dookoła świata, zatrzymując się po kolei w krajach, w których odbywał się kongres. Wszystkie wydatki pokrywali sami.
W kolejnych latach zorganizowano następujące kongresy międzynarodowe. W roku 1965 („Słowo prawdy”; cel: „zachęcenie do regularnego studiowania i stosowania zasad z Biblii, Bożego Słowa Prawdy”); w roku 1966 („Synowie Boży – synami wolności”; cel: uwypuklenie dobrej nowinę o lepszej przyszłości, życia w raju na ziemi pod panowaniem Królestwa Bożego); w 1969 roku („Pokój na ziemi”; cel: wskazanie, że tylko Królestwo Boże zaprowadzi prawdziwy pokój na ziemi); w roku 1971 („Ludzie dobrej woli”; cel: wskazanie na skorzystanie z pozyskania dobrej woli Boga przez życie zgodne z wymaganiami Jehowy); w roku 1973 („Boskie zwycięstwo”; cel: lepsze przystosowanie swego życia do biblijnych zasad moralnych i zachęcenie do wzmożenia działalności kaznodziejskiej); w roku 1975 („Boskie zwierzchnictwo”; cel: zachęcenie do gorliwego spełniania woli Jehowy Boga i pokładania nadziei w Królestwie Bożym);w roku 1978 („Zwycięska wiara”; cel: „utwierdzenie wiary opartej na Biblii, która ma być żywa, aktywna, muszą jej towarzyszyć czyny”); w roku 1985 („Lud zachowujący prawość”; cel: dodanie otuchy w trwaniu w wierności); w roku 1988 („Sprawiedliwość Boża”; cel: uwypuklenie aspektów sprawiedliwości Bożej);w roku 1989 („Prawdziwa pobożność”; cel: wskazanie na potrzebę okazywania oddania dla Jehowy Boga i lojalnego popieranie Bożego powszechnego zwierzchnictwa);w roku 1990 („Czysta mowa”; cel: uwypuklenie aspektów „czystej mowy” prawdy o Jehowie Bogu i Jego biblijnym zamierzeniu); w roku 1991 („Lud miłujący wolność”; cel: kierowanie uwagi na „wolność udostępnianą przez Jehowę Boga – od fałszywych nauk religijnych, od strachu przed ludźmi, od nałogów, grzesznych przyzwyczajeń (List do Galatów 5:1)); w 1992 roku („Nosiciele światła”; cel: pomoc być lepszymi nosicielami duchowego światła); w roku 1993 („Pouczani przez Boga”; cel: uwypuklenie ważnych aspektów kształcenia biblijnego, stanowiących chrześcijańską ochronę; w roku 1996 („Posłańcy pokoju Bożego”; cel: wyjaśnienie, jak można pomagać drugim w osiągnięciu pokoju Bożego; w roku 1998 („Boża droga życia”; cel: zachęcenie do przyjmowanie dalszych pouczeń o Bożej drodze życia; w roku 2000 („Nauczyciele słowa Bożego”; cel: wskazanie gotowości do wywiązywania się z roli nauczycieli Słowa Bożego (Mat 19:20, 21));w roku 2003 („Oddajcie chwałę Bogu”; cel: przyczynianie się do wywyższenia imienia Boga Jehowy (Psalm 96:8)); w roku 2006 („Wyzwolenie jest blisko!”; cel: udzielenie zachęt do zachowania wiary w czasie dni ostatnich); w roku 2009 („Czuwajcie!”); cel: udzielenie zachęt do dalszego niewzruszonego trwania w wierze i czujności duchowej w „dniach ostatnich”); w 2014 roku („Szukajmy najpierw Królestwa Bożego!”; zdaniem Świadków Jehowy głównym tematem Biblii jest Królestwo Boże, program wskazywał, że zostało ono ustanowione w roku 1914, a kongresy te upamiętniły setną rocznicę ustanowienia Królestwa Bożego); w roku 2019 („Miłość nigdy nie zawodzi!”; cel: przekonanie, że Jehowa Bóg dzięki miłości – swemu dominującemu przymiotowi – zawsze będzie zapewniał ochronę oraz miał unaocznić pozytywny wpływ miłości, która łączy ludzi z różnych środowisk).

### Okres pandemii COVID-19
W związku z pandemią COVID-19 w latach 2020–2022 organizowanie kongresów oraz zgromadzeń obwodowych z osobistym udziałem obecnych zostało wstrzymane. W związku z tym kongres w 2020 roku pod hasłem „Zawsze się radujcie!” został po raz pierwszy przedstawiony wirtualnie, nagrany wcześniej program kongresu został udostępniany bezpłatnie do obejrzenia w serwisie internetowym jw.org. W związku z tym w lipcu i sierpniu 2020 roku Świadkowie Jehowy na całym świecie po raz pierwszy w historii w tym samym czasie oglądali ten sam nagrany program, który został zamieszczony w 511 językach. W niektórych krajach był też transmitowany przez kanały telewizyjne i stacje radiowe. W roku 2021 kongres pod hasłem „Silni dzięki wierze!” oraz w roku 2022 kongres pod hasłem „Dążmy do pokoju!” również zostały przedstawione i udostępnione w ten sam sposób.

### Historia kongresów w Polsce
Pierwszy kongres zorganizowano w październiku 1921 roku w Krakowie. W dniach od 30 października do 2 listopada 1921 roku w Warszawie odbył się pierwszy Walny Zjazd), w którym uczestniczyło ogółem ponad 500 osób z 30 miejscowości, a 14 osób ochrzczono. W 1922 roku podczas kilku zgromadzeń (m.in. w Warszawie, Chrzanowie) chrzest przyjęło 108 osób. W 1924 roku w Polsce odbyło się 16 konwencji (zjazdów), odbyły się m.in. w Łodzi, Lublinie, Chrzanowie, Warszawie (25–29 grudnia) i Woli Batorskiej, a rok później m.in. w Andrychowie (około 250 obecnych), Plutyczach, Królewskiej Hucie (Chorzowie) (30 sierpnia–1 września; ponad 600 obecnych). W roku 1926 na dwóch konwencjach zebrało się 2706 osób. W kolejnych latach konwencje odbywały się m.in. ponownie Krakowie (1928, 1930), Warszawie (1927, 1929, 1930), Łodzi (1926, 1928, 1929, 1930, 1931, 1934) oraz w Bydgoszczy (1927, 1930), Poznaniu (1928), Rulikówce (1933, 1934), Teresinie (1933, 1934), Grabiszewie (1936), Dorohuczy (1937), Borówku (1937), Kostuninie (1939).
Pierwsze zgromadzenie powojenne odbyło się 9 i 10 czerwca 1946 roku na posesji sługi strefy (obwodu) Włodarczyka, we wsi Borówek z udziałem ponad 1500 osób, a 260 osób przyjęło chrzest. 22 września zorganizowano pierwszy po wojnie kongres ogólnokrajowy pod hasłem „Weselące się narody” w Katowicach, na którym zebrało się co najmniej 5300 osób. Mniejsze konwencje odbyły się m.in. w Bukownie (1400 obecnych), Łodzi, Częstochowie, Olkuszu, Raszówku (1300 obecnych) i Zawierciu.
25 i 26 maja 1947 roku zorganizowano zjazd ogólnokrajowy pod hasłem „Chwalcie Jehowę wszystkie narody” w Krakowie, w którym uczestniczyło około 8000 osób, a 476 osób przyjęło chrzest. Poza tym zgromadzenia w 1947 roku odbyły się m.in. w Warszawie, Bydgoszczy, Jeleniej Górze, Blachowni, Sopocie, Stryjnie, Gorzowie Wielkopolskim, Tarnowie i w Teresinie. 
Rok później dwa największe kongresy odbyły się w Lublinie i Poznaniu oraz kilka mniejszych (m.in. w Chrzanowie, Gorzowie Wielkopolskim, Hrubieszowie, Olsztynie, Szczytnie, Harasiukach, Łodzi, Piotrkowie Trybunalskim, Maszewie). W roku 1949 odbyły się mniejsze zgromadzenia (m.in. w Alojzowie, Bukownie, Ełku, Poznaniu, Czarnym Dunajcu, Olkuszu, Szczecinie i Koszalinie).
W 1954 roku, już w okresie delegalizacji, z zachowaniem szczególnej ostrożności urządzono szereg kilkudniowych zgromadzeń dla pionierów, w trakcie których przedstawiono część tematów z kongresu międzynarodowego pod hasłem „Społeczeństwo Nowego Świata”, jaki zorganizowanego w 1953 roku w Nowym Jorku. Szczególnie od roku 1967 zaczęto spotykać się latem większymi grupami w lasach, na kilkugodzinnych tzw. konwencjach leśnych. Były one urządzane do roku 1981.
W następnych latach władze zezwalały na organizowanie zgromadzeń w Polsce, na początku w halach – w 1981 roku pod hasłem „Lojalność wobec Królestwa” (5 lipca w gdańskiej Hali Olivia – 5751 obecnych, nieco później w mniejszej hali w Skawinie i w sali Cechu Rzemiosł w Oświęcimiu). W roku 1982 zorganizowano przeszło 80 zgromadzeń pod hasłem „Prawda o Królestwie” w różnych halach w kraju (przeszło 96 tysięcy obecnych – ochrzczono 1761 osób), a od roku 1983 kongresy zaczęto organizować na stadionach sportowych. W roku 1983 („Jedność dzięki Królestwu”) oraz w 1984 („Rozwój Królestwa”) odbyło się po 12 kongresów. W 1985 roku na czterech stadionach: w Chorzowie, Poznaniu, Wrocławiu i w Warszawie odbyły się pierwsze kongresy międzynarodowe pod hasłem „Lud zachowujący prawość” (94 134 obecnych, ochrzczono 3140 osób). W roku 1986 („Pokój Boży”) odbyło się 9 kongresów, a w roku 1987 („Zaufaj Jehowie”) oraz 1988 („Sprawiedliwość Boża”) odbyło się po 12 kongresów rocznie.
W 1989 roku, od czasu ponownej legalizacji, zorganizowano kongresy międzynarodowe, tym razem pod hasłem „Prawdziwa pobożność”. Odbyły się one na trzech stadionach – w Chorzowie, Poznaniu i Warszawie (166 518 obecnych, 6093 osób zostało ochrzczonych). W roku 1990 odbyło się 12 kongresów pod hasłem „Czysta mowa”, a w 1991 roku 12 kongresów pod hasłem „Lud miłujący wolność”. W roku 1992 pod hasłem „Nosiciele światła” i w 1993 roku pod hasłem „Pouczani przez Boga” (po 13 kongresów), w roku 1994 pod hasłem „Bojaźń Boża” – 15 kongresów, a w roku 1995 pod hasłem „Rozradowani chwalcy Boga” – 19 kongresów. W roku 1996 w Łodzi i w Warszawie odbył się (po raz trzeci w Polsce) kongres międzynarodowy – pod hasłem „Posłańcy pokoju Bożego”. Łącznie w Polsce w tym roku odbyło się 21 kongresów. W roku 1997 – „Wiara w Słowo Boże”, w 1998 – „Boża droga życia”, w 1999 – „Prorocze słowo Boże”, w 2000 – „Wykonawcy słowa Bożego”, w 2001 – „Nauczyciele słowa Bożego”, w 2002 – „Gorliwi głosiciele Królestwa”, w 2003 – „Oddajcie chwałę Bogu” (po 22 kongresy rocznie), w roku 2004 – „Chodź z Bogiem” (23 kongresy) i w 2005 – „Posłuszni Bogu” (22 kongresy). W sierpniu 2006 roku w Chorzowie i Poznaniu zorganizowano (po raz czwarty w Polsce) kongresy międzynarodowe – pod hasłem „Wyzwolenie jest blisko!”. W 2007 roku odbyły się 22 kongresy pod hasłem „Naśladuj Chrystusa!”, a w 2008 roku – „Kierowani duchem Bożym” (24 kongresy, także po raz pierwszy kongres w polskim j. migowym). W 2009 roku w Poznaniu odbył się po raz piąty kongres międzynarodowy w Polsce – pod hasłem „Czuwajcie!”. W 2010 roku odbyło się 26 kongresów pod hasłem „Trwaj przy Jehowie!”. Po raz pierwszy przedstawiono program w języku angielskim i rosyjskim, w 2011 roku – „Niech przyjdzie Królestwo Boże!” (25 kongresów), w 2012 roku – „Strzeż swego serca!” (24 kongresy), w 2013 roku – „Słowo Boże jest prawdą!” (16 kongresów), w 2014 roku – „Szukajmy najpierw Królestwa Bożego!” (23 kongresy), w 2015 roku – „Naśladujmy Jezusa!” (32 kongresy), w 2016 roku – „Lojalnie trwajmy przy Jehowie!” (32 kongresy), w 2017 roku – „Nie poddawaj się!” (32 kongresy, w tym po raz pierwszy w Polsce w języku ukraińskim), w 2018 roku – „Bądź odważny!” (28 kongresów). W 2019 roku w Warszawie (po raz szósty w Polsce) odbył się kongres międzynarodowy pod hasłem „Miłość nigdy nie zawodzi!” (pozostałych 7 kongresów regionalnych odbyło się w tym samym terminie, a tydzień później odbyło się 10 kongresów regionalnych). Po przerwanie związanej z pandemią ponownie zorganizowano kongresy z osobistym udziałem obecnych. W roku 2023 pod hasłem „Okazujcie cierpliwość!” (29 kongresów). W roku 2024 zorganizowano kongresy pod hasłem „Głośmy dobrą nowinę!” (32 kongresy).

## Kongresy
Na corocznych kongresach regionalnych, które zazwyczaj odbywają się w okresie letnim, spotyka się kilka obwodów (na każdy obwód składa się około 20 zborów). Przybywają na nie Świadkowie Jehowy, ich sympatycy oraz osoby zaproszone w trakcie ogólnoświatowej kampanii informacyjnej, polegającej na wręczaniu wydrukowanych zaproszeń (lub wysyłaniu je osobom zainteresowanym, również w wersji elektronicznej; na kongres można przybyć również bez zaproszeń). Liczba obecnych na jednym kongresie wynosi od kilkuset do kilkudziesięciu tysięcy osób.
Kongresy te w Polsce odbywają się na wynajętych stadionach, w halach, w niektórych Salach Zgromadzeń Świadków Jehowy (Warszawa, Malbork) oraz w Centrum Kongresowym Świadków Jehowy w Sosnowcu (przede wszystkim dla obszaru Górnego Śląska i prawie całego województwa małopolskiego).
Na ogół co cztery lub pięć lat urządza się kongresy międzynarodowe w różnych częściach świata, a przybywają na nie delegaci z wielu krajów. Uczestniczy w nich co najmniej 20 tysięcy osób. Zaprasza się na nie również zagranicznych misjonarzy, którzy mogą odwiedzić miejsce swojego zamieszkania. Mniejsze kongresy o zasięgu międzynarodowym nazywane są kongresami specjalnymi. Są na ogół urządzane każdego roku, z wyłączeniem lat, gdy odbywały się kongresy międzynarodowe. Organizuje się je w mniejszych obiektach, a bierze w nich udział zazwyczaj do 12 tysięcy uczestników. Liczba zagranicznych delegatów zapraszanych na kongresy specjalne jest dwukrotnie mniejsza niż na kongresy międzynarodowe.
Kongresy międzynarodowe w Polsce odbyły się sześć razy w latach: 1985 (Chorzów, Poznań, Warszawa i Wrocław), 1989 (Chorzów, Poznań i Warszawa), 1996 (Łódź i Warszawa), 2006 (Chorzów i Poznań), 2009 (Poznań) oraz 2019 (Warszawa).

## Lista kongresów

### „Prawdziwe wielbienie Boga” (2025)
- Polska: 38 kongresów w 20 miastach w 5 językach: polskim, angielskim, rosyjskim (trzy), ukraińskim (trzy) i polskim migowym.
- Świat: 19 kongresów specjalnych: Albania (Tirana), Belgia (Gandawa) (dwa), Boliwia (Santa Cruz) (dwa), Chorwacja (Zagrzeb), Indonezja (Dżakarta) (dwa), Japonia (Jokohama, Kobe), Nowa Zelandia (Auckland), Rwanda (Kigali), Stany Zjednoczone (Fort Lauderdale, Sacramento), Sri Lanka (Kolombo), Szkocja (Glasgow), Togo (Lomé), Zimbabwe (Harare) (dwa)[67].
- Publikacje: Spełnianie Twojej woli to dla mnie przyjemność (pieśń)
- Materiał filmowy: Dobra nowina według Jezusa. Odcinek 2 (dwie części) oraz Odcinek 3
- Publiczny wykład biblijny: Czy czcisz Boga, mając wiedzę? (Jana 4:20-24)
- Kongresy poprzedza trzytygodniowa ogólnoświatowa kampania informacyjna, polegająca na rozpowszechnianiu specjalnych zaproszeń na kongresy zorganizowane w ponad 200 krajach.

### „Głośmy dobrą nowinę!” (2024)

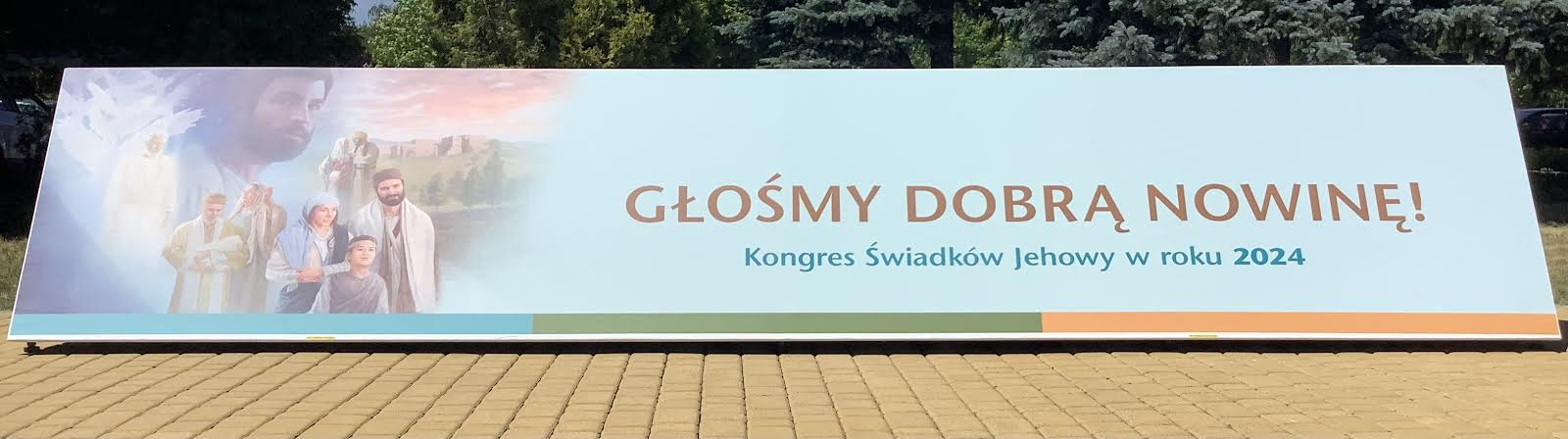
Hasło kongresowe (Sosnowiec, 2024)

- Polska: 32 kongresy w 19 miastach, w 5 językach: polskim, angielskim, rosyjskim (trzy), ukraińskim (trzy) i polskim migowym[4]. na których obecne były 116 472 osoby, 697 zostało ochrzczonych.
- Świat: 15 kongresów specjalnych: Bułgaria (Sofia), Chile (Santiago (dwa)), Czechy (Praga), Dominikana (Santo Domingo), Fidżi (Suva), Finlandia (Helsinki), Francja (Lyon), Gwadelupa (Baie-Mahault), Islandia (Reykjavík), Paragwaj (Asunción), Stany Zjednoczone (Filadelfia i Tampa), Szwajcaria (Zurych), Węgry (Budapeszt)[67][68][69][3].
- Publikacje: Dobra nowina według Jezusa. Odcinek 1: Prawdziwe światło świata, „Czas czekania się skończył” (film), „Dobra nowina!”(pieśń), „Czas czekania się skończył” (słuchowisko)
- Materiał filmowy: Dobra nowina według Jezusa. Odcinek 1: Prawdziwe światło świata (dwie części)[70]
- Słuchowisko: „Czas czekania się skończył” (Objawienie 10:6)
- Publiczny wykład biblijny: Dlaczego nie boimy się złych wiadomości? (Psalm 112:1-10)[71]
- Kongresy poprzedziła trzytygodniowa ogólnoświatowa kampania informacyjna, polegająca na rozpowszechnianiu specjalnych zaproszeń na kongresy zorganizowane w ponad 200 krajach.

### „Okazujcie cierpliwość!” (2023)
- Polska: 29 kongresów w 18 miastach, w 5 językach: polskim, angielskim, rosyjskim (dwa), ukraińskim (dwa) i polskim migowym. Ochrzczono 793 osoby[55].
- Świat: Ponad 6000 kongresów w przeszło 500 językach. Pierwszy z nich odbył się w dniach od 12 do 14 maja 2023 roku w Stanach Zjednoczonych[72].
- Publikacje: „Nie opóźni się!” (pieśń)[73], Dawid czekał na Jehowę[74], Zdaj się na Jehowę[75]
- Materiał filmowy: Zdaj się na Jehowę (dwie części) (Psalm 37:5)[75][76][77]
- Słuchowisko: Dawid czekał na Jehowę (1 Samuela 24:2–15; 25:1–35; 26:2–12; Psalm 37:1–7)[74]
- Publiczny wykład biblijny: Czy Bóg odpowie na twoje modlitwy? (Izajasza 64:4)[78]
- Kongresy poprzedziła trzytygodniowa ogólnoświatowa kampania informacyjna, polegająca na rozpowszechnianiu specjalnych zaproszeń na kongresy zorganizowane w ponad 200 krajach[79].

### „Dążmy do pokoju!” (2022)
W związku z pandemią COVID-19 Ciało Kierownicze Świadków Jehowy zadecydowało o odwołaniu wszystkich kongresów regionalnych i specjalnych z osobistym udziałem obecnych na stadionach, halach i w Salach Zgromadzeń. Dlatego też poszczególne części programu kongresu zostały przedstawione przez członków Ciała Kierowniczego oraz ich pomocników. Zamieszczono je w bezpłatnym programie filmowym z lipca i sierpnia 2022 roku dostępnym w serwisie jw.org w ponad 500 językach (w tym polskim i polskim języku migowym, a w ponad 100 językach dla osób słabowidzących i niewidomych również z audiodeskrypcją). Zawierający 48 przemówień i 66 materiałów filmowych. Szacuje się, że kongres obejrzało 15–20 milionów widzów w 239 krajach. Podczas kongresu ochrzczono 1113 osób z samej tylko Ukrainy.
- Publikacje: Trwały pokój — nareszcie! (pieśń)[84], Jakub — człowiek, który kochał pokój (film)[85], Jehowa prowadzi nas drogą pokoju (film)[86].
- Materiał filmowy: Jehowa prowadzi nas drogą pokoju (dwie części) (Izajasza 48:17, 18)[86].
- Słuchowisko: Jakub — człowiek, który kochał pokój (Rodzaju 26:12 do 33:11)[85].
- Publiczny wykład biblijny: Przyjaźń z Bogiem — czy jest możliwa? (Jakuba 4:8; 1 Jana 4:10)[87].
- Kongresy poprzedziła ogólnoświatowa kampania informacyjna, polegająca na rozpowszechnianiu w miejscach publicznych oraz listownie i drogą elektroniczną specjalnych zaproszeń (w formie elektronicznej i papierowej) osobom zainteresowanym do bezpłatnego obejrzenia programu kongresu.

### „Silni dzięki wierze!” (2021)
W związku z pandemią COVID-19 Ciało Kierownicze Świadków Jehowy zadecydowało o odwołaniu wszystkich kongresów regionalnych i specjalnych na świecie z osobistym udziałem obecnych na stadionach, halach i Salach Zgromadzeń. Dlatego poszczególne nagrane części jego programu zostały przedstawione przez członków Ciała Kierowniczego oraz ich pomocników, zamieszczone je – w ponad 500 językach (w tym polskim i polskim języku migowym; a w 53 językach dla osób słabowidzących i niewidomych również w audiodeskrypcji) – w bezpłatnym programie filmowym z lipca i sierpnia 2021 roku dostępnym w serwisie jw.org. W niektórych krajach transmitowany też przez kanały telewizyjne i stacje radiowe. Szacuje się, że kongres obejrzało 15–20 milionów widzów w 240 krajach. Hasło kongresu zaczerpnięto z wersetu biblijnego z Rz 4:20 „Dzięki wierze stał się silny i oddał chwałę Bogu”.
- Publikacje: Oczami wiary (pieśń)[92]; Noe – posłuszny dzięki wierze (słuchowisko)[93]; Daniel: Historia wielkiej wiary! (film)[94]
- Film: Daniel: Historia wielkiej wiary! (Dn) (2 części)[94]
- Słuchowisko: Noe – posłuszny dzięki wierze (Rdz 6:1 do 8:22; 9:8-16)[93]
- Publiczny wykład biblijny: Wierzcie w dobrą nowinę (Mk 1:14, 15; Mt 9:35; Łk 8:1)[95].
- Kongresy poprzedziła ogólnoświatowa kampania informacyjna, polegająca na rozpowszechnianiu listownie i drogą elektroniczną specjalnych zaproszeń (w formie elektronicznej i papierowej) osobom zainteresowanym do bezpłatnego obejrzenia programu kongresu.

### „Zawsze się radujcie!” (2020)

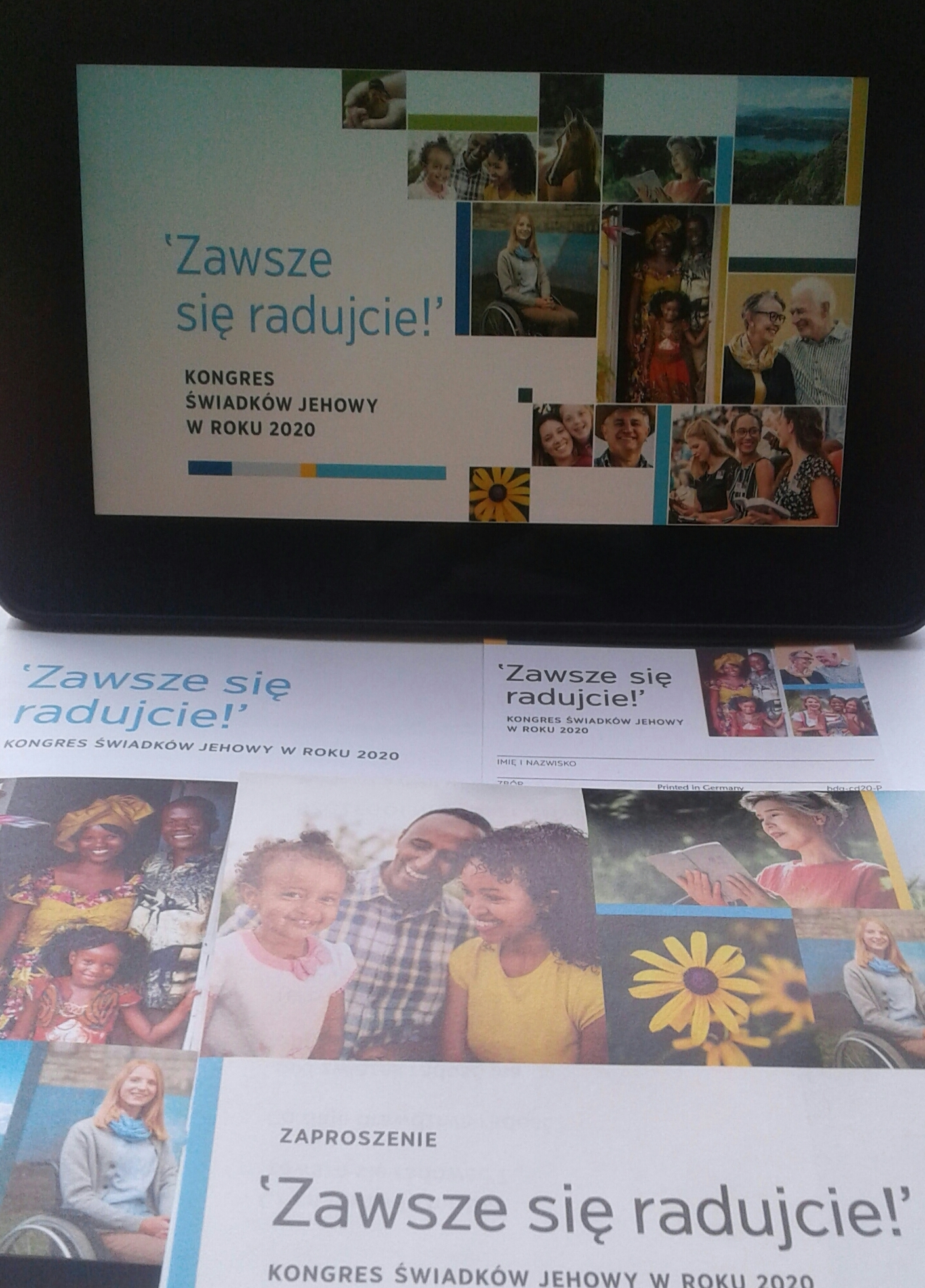
Nagrany program kongresu bezpłatnie udostępniony w serwisie jw.org wraz z zaproszeniem, programem i plakietką (2020)

W związku z pandemią COVID-19 Ciało Kierownicze Świadków Jehowy zadecydowało o odwołaniu wszystkich zaplanowanych kongresów na świecie z osobistym udziałem obecnych na stadionach, halach i Salach Zgromadzeń (w tym 25 w 5 językach, które miały się odbyć w 17 miastach Polski). Ich nagrany program został przedstawiony przez członków Ciała Kierowniczego oraz ich pomocników i zamieszczony – w 511 językach (w tym polskim i polskim języku migowym; po raz pierwszy w j. angielskim i j. hiszpańskim dla osób słabowidzących i niewidomych również w audiodeskrypcji) – w bezpłatnym programie filmowym z lipca i sierpnia 2020 roku dostępnym w serwisie jw.org, zawierającym 43 przemówienia i 114 materiałów filmowych. Szacuje się, że kongres obejrzało przeszło 14 milionów widzów w 240 krajach. Hasło kongresu zaczerpnięto z wersetu biblijnego z Flp 4:4 „Zawsze się radujcie”.
- Publikacje: Radość, która trwa wiecznie (pieśń)[102]; „Jehowa napełnił ich radością” (słuchowisko)[103]; Nehemiasz: ‛Radość od Jehowy jest waszą siłą’ (film)[104][105];
- Film: Nehemiasz: ‛Radość od Jehowy jest waszą siłą’ (Neh 8:10) (2 części)[104][105]:
- Słuchowisko: „Jehowa napełnił ich radością” (Ezd 1:1 do 6:22; Agg 1:2–11; 2:3–9; Zach 1:12–16; 2:7–9; 3:1, 2; 4:6, 7)[103];
- Publiczny wykład biblijny: Jakie bogactwo zapewnia prawdziwe szczęście? (Prz 10:22; 1 Tm 6:9, 10; Ap 21:3–5)[106].
- Kongresy poprzedziła ogólnoświatowa kampania informacyjna, polegająca na rozpowszechnianiu listownie i drogą elektroniczną specjalnych zaproszeń (w formie elektronicznej i papierowej) osobom zainteresowanym do bezpłatnego obejrzenia programu kongresu.

### „Miłość nigdy nie zawodzi!” (2019)

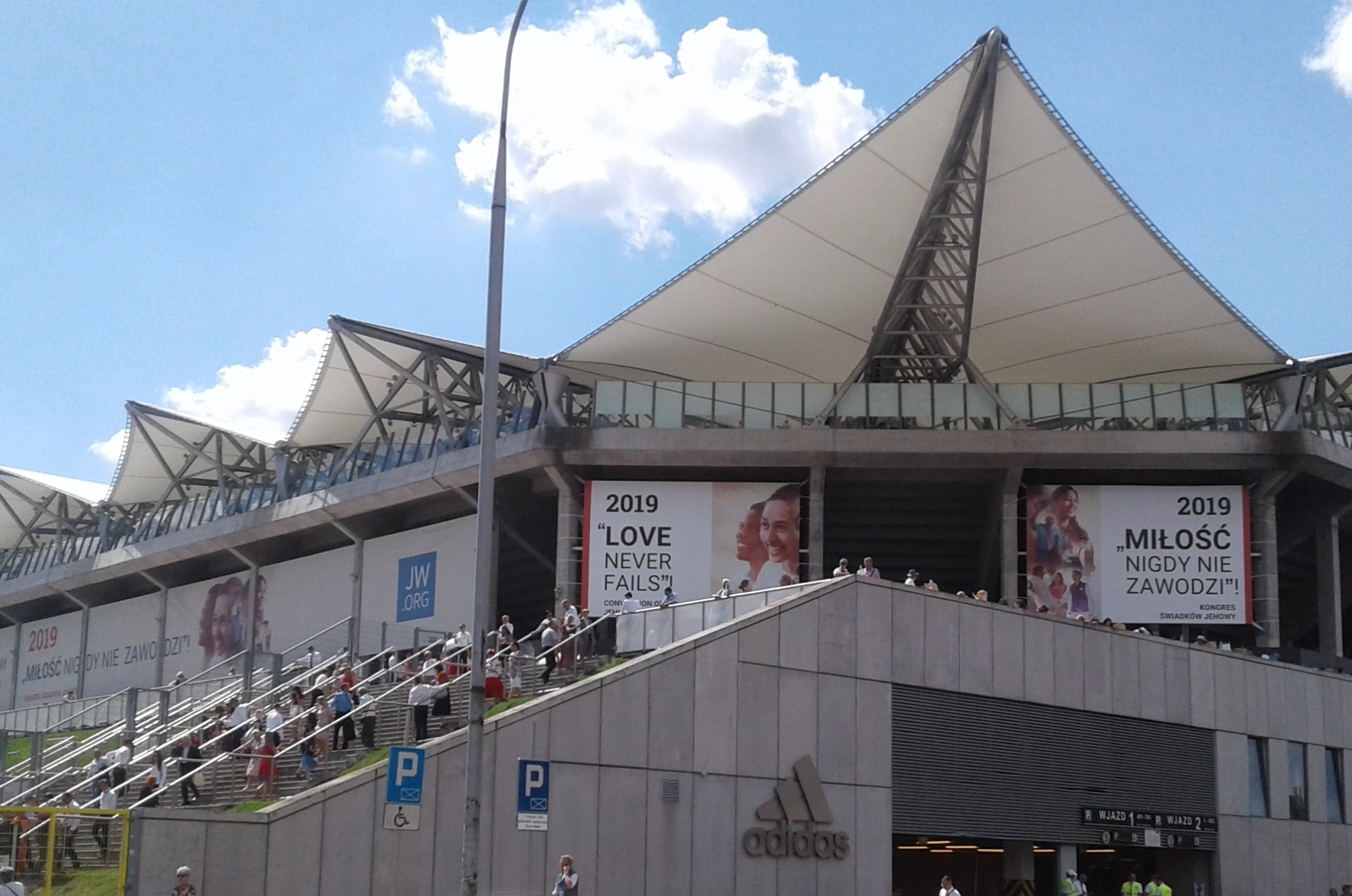
Wejście na Stadion Wojska Polskiego w Warszawie, gdzie odbywał się kongres międzynarodowy pod hasłem „Miłość nigdy nie zawodzi!” (2019)

- Polska: Kongres międzynarodowy w Warszawie (9–11 sierpnia)[64]. Delegacje z ponad 35 krajów. Pozostałych 7 kongresów regionalnych w tym samym dniu, niektóre punkty programu transmitowane z Warszawy. Dodatkowo tydzień później 10 kongresów regionalnych. Kongresy w 5 językach: polskim, angielskim, rosyjskim, ukraińskim i polskim migowym. W sumie w pierwszych 8 kongresach (w dniach 9–11 sierpnia) uczestniczyły 128 164 osoby, a 803 zostały ochrzczone.
- Świat: Kongresy międzynarodowe[107]: Argentyna: Buenos Aires[108]; Australia: Melbourne[109]; Brazylia: São Paulo[110]; Dania: Kopenhaga[111]; Ekwador: Guayaquil[112]; Filipiny: Manila[113]; Francja: Paryż[114]; Grecja: Ateny[115]; Hiszpania: Madryt[116]; Holandia: Utrecht[117]; Kanada: Toronto[118]; Korea Południowa: Seul[119]; Meksyk: Monterrey[120]; Niemcy: Berlin[121]; Polska: Warszawa; Południowa Afryka: Johannesburg[122]; Portugalia: Lizbona[123]; Stany Zjednoczone: Atlanta[124], Houston (angielski[125] i hiszpański[126]), Miami (angielski[127] i hiszpański[128]), Phoenix[129] i Saint Louis[130]. Na kongresach międzynarodowych zostały ochrzczone 8264 osoby w 18 krajach. Kongresy regionalne odbyły się w przeszło 200 krajach, przedstawione w przeszło 400 językach.
- Publikacje: Jehowa okazywał lojalną miłość (słuchowisko)[131]; Historia Jozjasza – kochaj Jehowę i miej nienawiść do zła (film)[132][133]; Miłość, która nie zawodzi (pieśń)[134];
- Film: Historia Jozjasza – kochaj Jehowę i miej nienawiść do zła (2 części)[132][133];
- Słuchowisko: Jehowa okazywał lojalną miłość (Rodzaju 37:1-36; 39:1 do 47:12)[131];
- Publiczny wykład biblijny: Gdzie znaleźć prawdziwą miłość w świecie pełnym nienawiści? (Jana 13:34, 35)[135].
- Kongresy poprzedziła trzytygodniowa ogólnoświatowa kampania informacyjna, polegająca na rozpowszechnianiu specjalnych zaproszeń na kongresy zorganizowane w ponad 200 krajach[136].

### „Bądź odważny!” (2018)

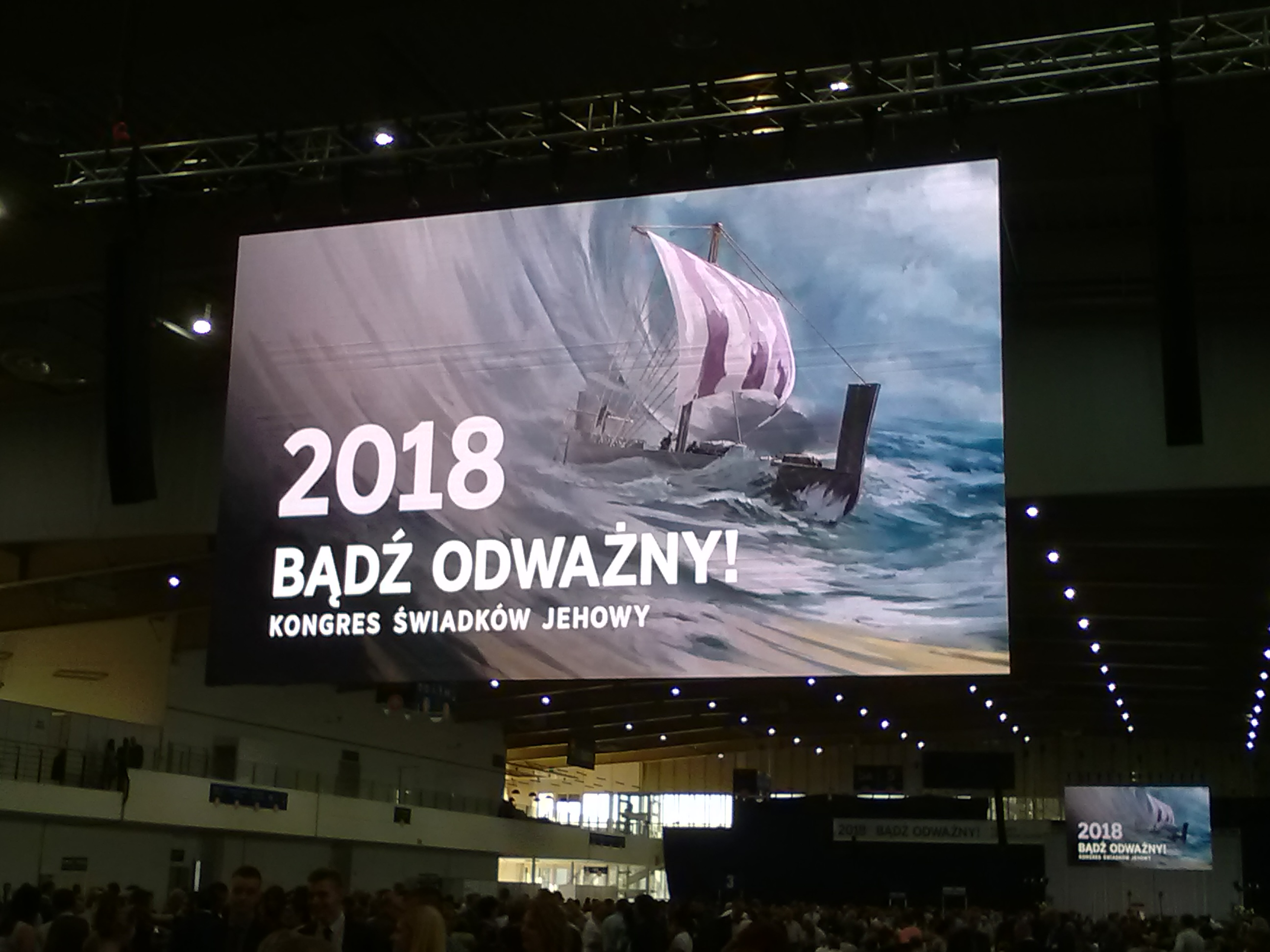
Hasło kongresowe „Bądź odważny!” wyeksponowane na telebimie w Poznaniu (2018)

- Polska: W 21 miastach odbyło się 28 kongresów regionalnych w 5 językach: polskim, angielskim, rosyjskim, ukraińskim i polskim migowym. Wykłady z udziałem Marka Sandersona, członka Ciała Kierowniczego Świadków Jehowy, były bezpośrednio transmitowane do pozostałych dwunastu miejsc kongresowych (w pierwszych 13 kongresach w dniach 10–12 sierpnia uczestniczyły 123 792 osoby, a 733 zostały ochrzczone).
- Świat: Kongresy specjalne: Gruzja: Tbilisi (150-osobowa delegacja z Polski)[137]; Mozambik: Maputo; Norwegia: Oslo; Papua-Nowa Gwinea: Port Moresby; Peru: Lima[138]; Sri Lanka: Kolombo[139]; Ukraina: Lwów[140]. Pozostałe kongresy w przeszło 190 krajach.
- Publikacje: W języku polskim zrewidowane wydanie Pisma Świętego w Przekładzie Nowego Świata[141]; Historia Jonasza – opowieść o odwadze i miłosierdziu (film)[142]; Bądź odważny i silny i działaj”! (słuchowisko)[143]; Dodaj mi odwagi! (pieśń)[144];
- Film: Historia Jonasza – opowieść o odwadze i miłosierdziu (Jonasza 1–4)[142]
- Słuchowisko: Bądź odważny i silny i działaj”! (1 Krn 28:1–20; 1 Sam 16:1–23; 17:1–51)[143]
- Publiczny wykład biblijny: Jak nadzieja zmartwychwstania dodaje odwagi? (Mk 5:35–42; Łk 12:4, 5; J 5:28, 29; 11:11–14)[145]
- Kongresy poprzedziła trzytygodniowa ogólnoświatowa kampania informacyjna polegająca na rozpowszechnianiu specjalnych zaproszeń na kongresy zorganizowane w ponad 190 krajach.

### „Nie poddawaj się!” (2017)

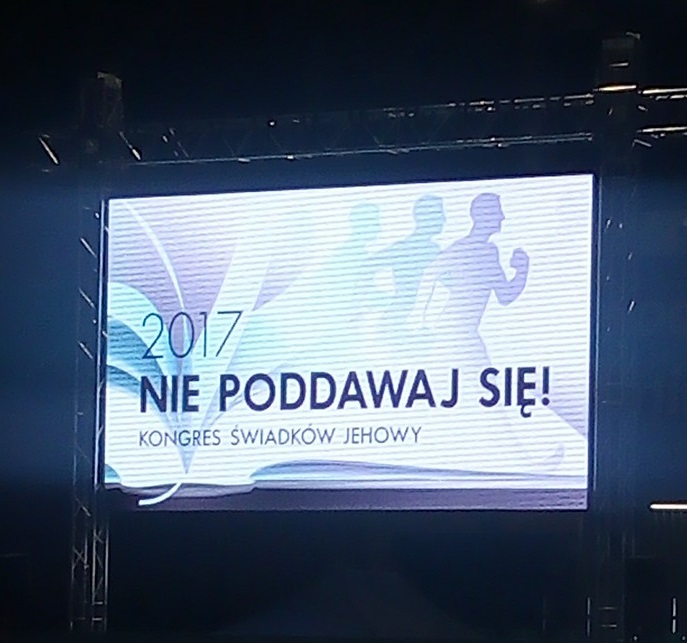
Hasło kongresowe „Nie poddawaj się!” wyeksponowane na telebimach Hali „Orbita” we Wrocławiu (2017)

- Polska: 32 kongresy w 22 miastach, w 5 językach: polskim, angielskim, rosyjskim (dwa), ukraińskim i polskim migowym (138 343 obecnych, 693 ochrzczonych).
- Świat: Kongresy specjalne: Austria: Wiedeń; Boliwia: Cochabamba; Indonezja: Dżakarta; Kanada: Toronto; Kazachstan: Ałmaty; Madagaskar: Antananarywa; Rumunia: Kluż-Napoka (250-osobowa delegacja z Polski), Włochy: Mediolan[146]. Pozostałe kongresy w przeszło 190 krajach.
- Publikacje: Jehowa wybawia swoich sług (film)[147], „Pamiętaj o żonie Lota” (film)[148], Uczymy się z Biblii (książka)[149]
- Filmy: „Pamiętaj o żonie Lota” (3 części) (Łk 17:28–33)[148].
- Słuchowiska: Jehowa wybawia swoich sług (Wj 3:1–22; 4:1–9; 5:1–9; 6:1–8; 7:1–7; 14:5–10, 13–31; 15:1–21)[147].
- Publiczny wykład biblijny: Nigdy nie trać nadziei! (Iz 48:17; Jr 29:11)[150][151].
- Kongresy poprzedziła trzytygodniowa ogólnoświatowa kampania informacyjna polegająca na rozpowszechnianiu specjalnych zaproszeń na kongresy zorganizowane w ponad 190 krajach[152].

### „Lojalnie trwajmy przy Jehowie!” (2016)

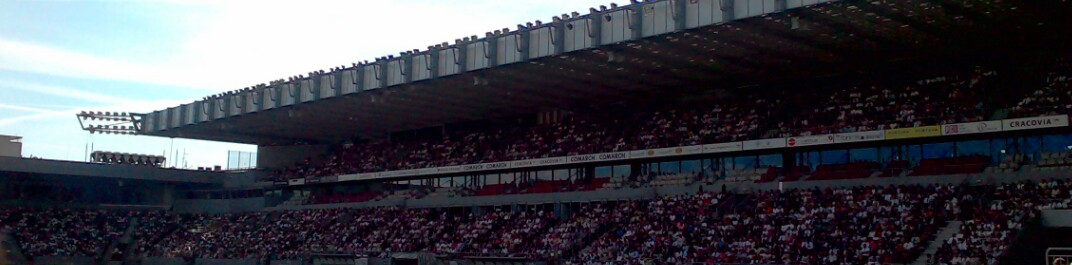
Kongres na Stadionie Cracovii w Krakowie (2016)

- Polska: 32 kongresy w 25 miastach, w 4 językach: polskim, angielskim, rosyjskim i polskim migowym.
- Świat: Kongresy specjalne: Chile: Santiago; Finlandia: Helsinki; Francja: Paryż; Holandia: Utrecht; Kenia: Nairobi; Portoryko: San Juan[153]; Tajwan: Kaohsiung[154]. Pozostałe kongresy regionalnych zorganizowano w ponad 190 krajach, na które przybyło prawie 13 milionów osób[151].
- Publikacje: „Bóg uczynił go zarówno Panem, jak i Chrystusem” (film)[155][156], „Jehowo, (...) w tobie pokładam ufność” (film)[157], „Nadzieja co do tego, czego nie widzimy” (filmy)[158].
- Filmy[i]: ’Nadzieja co do tego, czego nie widzimy’ (Rz 8:25)[158]; „Jehowo, (...) w tobie pokładam ufność” (Ps 25:1, 2; 2 Krl 16:1 do 19:37; 2 Krn 31:1 do 32:33)[155][156][6].
- Słuchowisko: „Kto jest po stronie Jehowy?” (Wj 20:1–7; 24:3–18; 32:1–35; 34:1–14)[159].
- Publiczny wykład biblijny: Kiedy lojalna miłość zatryumfuje nad nienawiścią? (Mt 5:38–45).
- Kongresy poprzedzała trzytygodniowa ogólnoświatowa kampania informacyjna polegająca na rozpowszechnianiu specjalnych zaproszeń na kongresy zorganizowane w ponad 190 krajach[160].

### „Naśladujmy Jezusa!” (2015)

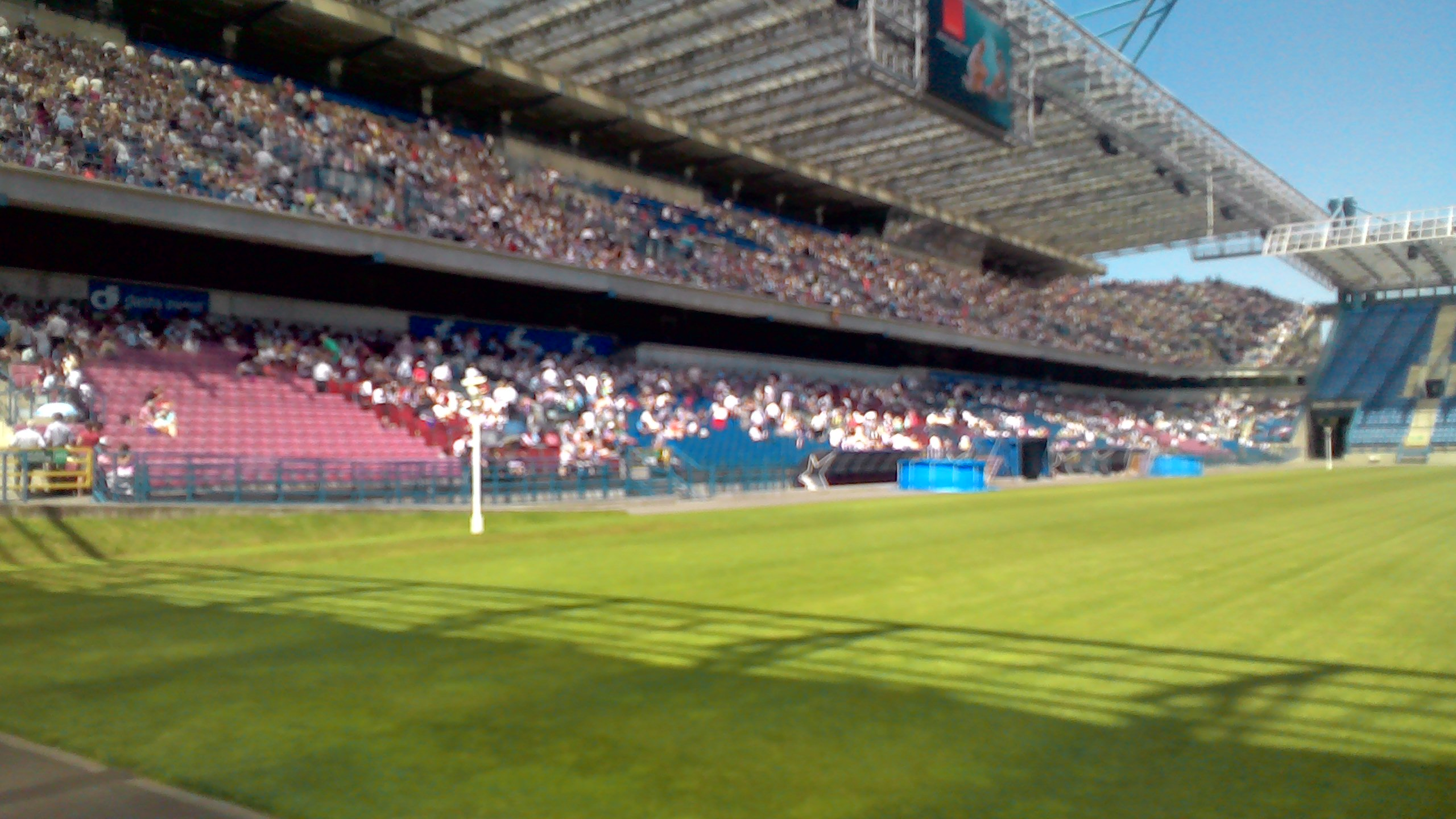
Kongres na Stadionie Miejskim w Krakowie (2015)

- Polska: 33 kongresy w 27 miastach, w 4 językach: polskim, angielskim, rosyjskim i polskim migowym[161] (138 566 obecnych, ochrzczono 809 osób[162]).
- Świat: Kongresy specjalne: Belgia: Gandawa (w 13 językach)[163]; Bułgaria: Sofia[164]; Chorwacja: Zagrzeb[165]; Estonia: Tallinn[166]; Kolumbia: Medellín[167]; Malta: Valletta[168]; Tajlandia: Chiang Mai[169]. Kongresy regionalne w 347 językach, w tym w 55 językach migowych.
- Publikacje: Wróć do Jehowy (broszura)[170], Jezus – droga, prawda, życie (książka)[171], Zostań przyjacielem Jehowy (Bądź szczodry, Okazuj docenianie, Bądź prawdomówny; film)[172], Czym jest prawdziwa miłość? (DVD)[173].
- Przedstawienia: „Bóg uczynił go zarówno Panem, jak i Chrystusem” (2 części) (Mr 5:22–43; Łk 2:7–14; 42–47; 4:1–30; 8:40–56)[155][156]
- Słuchowisko: „Po to na świat przyszedłem” (Jn 9:1–41; 11:1–44; 18:37; Mt 16:13–20; 21:23–46; 22:15–46; Dz 1:1–11; 2:31)[174]
- Publiczny wykład biblijny: W jaki sposób Jezus Chrystus zwycięża świat (Jn 16:33; Obj 6:2; 17:12–14)[175]
- Kongresy poprzedziła trzytygodniowa ogólnoświatowa kampania informacyjna polegająca na rozpowszechnianiu specjalnych zaproszeń na kongresy zorganizowane w ponad 190 krajach[176].

### „Szukajmy najpierw Królestwa Bożego!” (2014)

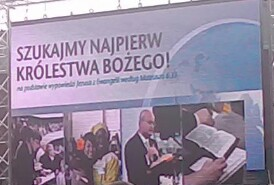
Hasło kongresowe (Sosnowiec, 2014)

- Polska: 24 kongresy w 18 miastach, w 4 językach: polskim, angielskim, rosyjskim i polskim migowym (141 136 obecnych, ochrzczono 1045 osób[177]).
- Świat: kongresy międzynarodowe: Australia: Melbourne; Ekwador: Quito[178]; Grecja: Ateny[179]; Korea Południowa: Seul[180]; Meksyk: Meksyk; Niemcy: Frankfurt nad Menem[181]; Stany Zjednoczone: Arlington, Atlanta[182], Detroit, East Rutherford[183], Honolulu, Houston, Indianapolis, Landover, Nowy Orlean, Seattle; Wielka Brytania: Londyn; Zimbabwe: Harare[184]. Pozostałe kongresy w ponad 170 krajach[185].
- Publikacje: traktat: Czym jest Królestwo Boże?[186], broszury: Pomoc do studium Słowa Bożego[187], Poznaj Słowo Boże[188], Twoja rodzina może być szczęśliwa[189], Ucz swoje dzieci[190], książka: Królestwo Boże panuje![191], DVD: Te słowa mają być w twoim sercu[192].
- Przedstawienia: Nie zostawiaj miejsca Diabłu (Ef 4:27; 1J 4:11), Nie zawiodło ani jedno słowo (Joz 1:2, 11; 2:1–24; 7:1, 10–26; 9:1–27; 10:1–14; 23:14)[193].
- Słuchowisko: Jehowa jest jedynym prawdziwym Bogiem (1Krl 16:29–33; 17:1–7; 18:17–46; 19:1–8)[194].
- Publiczny wykład biblijny[j]: Kto się nadaje na nowego władcę ziemi?[195].
- Kongresy poprzedziła trzytygodniowa ogólnoświatowa kampania informacyjna polegająca na rozpowszechnianiu specjalnych zaproszeń na kongresy zorganizowane w ponad 160 krajach[196], które upamiętniły setną rocznicę objęcia w niebie władzy przez Królestwo Boże.

### „Słowo Boże jest prawdą!” (2013)

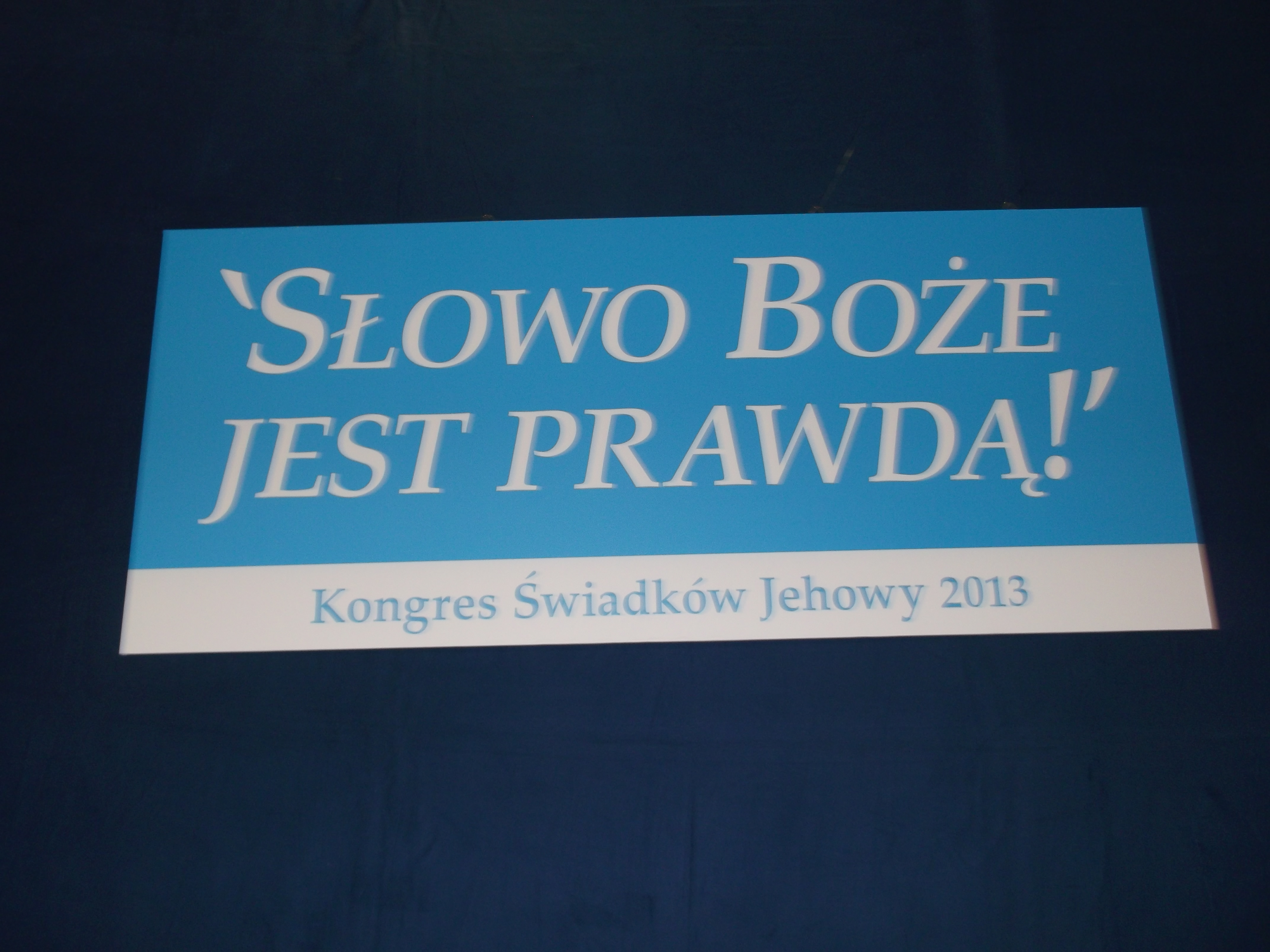
Hasło kongresowe z 2013 roku

- Polska: 16 kongresów w 4 językach w 11 miastach.
- Świat: Kongresy specjalne: Argentyna: Cañuelas; Dania: Kopenhaga; Filipiny: Manila; Japonia: Jokohama; Mjanma: Rangun; Portugalia: Lizbona[197]. Pozostałe kongresy okręgowe w ponad 160 krajach.
- Publikacje: traktaty: Czy warto interesować się Biblią?[198], Co przyniesie przyszłość?[199], Co jest kluczem do szczęścia w rodzinie?[200], Kto naprawdę rządzi światem?[201], Czy cierpienia kiedyś się skończą?[202]; Przewodnik po publikacjach Świadków Jehowy[203]; Naśladujmy ich wiarę! (książka)[204], Uczę się z Biblii (broszura)[205], Jak możesz zapewnić sobie prawdziwe szczęście? (broszura)[206], Powrót syna marnotrawnego (DVD)[207].
- Przedstawienia: Zważaj na zdumiewające dzieła Boże, Przygotuj serce na nadchodzące próby.
- Słuchowisko: Bądź wierny i pokonuj strach (Mt 14:23, 24; 26:31–75; Łk 5:1–11)[208].
- Wykład publiczny: Co to jest prawda?[209].
- Kongresy poprzedziła trzytygodniowa ogólnoświatowa kampania informacyjna polegająca na rozpowszechnianiu specjalnych zaproszeń na kongresy zorganizowane w ponad 160 krajach[210][65].

### „Strzeż swego serca!” (2012)

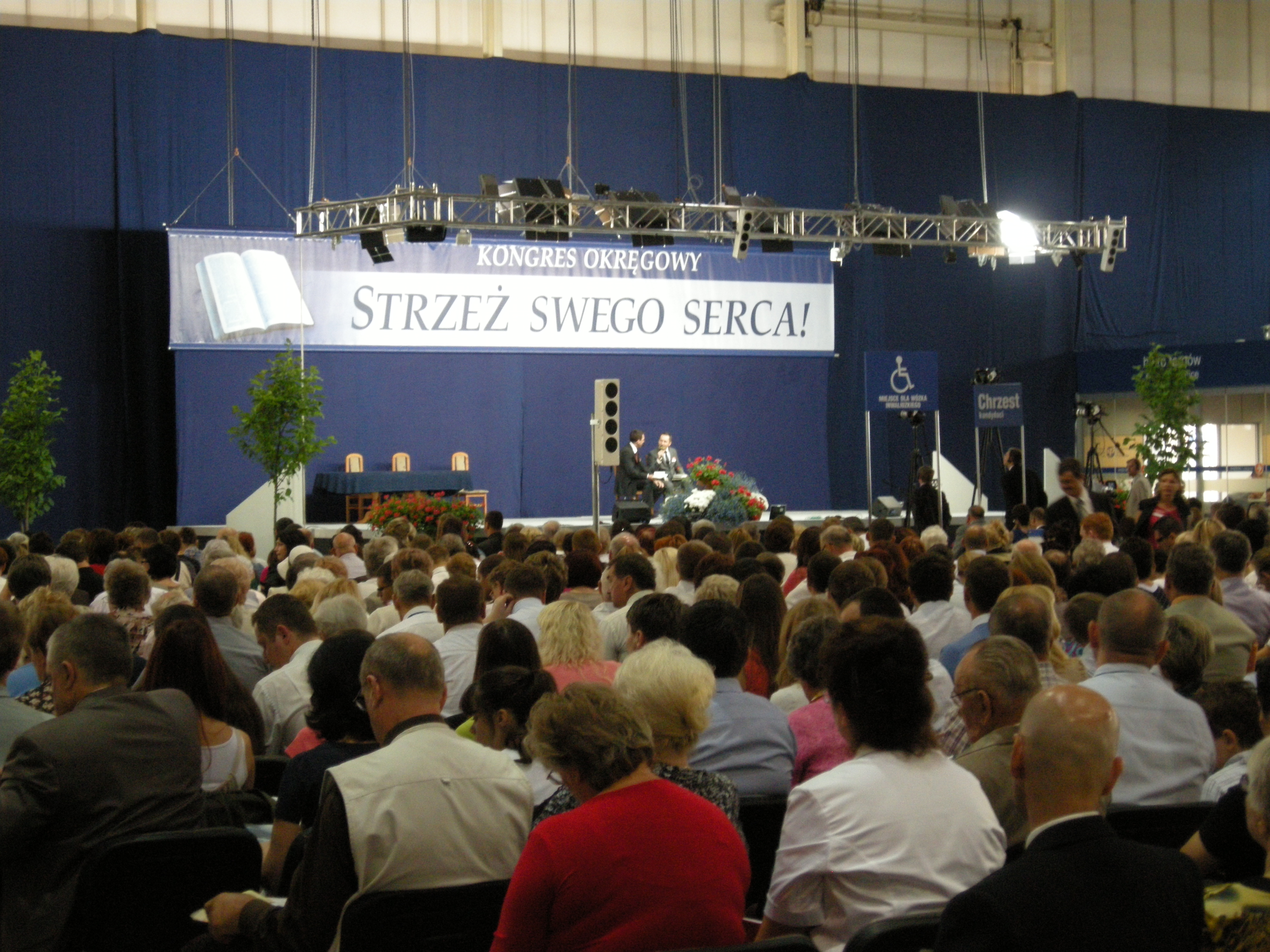
Kongres pod hasłem Strzeż swego serca! (Poznań, 2012)

- Polska: 24 kongresy w 4 językach w 19 miastach.
- Świat: Kongresy specjalne: Brazylia: Rio de Janeiro; Chiny: Hongkong; Irlandia: Dublin[211], Izrael: Tel Awiw-Jafa[212]; Kostaryka: San José; Nowa Zelandia: Christchurch; Szwecja: Göteborg (250 delegatów z Polski)[213]. Pozostałe kongresy okręgowe w ponad 160 krajach.
- Publikacje: Kto dzisiaj wykonuje wolę Jehowy? (broszura)[214], Bóg ma dla nas dobrą nowinę! (broszura)[215], ‛Chodźmy dzięki wierze, a nie dzięki widzeniu’ (DVD)[216], Zostań przyjacielem Jehowy. Bądź posłuszny i szczęśliwy (DVD)[217].
- Przedstawienie[k]: Czym jest prawdziwa miłość?[218][219].
- Słuchowisko: Umacniajmy swe serca, żeby niestrudzenie dawać świadectwo (Mt 27:32–28:15 oraz Łk 24:8–53)[220][221].
- Wykład publiczny: Rzeczy dawniejsze nie przyjdą do serca[222][219]
- Kongresy poprzedziła trzytygodniowa ogólnoświatowa kampania informacyjna polegająca na rozpowszechnianiu specjalnych zaproszeń na kongresy zorganizowane w ponad 160 krajach[223].

### „Niech przyjdzie Królestwo Boże!” (2011)

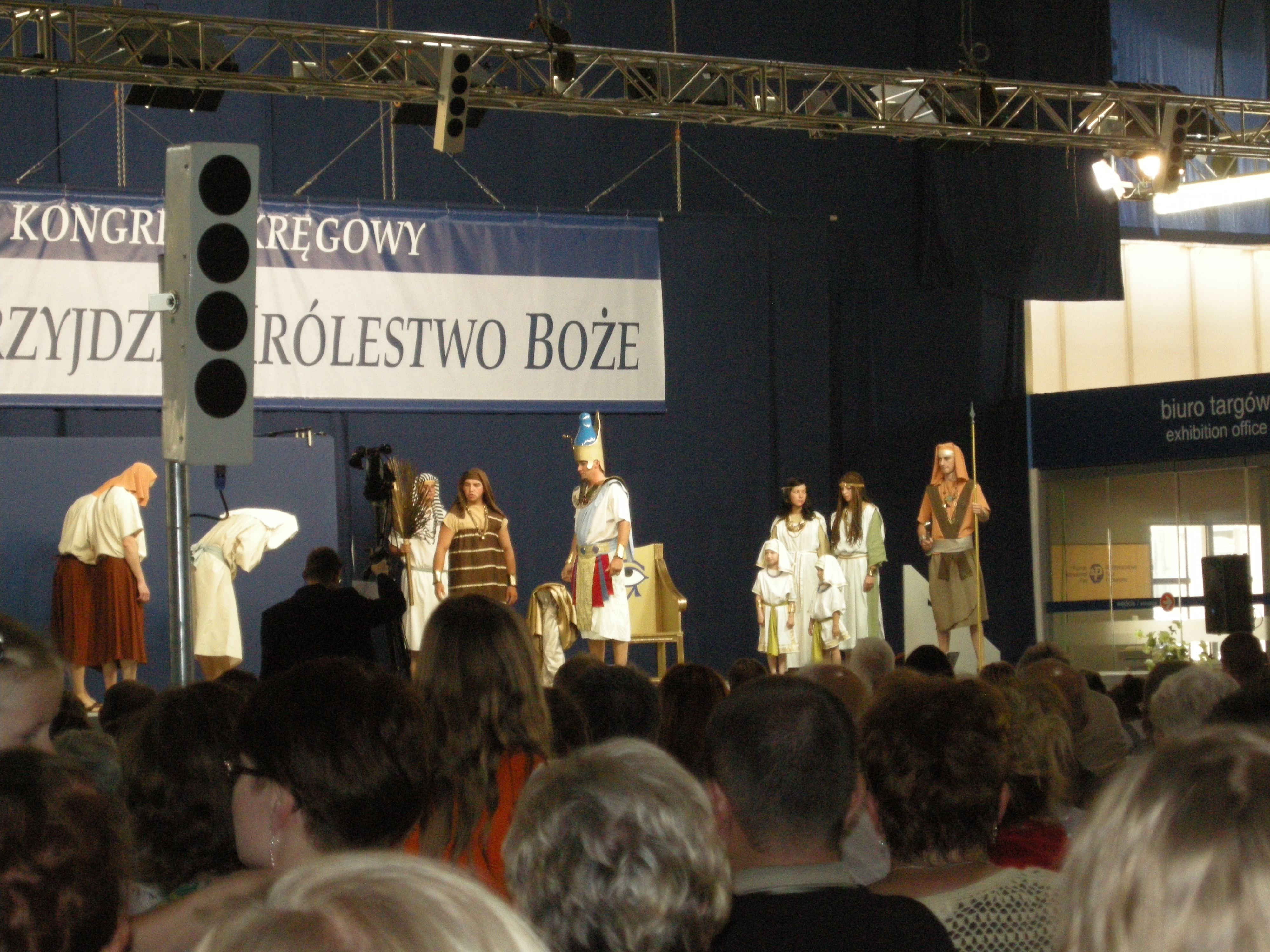
Dramat biblijny Te słowa (...) mają być w twoim sercu (Poznań, 2011)

- Polska: 25 kongresów w 4 językach (147 513 obecnych, 1019 ochrzczono)[224].
- Świat: Kongresy w ponad 160 krajach.
- Publikacje: Świadkowie Jehowy. Historia żywej wiary. Część 2: Niech zajaśnieje światło (DVD)[225], Słuchaj Boga i żyj wiecznie (broszura)[226][227], Słuchaj Boga (broszura)[228], Pytania młodych ludzi – praktyczne odpowiedzi, tom 1 (zrew.) (książka)[229], Śpiewajmy Jehowie – pieśni wokalne cz. 3 i 4
- Dramaty: „Te słowa (...) mają być w twoim sercu”[230]; Młodzi – bądźcie roztropni i mądrzy
- Słuchowisko: Prawdziwa historia, która wzbudza nadzieję (Księga Rut)[231].
- Wykład publiczny: Czy ludzie zniszczą Ziemię?[232]
- Kongresy poprzedziła trzytygodniowa ogólnoświatowa kampania informacyjna polegająca na rozpowszechnianiu specjalnych zaproszeń na kongresy zorganizowane w ponad 160 krajach.

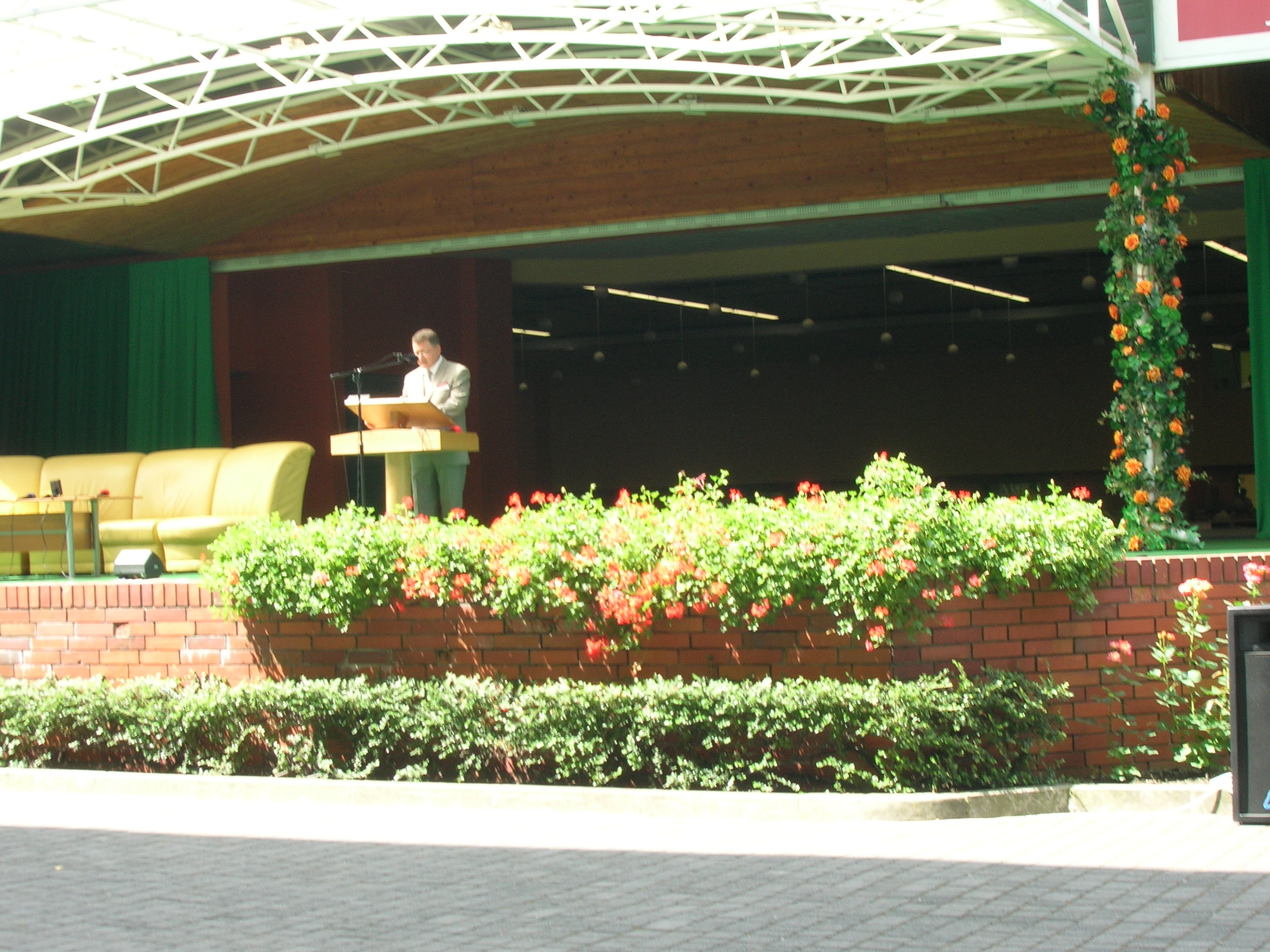
Mówca na kongresie w Centrum Kongresowym Świadków Jehowy w Sosnowcu (podium, strona amfiteatru; 2010)

### „Trwaj przy Jehowie!” (2010)
- Polska: 26 kongresów w 4 językach, ochrzczono 1195 osób. Program w j. polskim, polskim j. migowym i po raz pierwszy w Polsce w j. angielskim i rosyjskim[233].
- Świat: Kongresy w ponad 160 krajach[234].
- Publikacje: Jeremiasz przekazuje nam słowo od Boga[235], Pochodzenie życia. Pięć pytań, które warto rozważyć (broszura)[236], Czy życie zostało stworzone?[237], Świadkowie Jehowy – historia żywej wiary, część 1: Z ciemności ku światłu (DVD)[238], Śpiewajmy Jehowie – pieśni wokalne cz. 2[239].
- Dramat: ‛Chodźmy dzięki wierze, a nie dzięki widzeniu’[216].
- Słuchowisko: Nie ustawaj, gdy koryguje cię Jehowa! (Księga Jonasza)[240].
- Wykład publiczny: Jak zbliżyć się do Boga?[241]
- Kongresy poprzedziła trzytygodniowa ogólnoświatowa kampania informacyjna polegająca na rozpowszechnianiu specjalnych zaproszeń na kongresy zorganizowane w ponad 160 krajach.

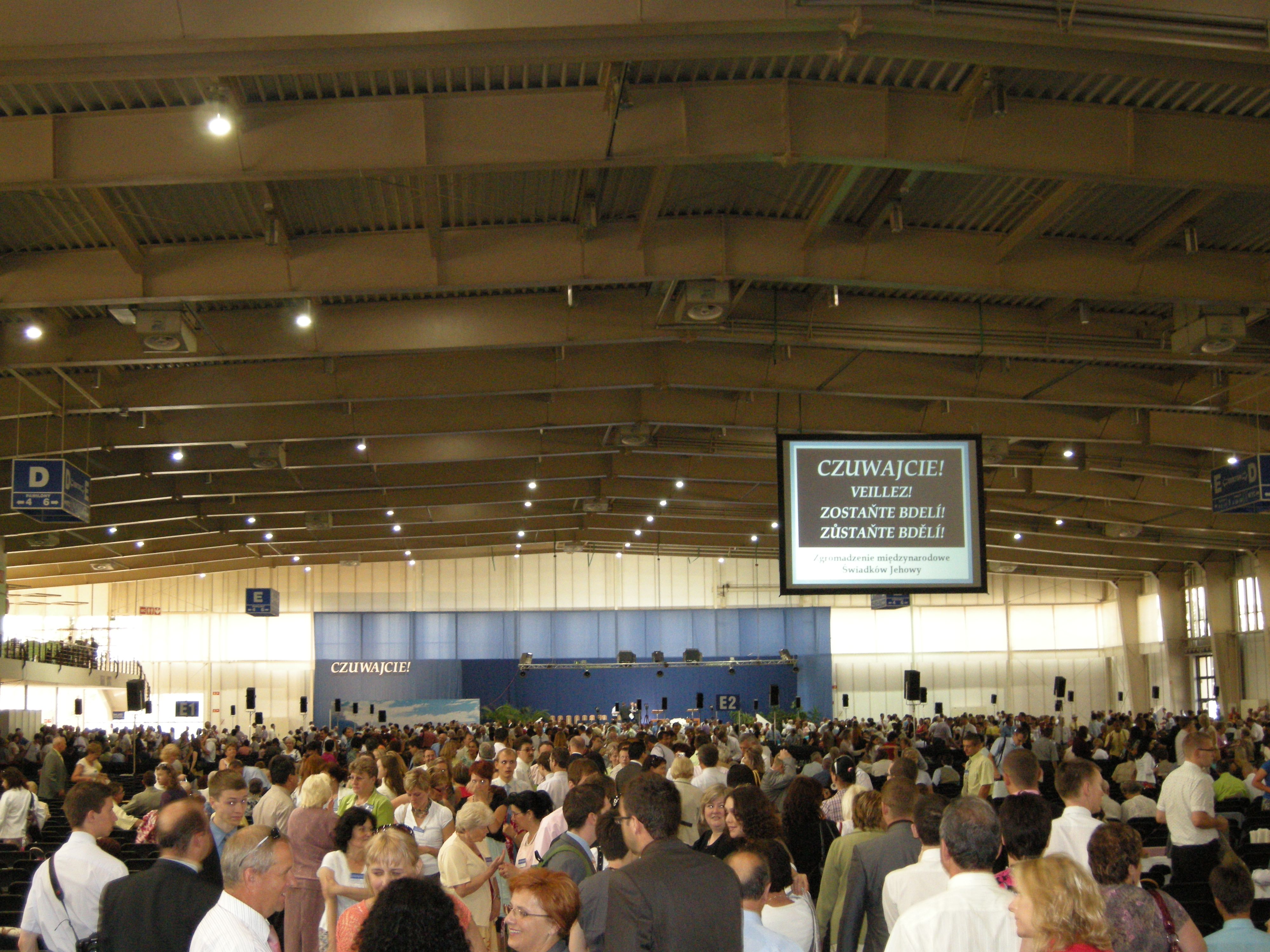
Przed rozpoczęciem programu kongresu w Poznaniu (2009)

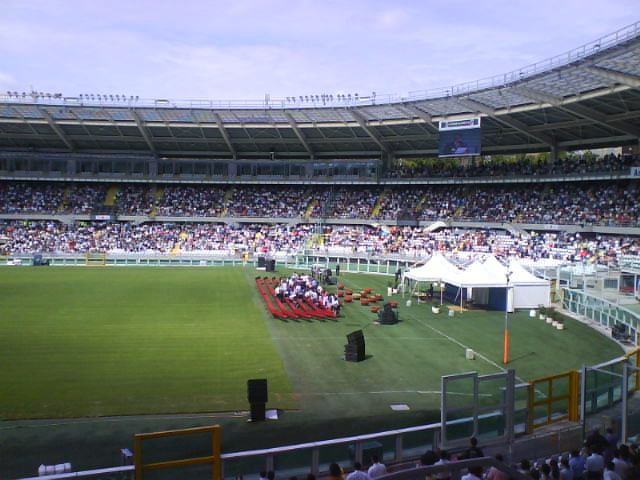
Kongres międzynarodowy w Turynie (2009)

### „Czuwajcie!” (2009)
- Polska: 16–19 lipca kongres międzynarodowy w Poznaniu (MTP)[242], 20 133 obecnych, delegacje z 10 krajów. 15 czterodniowych (lub trzydniowych) kongresów okręgowych[l] (w tym jeden w polskim j. migowym) w 13 miastach. Ogółem: 146 263 obecnych, ochrzczono 1209 osób.
- Świat: Czterodniowe kongresy międzynarodowe w 37 miastach w 16 krajach, przeszło 200 tys. delegatów ze 136 krajów, 1 495 045 obecnych, a 15 730 ochrzczono[243].
- Publikacje: ‛Składajmy dokładne świadectwo o Królestwie Bożym’[244], śpiewnik Śpiewajmy Jehowie[245], Śpiewajmy Jehowie – pieśni wokalne cz. 1[246], Jakie orędzie zawiera Biblia?[247], Cudowne dzieła stwórcze ukazują chwałę Boga (DVD).
- Dramat: Twój brat był martwy, a ożył.
- Słuchowiska: Póki nie skonam, nie wyrzeknę się swej nieskazitelności! (Hi 1 i 2; Dn 6)[248] oraz Twój brat był martwy, a ożył (Łk 15:11–32); Śpiewajcie Jehowie – fragmenty nagrań wokalnych.
- Wykład publiczny: Jak przeżyć koniec świata?[249]
- Kongresy poprzedziła trzytygodniowa ogólnoświatowa kampania informacyjna polegająca na rozpowszechnianiu specjalnych zaproszeń na kongresy zorganizowane w 155 krajach.

### „Kierowani duchem Bożym” (2008)

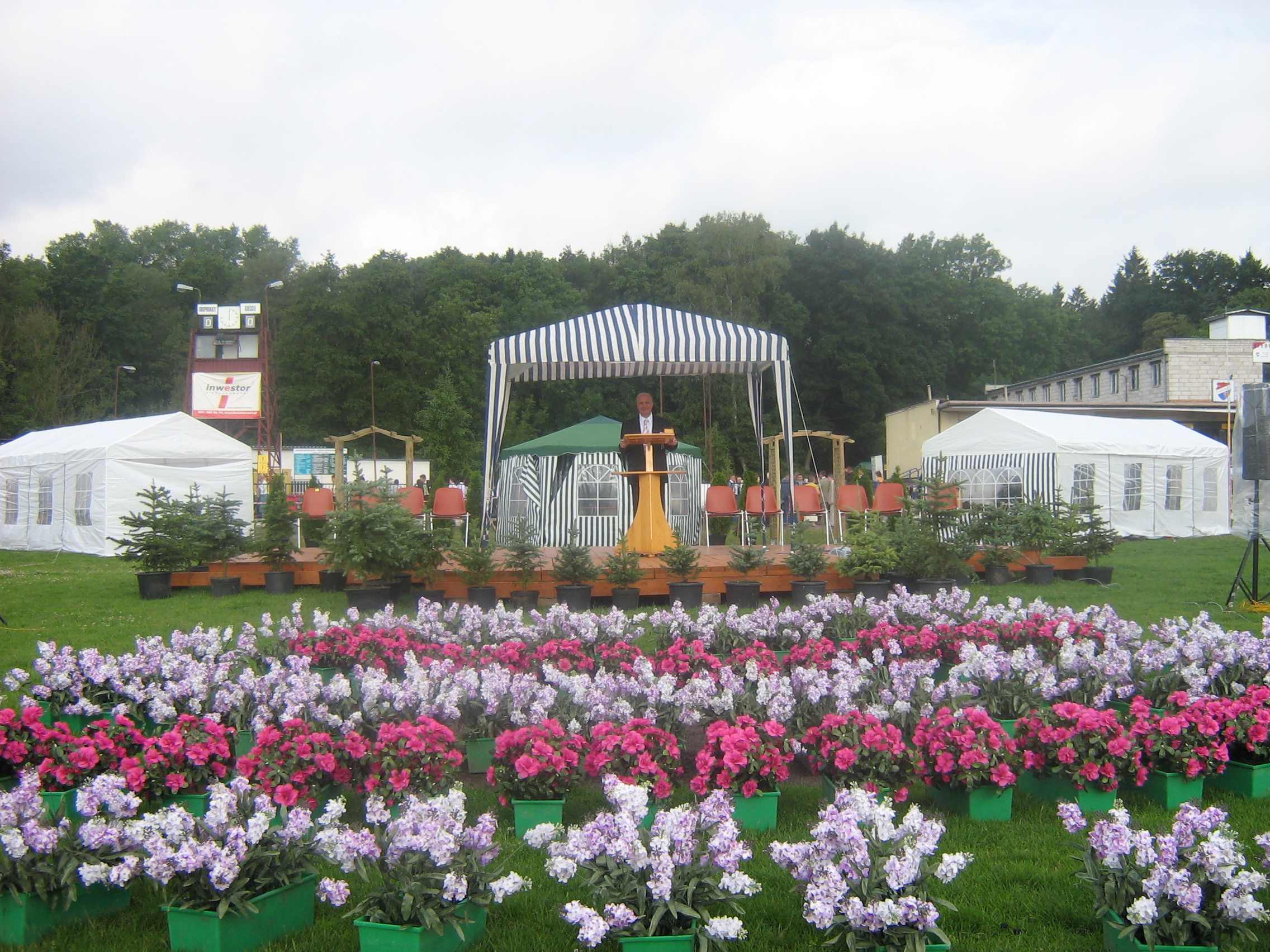
Mówca na kongresie w Szczecinie (2008)

- Polska: 24 kongresy (w tym jeden w polskim j. migowym), ochrzczono 1427 osób[250][61]
- Świat: Kongresy w 155 krajach; 305 w Stanach Zjednoczonych[251].
- Publikacje: Pytania młodych ludzi – praktyczne odpowiedzi, tom 2 (książka)[252]; „Trwajcie w miłości Bożej” (książka)[253].
- Dramat: Nie utrać „miłości, którą przejawiałeś pierwotnie”.
- Słuchowisko: Stańcie się słuchaczami i wykonawcami Słowa Bożego (Łukasza 4:1–30; 1 Królów 17:8–24)[254].
- Wykład publiczny: Zaznawaj błogosławieństw dzięki Królowi kierowanemu duchem Bożym.

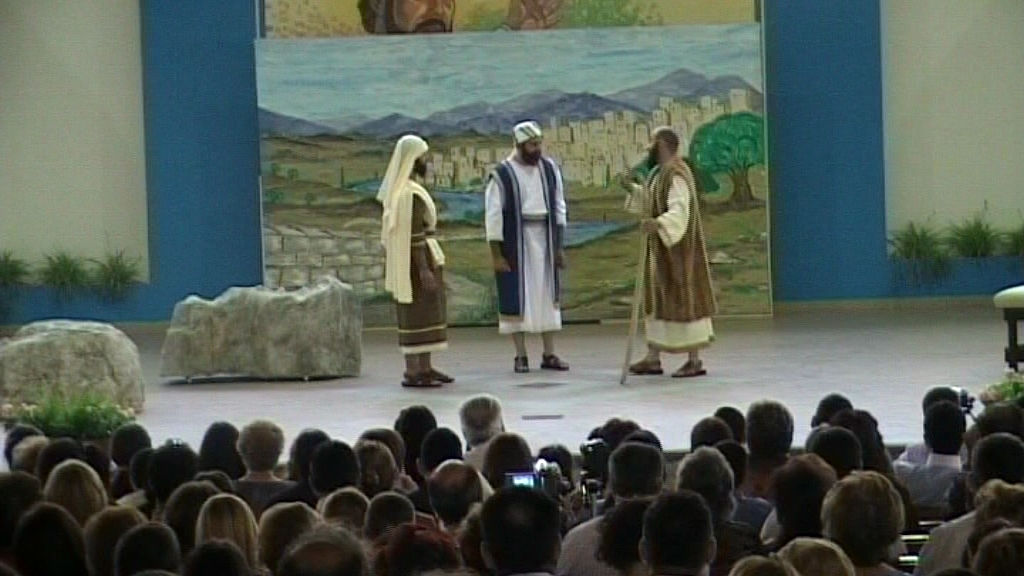
Dramat biblijny (przedstawienie kostiumowe) pt. „Przyodziejcie się w uniżenie umysłu” (2007)

### „Naśladuj Chrystusa!” (2007)
- Polska: 22 kongresy, ochrzczono 1684 osoby[255][60].
- Świat: 3200 kongresów, ponad 12 mln obecnych. W Stanach Zjednoczonych 281 kongresów[256].
- Publikacje: „Bądź moim naśladowcą”[257].
- Dramat: Przyodziejcie się w uniżenie umysłu.
- Słuchowisko: Słowo Boże jest żywe i oddziałuje z mocą (Mt 4 i 5)[258].
- Wykład publiczny: Kim są prawdziwi naśladowcy Chrystusa?
- Kongresy poprzedziła trzytygodniowa ogólnoświatowa kampania informacyjna polegająca na rozpowszechnianiu specjalnych zaproszeń na kongresy zorganizowane w 155 krajach.

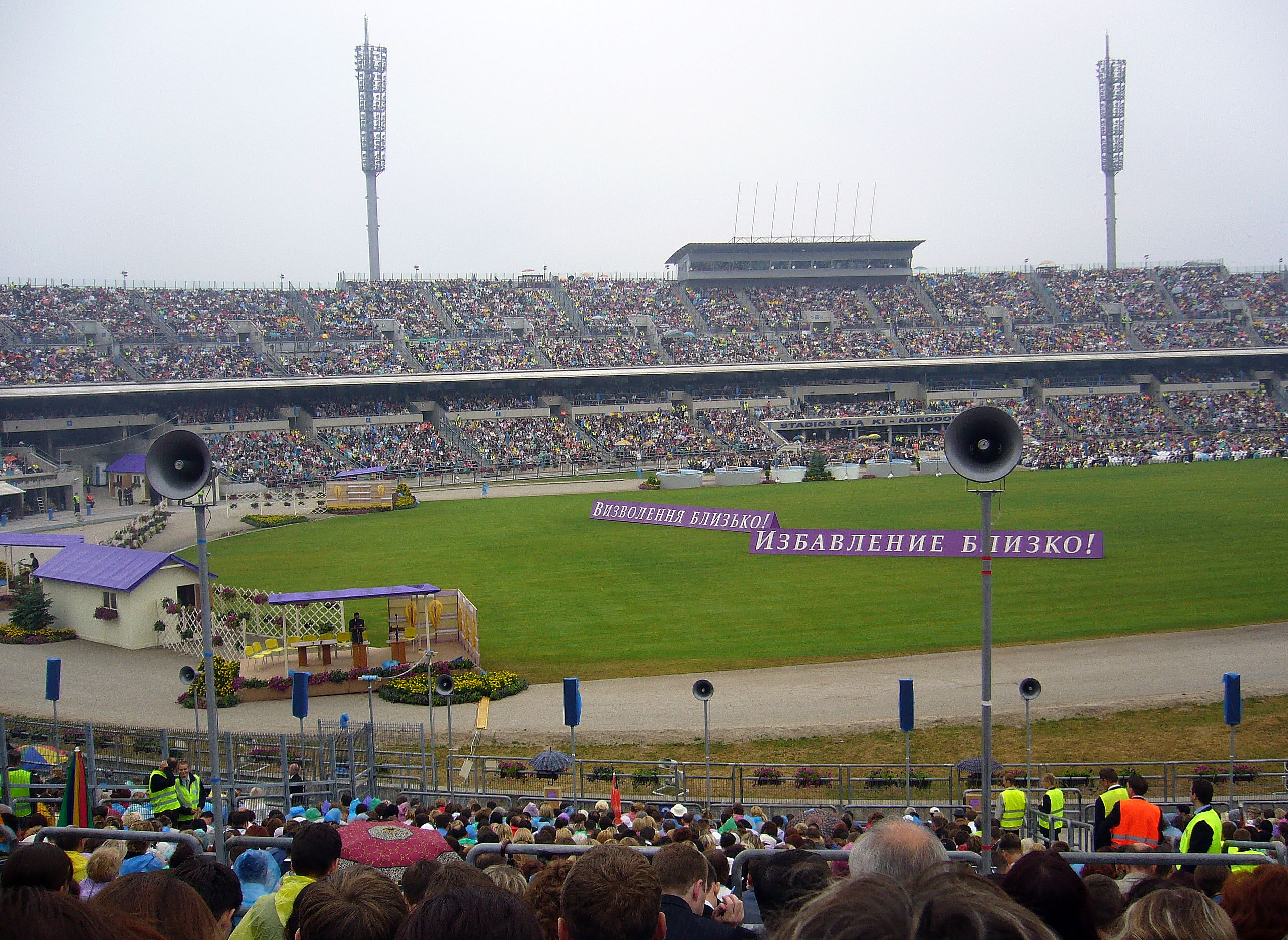
Kongres międzynarodowy pod hasłem „Wyzwolenie jest blisko!” w Chorzowie (2006)

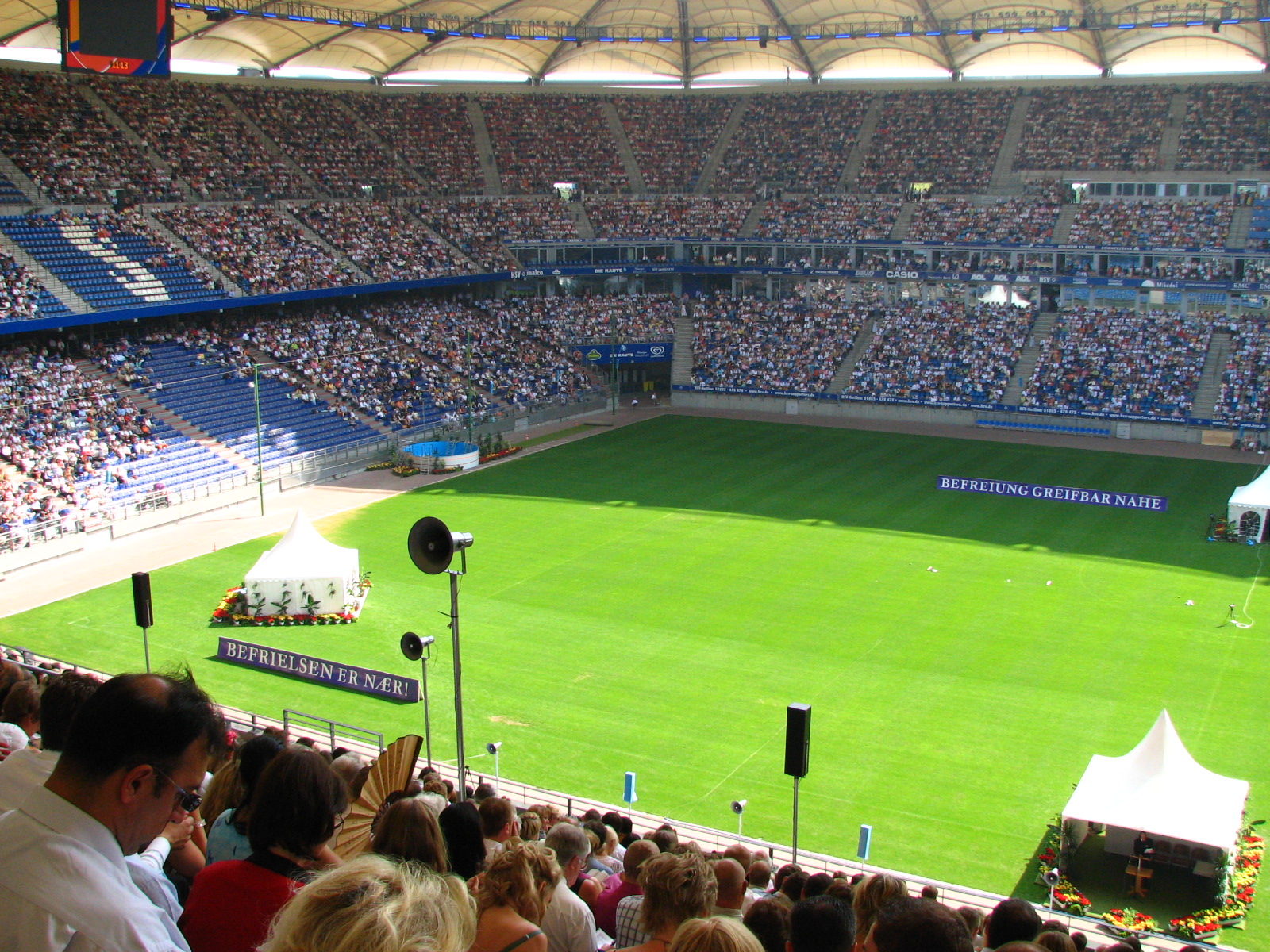
Kongres międzynarodowy w Hamburgu (2006)

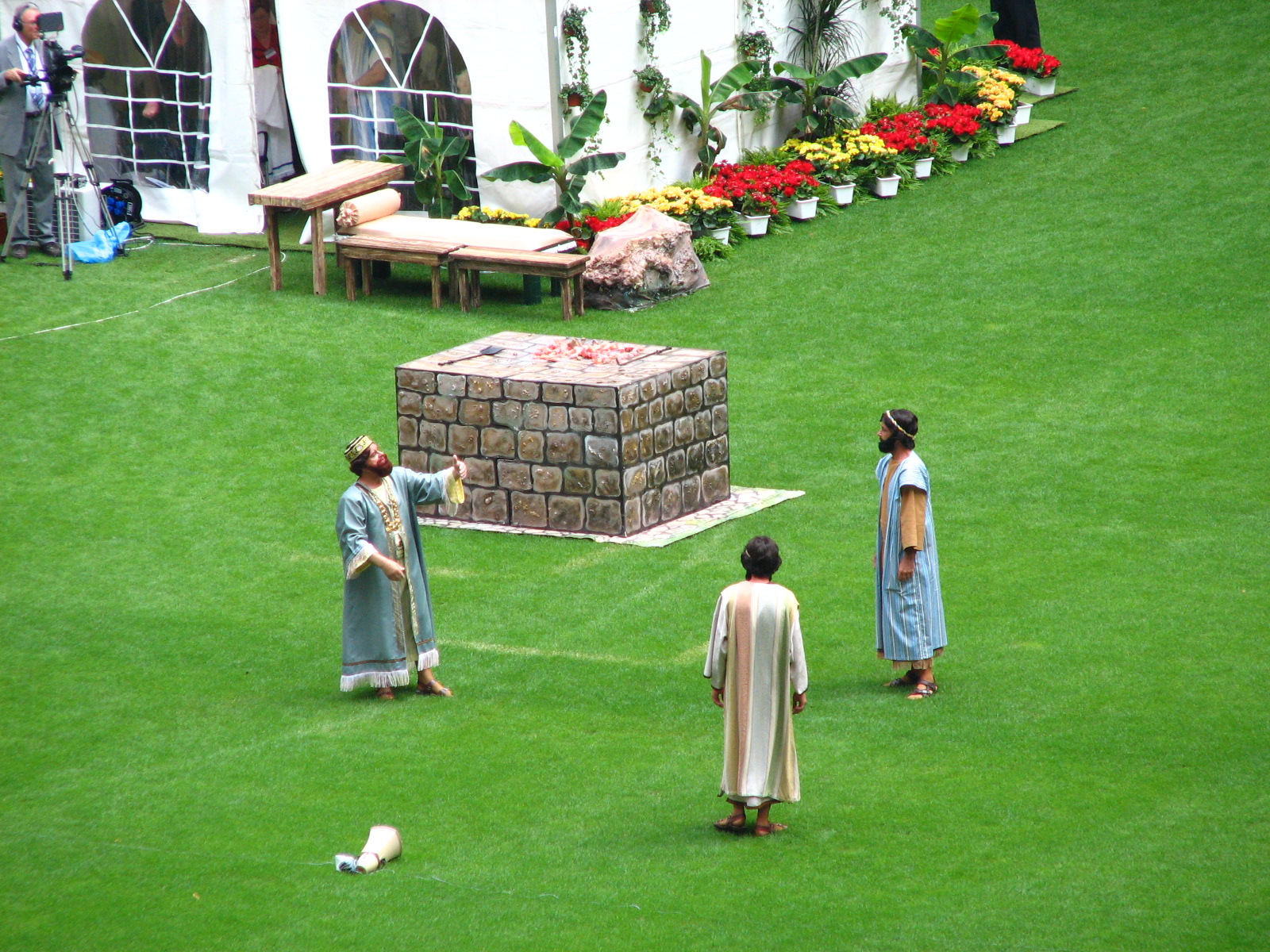
Dramat biblijny pt. „Czyjej władzy się podporządkujesz?”...

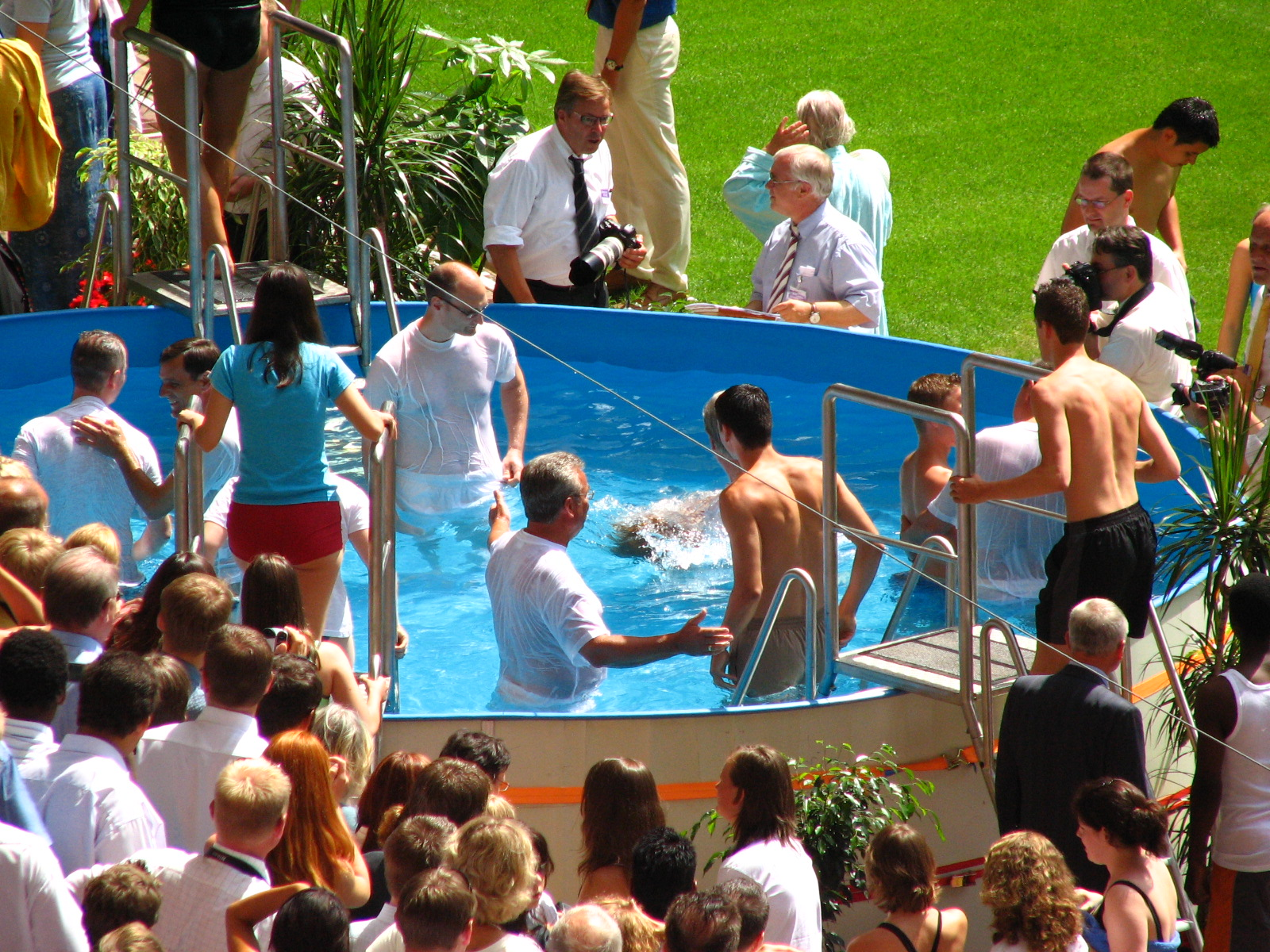
... i chrzest na kongresie międzynarodowym w Hamburgu (2006)

### „Wyzwolenie jest blisko!” (2006)
- Polska: 3-dniowy (4–6 sierpnia) kongres międzynarodowy w Chorzowie (program w j. polskim, rosyjskim, ukraińskim i polskim j. migowym) i Poznaniu (program w j. polskim, migowym i fińskim). Dodatkowo 7 kongresów. 151 294 obecnych, ochrzczono 2037 osób.
- Świat: Kongresy międzynarodowe w Czechach: Praga; Niemczech: Dortmund, Frankfurt nad Menem, Hamburg, Lipsk (delegacja z Polski), Monachium; na Słowacji: Bratysława.
- Publikacje: Stale pamiętaj o dniu Jehowy[259].
- Dramat: Czyjej władzy się podporządkujesz?
- Wykład publiczny: Wyzwolenie dzięki Królestwu Bożemu jest blisko!
- Kongresy poprzedziła trzytygodniowa ogólnoświatowa kampania informacyjna – pierwsza tego rodzaju, polegająca na rozpowszechnianiu specjalnych zaproszeń na kongresy zorganizowane w 155 krajach[260].

### „Posłuszni Bogu” (2005)
- Polska: 22 kongresy, 1901 ochrzczonych[261].
- Świat: 2981 kongresów; blisko 11 mln obecnych[262].
- Publikacje: Czego naprawdę uczy Biblia?[263], Kres wszelkich cierpień już bliski![264].
- Dramat: Dąż do celów, które przysparzają czci Bogu.
- Wykład publiczny: Komu powinniśmy być posłuszni?

### „Chodź z Bogiem” (2004)
- Polska: 23 kongresy.
- Świat: Kongresy w ponad 150 krajach.
- Publikacje: Dobra nowina dla ludzi ze wszystkich narodów, Czuwajcie![265].
- Dramat: Nieustraszenie dawali dokładne świadectwo na rzecz dobrej nowiny.
- Wykład publiczny: Chodzenie z Bogiem zapewnia wiecznotrwałe błogosławieństwa.

### „Oddajcie chwałę Bogu” (2003)
- Polska: 22 kongresy.
- Świat: 32 czterodniowe kongresy międzynarodowe[266]: Sydney (Australia); Santiago (Chile); Brøndby (Dania); Akra, Ho, Koforidua, Kumasi, Sekondi-Takoradi (Ghana); Honolulu (Hawaje); Barcelona, Madryt, Sewilla (Hiszpania); Jokohama, Kobe, Sapporo, Saitama (Japonia); Montreal (Kanada); Meksyk, Monterrey (Meksyk); Durban, Johannesburg, Kapsztad (RPA); Genewa (Szwajcaria); Charków, Donieck, Kijów, Lwów, Symferopol (Ukraina); Houston, Long Beach, Pontiac (Stany Zjednoczone) oraz Budapeszt (Węgry).
- Publikacje: ‛Zobacz tę dobrą ziemię’ (atlas)[267], Ucz się od Wielkiego Nauczyciela[268].
- Dramat: Śmiało głośmy pomimo sprzeciwu.
- Wykład publiczny: Kto dzisiaj oddaje chwałę Bogu?

### „Gorliwi głosiciele Królestwa” (2002)
- Polska: 22 kongresy[269].
- Świat: Kongresy w ponad 150 krajach.
- Publikacje: Oddawaj cześć jedynemu prawdziwemu Bogu[270], Zbliż się do Jehowy[271], Młodzi – jak pokierujecie swym życiem?[272].
- Dramat: Pozostań niezłomny w ciężkich czasach.
- Wykład publiczny: „Zmienia się scena tego świata”.

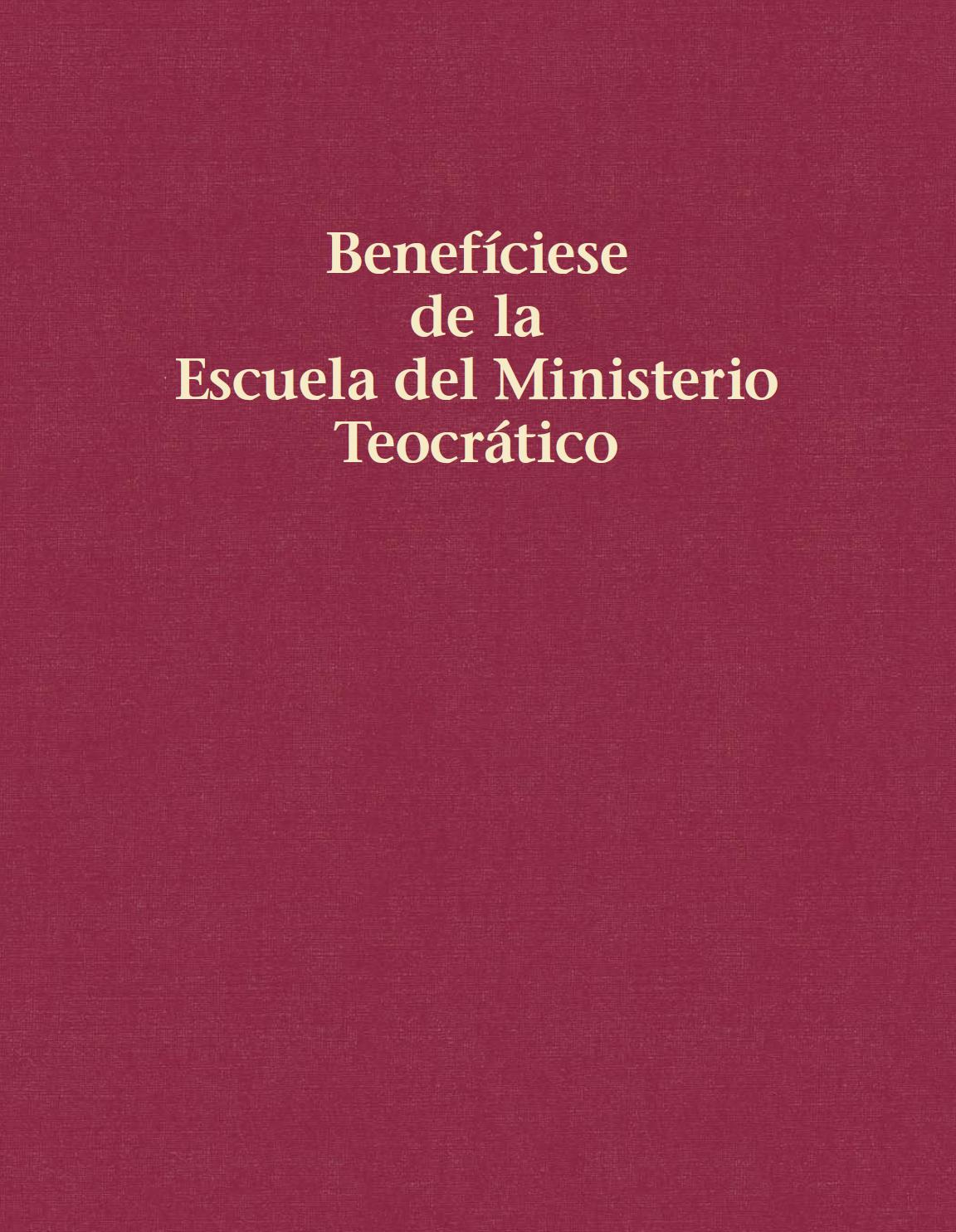
Podręcznik Odnoś pożytek z teokratycznej szkoły służby kaznodziejskiej – wydanie ogłoszono na kongresie w 2001 roku

### „Nauczyciele słowa Bożego” (2001)
- Polska: 22 kongresy.
- Świat: Kongresy międzynarodowe: Francja (Paryż (Villepinte), Lyon, Bordeaux), Włochy (Rzym, Mediolan, Turyn, Bari). Około 2000 kongresów w blisko 150 krajach[273].
- Publikacje: Proroctwo Izajasza światłem dla całej ludzkości (tom II)[274], Odnoś pożytek z teokratycznej szkoły służby kaznodziejskiej[275], Czy masz nieśmiertelnego ducha?[276], Prowadź szczęśliwe życie rodzinne[277].
- Dramat: Szanuj władzę Jehowy (wydany później w formie filmu oraz słuchowiska)[278].
- Wykład publiczny: Kto uczy prawdy wszystkie narody?

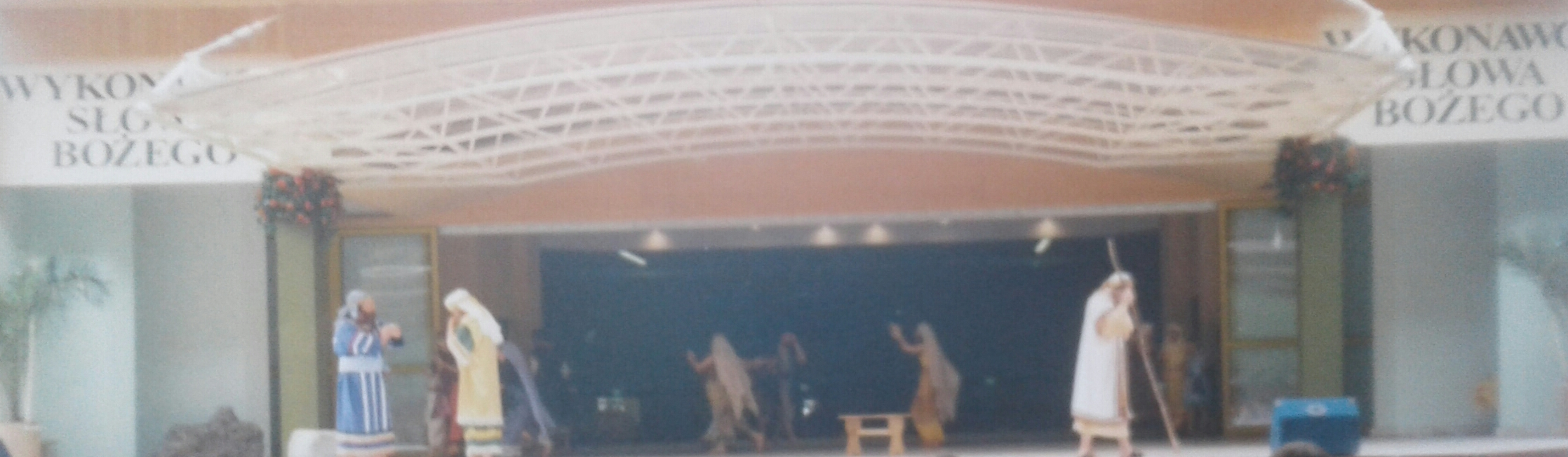
Dramat biblijny (przedstawienie kostiumowe) pt.„Ostrzegawcze przykłady na nasze czasy” (Sosnowiec, 2000)

### „Wykonawcy słowa Bożego” (2000)
- Polska: 22 kongresy.
- Świat: 9 454 055 obecnych, 129 367 ochrzczonych na przeszło 2000 kongresów w 150 krajach[279].
- Publikacje: Możesz być przyjacielem Boga![280], Proroctwo Izajasza światłem dla całej ludzkości – tom I[281], Cała społeczność naszych braci[282].
- Dramat: Ostrzegawcze przykłady na nasze czasy (wydany potem w formie filmu i słuchowiska)[283].
- Wykład publiczny: Dlaczego powinniśmy bacznie zważać na zdumiewające dzieła Boże.

### „Prorocze słowo Boże” (1999)
- Polska: 22 kongresy.
- Świat: Kongresy w ok. 150 krajach, m.in. w stolicy Meksyku na stadionie Azteków było ok. 109 tys. obecnych, a chrzest przyjęło 1727 osób[284].
- Publikacje: Pilnie zważaj na proroctwa Daniela!
- Dramat: Ceńmy nasze dziedzictwo duchowe (wydany potem w formie słuchowiska)[285].
- Wykład publiczny: Bóg uczynił wszystko nowe – zgodnie z obietnicą.

### „Boża droga życia” (1998)
- Polska: 22 kongresy (program w j. polskim, rosyjskim i polskim j. migowym).
- Świat: 32 kongresy międzynarodowe w 13 krajach: Australia (Brisbane, Melbourne, Sydney), Brazylia (São Paulo, Rio de Janeiro), Grecja (Ateny), Kanada (Montreal, Vancouver, Toronto (polska delegacja)), Kenia (Nairobi), Korea Południowa (Seul), Kostaryka (San José), Niemcy (Berlin (polska delegacja), Norymberga (polska delegacja), Monachium, Dortmund, Stuttgart), Portoryko (San Juan), Republika Południowej Afryki (Kapsztad, Durban, Johannesburg, Pretoria), Stany Zjednoczone (Belleville, Houston, Long Beach, Pontiac, San Diego), Wielka Brytania (Edynburg, Leeds, Manchester, Wolverhampton, Dudley, Norwich, Londyn, Bristol, Plymouth), Wybrzeże Kości Słoniowej (Abidżan). W rodzinnych krajach uczestniczyli misjonarze Biblijnej Szkoły Strażnicy – Gilead, absolwenci Kursu Usługiwania, słudzy międzynarodowi brygad budowlanych, członkowie rodziny Betel usługujący za granicą.
- Publikacje: Co się dzieje z człowiekiem po śmierci?, Przykładaj się do czytania i pisania, Czy istnieje Stwórca, który się o ciebie troszczy?[286].
- Dramat: Rodziny, pielęgnujcie zwyczaj codziennego czytania Biblii (wydany potem w formie słuchowiska)[287].
- Wykład publiczny: Jedyna droga do życia wiecznego.
- Rezolucja: W dalszym ciągu podążajmy drogą Jehowy.

### „Wiara w Słowo Boże” (1997)
- Polska: 22 kongresy, ochrzczono 2171 osób.
- Świat: Kongresy w ok. 150 krajach.
- Publikacje: Księga dla wszystkich ludzi!, Pismo Święte w Przekładzie Nowego Świata (po polsku).
- Dramat: Zachowuj szczere oko (wydany potem w formie słuchowiska)[288].
- Wykład publiczny: Wiara a twoja przyszłość.

### „Posłańcy pokoju Bożego” (1996)
- Polska: 21 kongresów. 3-dniowe kongresy międzynarodowe w Łodzi i w Warszawie.
- Świat: Kongresy międzynarodowe: Praga (Czechy), Budapeszt (Węgry), Tallinn (Estonia), Braszów i Kluż-Napoka (Rumunia).
- Publikacje: Tajemnica szczęścia rodzinnego, Czego wymaga od nas Bóg?, Czy możesz odnieść zwycięstwo nad śmiercią?, Jak znaleźć trwały pokój i szczęście?
- Dramat: Dlaczego należy uznawać porządek teokratyczny? (wydany potem w formie słuchowiska)[289].
- Wykład publiczny: Nareszcie prawdziwy pokój! – Kto go zaprowadzi?

### „Rozradowani chwalcy Boga” (1995)
- Polska: 19 kongresów.
- Świat: Ponad 8,7 mln obecnych[290].
- Publikacje: Wiedza, która prowadzi do życia wiecznego, Świadkowie Jehowy a wykształcenie, Jak znaleźć trwały pokój i szczęście?
- Dramat: Okazywanie osobom starszym należnego szacunku.
- Wykład publiczny: Wysławiajcie Króla Wieczności!

### „Bojaźń Boża” (1994)
- Polska: 15 kongresów.
- Świat: Kongresy w ok. 150 krajach.
- Publikacje: Gdy umrze ktoś bliski, Zjednoczeni dzięki pouczeniom Bożym (film)[291], Chrześcijańskie Pisma Greckie w Przekładzie Nowego Świata (po polsku).
- Dramat: Stoisz wobec wyboru.
- Wykład publiczny: Dlaczego trzeba się bać prawdziwego Boga.

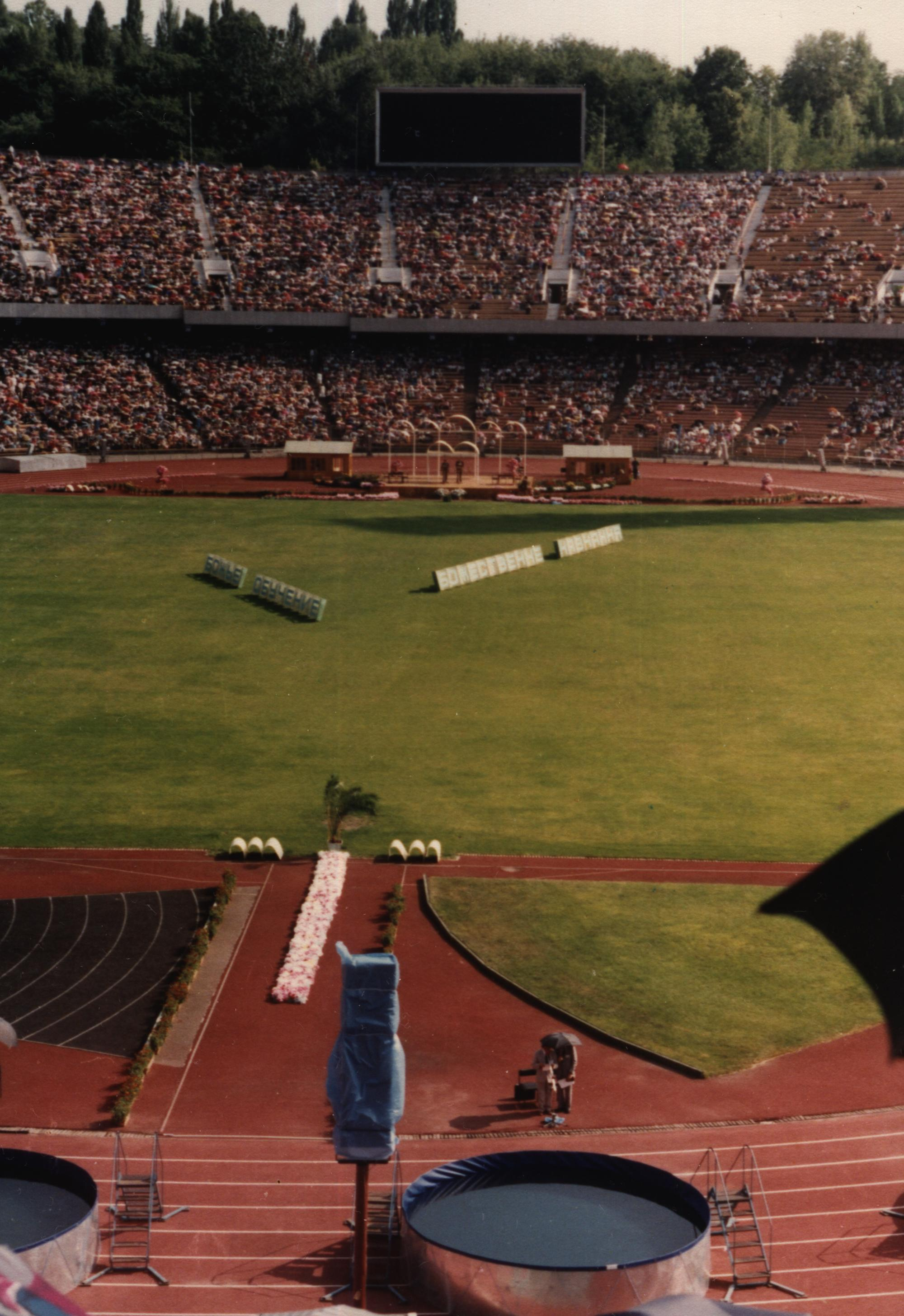
Kongres międzynarodowy w Kijowie (1993)

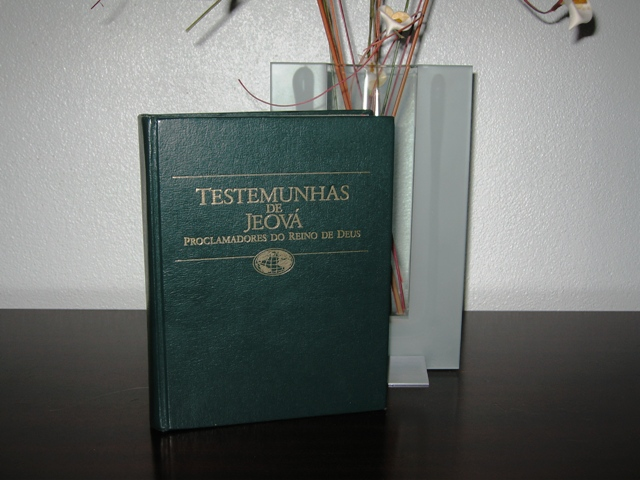
Książka Świadkowie Jehowy – głosiciele Królestwa Bożego – wydanie ogłoszono na kongresie w 1993 roku

### „Pouczani przez Boga” (1993)
- Polska: 13 kongresów.
- Świat: W filmie Zjednoczeni dzięki pouczeniom Bożym przedstawiono relacje z czterodniowych kongresów międzynarodowych (Moskwa, Kijów, Santiago, Bogota, Nairobi, Johannesburg, Manila, Hongkong)[291]. Pozostałe kongresy w ok. 150 krajach, z licznymi delegatami zagranicznymi m.in. w Addis Abebie i w Monachium. 1667 misjonarzy mogło przybyć na kongresy do swych rodzinnych krajów.
- Publikacje: Na czym polega sens życia? Jak go odnaleźć?, Dlaczego powinniśmy oddawać cześć Bogu w miłości i prawdzie?, Rząd, który ustanowi raj (zrew.), Świadkowie Jehowy – głosiciele Królestwa Bożego, Biblia – najstarsza księga współczesnego człowieka (film).
- Dramaty: Młodzi, którzy już teraz pamiętają o swym Stwórcy, Nie błądźcie i nie naśmiewajcie się z Boga.
- Wykład publiczny: Pouczenia niosące pomoc w tych krytycznych czasach.

### „Nosiciele światła” (1992)
- Polska: 13 kongresów.
- Świat: Kongres międzynarodowy: Petersburg (Rosja; delegacja z Polski). Pozostałe kongresy w ok. 150 krajach, m.in.: Lwów – 15 tys. obecnych; Ałmaty – 6,6 tys.; Charków – 17,4 tys.; Irkuck – 5 tys.; Tallinn – 1,3 tys.
- Publikacje: traktaty: Czy nastanie pokojowy nowy świat?, Świadkowie Jehowy – w co wierzą?, Czy ten świat ocaleje?[292], Pociecha dla przygnębionych[293], Prowadź szczęśliwe życie rodzinne[294], Kto naprawdę rządzi światem?[295]; Skorowidz do publikacji Towarzystwa Strażnica 1986–1990, Czy Bóg naprawdę się o nas troszczy?[296], Czy nastanie kiedyś świat bez wojen?, Gorliwe spełnianie woli Bożej (kaseta magn.)[297], Biblia – Księga faktów i proroctw (seria filmów).
- Dramat: Czynić to, co słuszne w oczach Jehowy[298].
- Wykład publiczny: Podążaj za światłem świata.

### „Lud miłujący wolność” (1991)
- Polska: 12 kongresów.

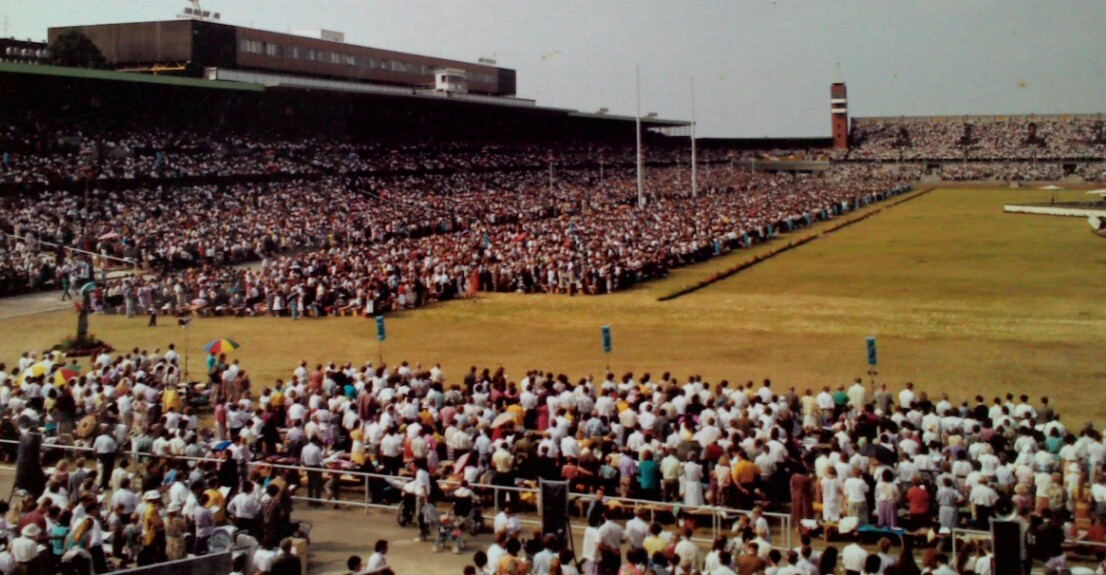
Kongres międzynarodowy „Lud miłujący wolność” w Pradze, 1991

- Świat: Kongresy międzynarodowe: Praga (74 587 obecnych), Budapeszt (40 601 obecnych), Zagrzeb (14 684 obecnych). W Pradze i Budapeszcie uczestniczyło 22 tys. delegatów z Polski. Pozostałe kongresy w ok. 150 krajach. Pierwsze kongresy po zalegalizowaniu działalności w Etiopii, Rwandzie, Togo i Związku Radzieckim[299].
- Publikacje: Największy ze wszystkich ludzi, Duchy zmarłych – czy mogą pomagać albo szkodzić? Czy naprawdę istnieją?.
- Dramat: Wyzwoleni do popierania prawdziwego wielbienia.
- Wykład publiczny: Witajmy Boży, nowy świat – świat wolności!

### „Czysta mowa” (1990)
- Polska: Na Stadionie Dziesięciolecia w Warszawie, oprócz Świadków Jehowy z Polski w kongresie specjalnym uczestniczyło ponad 17 tys. delegatów zza wschodniej granicy[300]. Prócz tego odbyło się w Polsce 10 kongresów okręgowych.
- Świat: Kongresy międzynarodowe: Bangkok, Berlin (w tym 4,5 tysięczna delegacja z Polski), Buenos Aires, Manila, Tajpej i São Paulo.
- Publikacje: Człowiek poszukuje Boga, Jak krew może ocalić twoje życie?, Kto nam pomoże rozwiązać nasze problemy?
- Dramaty: Gorliwe spełnianie woli Bożej[301], Stawiajmy czoło podstępnym działaniom Diabła.
- Wykład publiczny: Zjednoczeni przez czystą mowę.

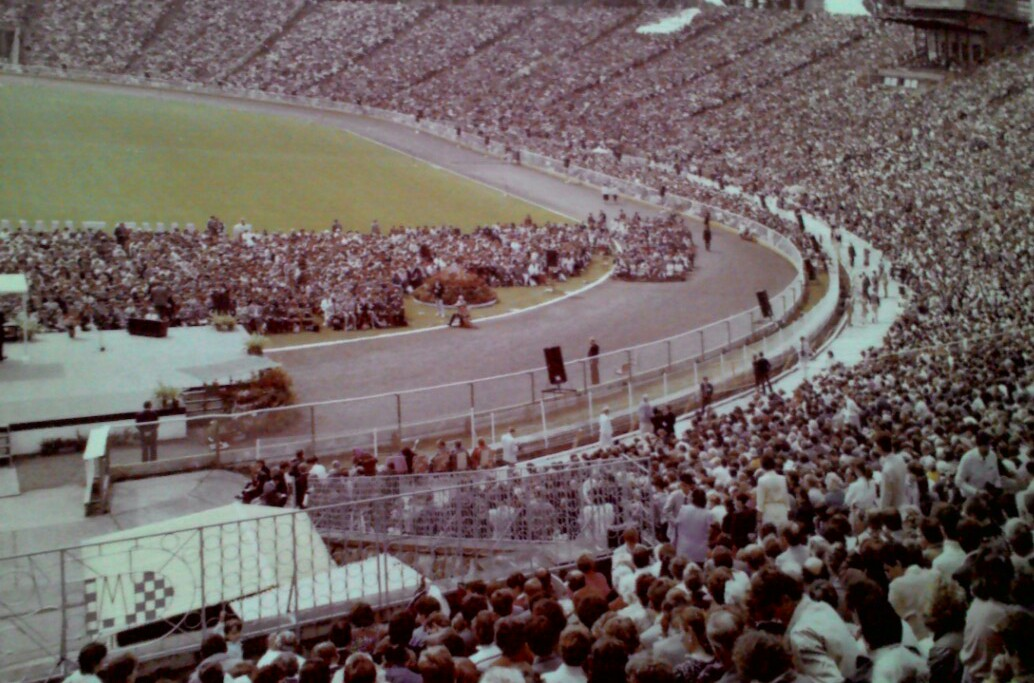
Kongres międzynarodowy pod hasłem „Prawdziwa pobożność” w Chorzowie

### „Prawdziwa pobożność” (1989)
- Polska: Kongresy międzynarodowe: 4–6 sierpnia, w Chorzowie 65 710 obecnych, 2663 ochrzczono; w Poznaniu 40 442 obecnych, 1525 ochrzczono, 11–13 sierpnia w Warszawie 60 366 obecnych, 1905 ochrzczono – razem 166 518 obecnych i 6093 ochrzczonych. Delegaci z 37 krajów. Niektóre punkty programu tłumaczono na 16 języków[302].
- Świat: Kongresy w około 140 krajach. Ponad 6 600 000 uczestników 1210 zgromadzeń. 123 688 osób ochrzczono.
- Publikacje: Pytania młodych ludzi. Praktyczne odpowiedzi, Biblia – słowo Boże czy ludzkie?, Czy wierzyć w Trójcę?
- Dramat: Podporządkujcie się Jehowie.
- Wykład publiczny: Zbliża się wyzwolenie ludzi prawdziwie pobożnych!

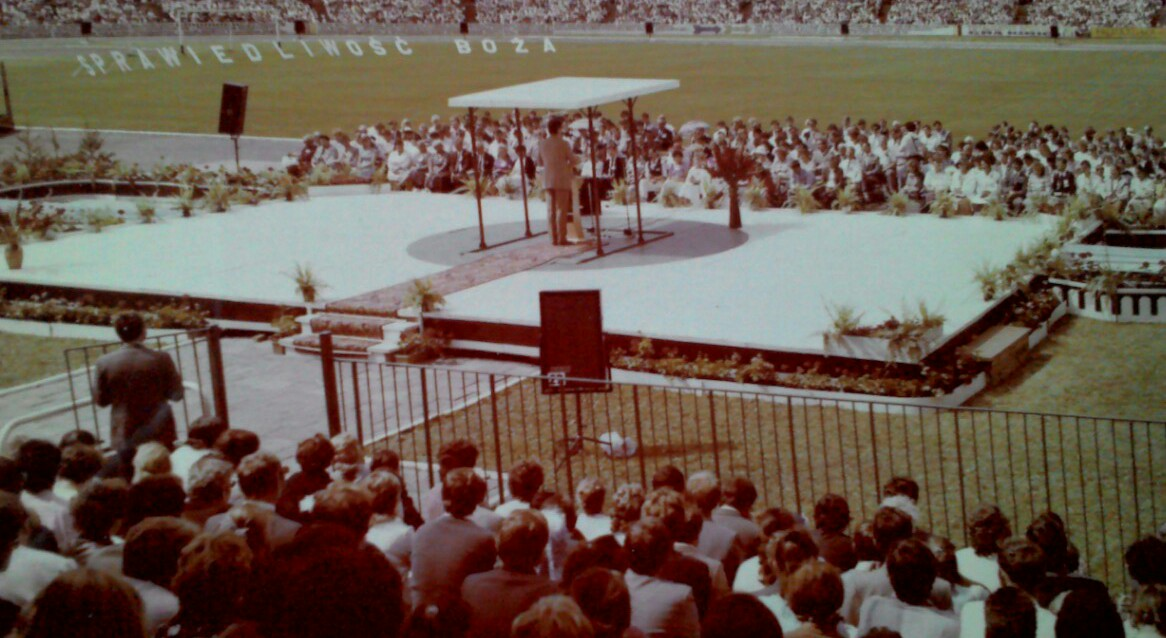
Zgromadzenie okręgowe w Krakowie pod hasłem „Sprawiedliwość Boża
(wykład dla grupy kandydatów do chrztu, na fotografii siedzących przed podium), Stadion Hutnika, 1988

### „Sprawiedliwość Boża” (1988)
- Polska: 12 kongresów.
- Świat: Czterodniowy kongres międzynarodowy w Montrealu (45 tys. obecnych, program w j. angielskim, arabskim, francuskim, greckim, hiszpańskim, portugalskim i włoskim) oraz w Wiedniu i Limie. Na 125 kongresach w Stanach Zjednoczonych i Kanadzie było 1 440 932 osób, ochrzczono 19 878, a łączna liczba obecnych na kongresach wyniosła 6 273 804[303].
- Publikacje: Wspaniały finał Objawienia bliski!, Wnikliwe poznawanie Pism[304].
- Dramaty: Naznaczeni do ocalenia[305], Sądy Jehowy nad urągającymi prawu[306].
- Wykład publiczny: „Sprawiedliwość dla wszystkich przez sędziego, którego wyznaczył Bóg”.
- Rezolucja: Przeciw Babilonowi Wielkiemu[303]

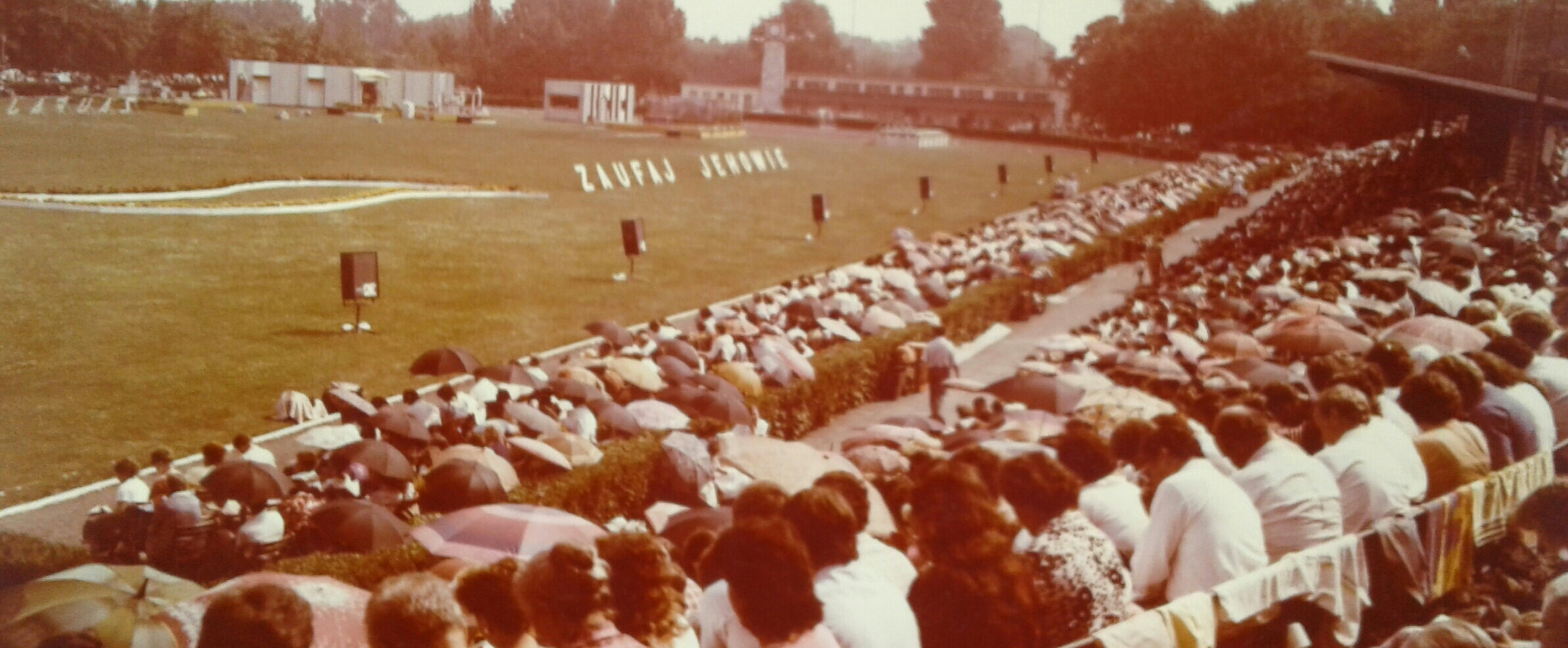
Zgromadzenie okręgowe pod hasłem „Zaufaj Jehowie” na stadionie Korony Kraków, 1987

### „Zaufaj Jehowie” (1987)
- Polska: 12 kongresów.
- Świat: 1098 kongresów, 6 443 597 obecnych, ochrzczono 93 822 osób
- Publikacje: traktat Dlaczego można zaufać Biblii?, Pismo Święte w Przekładzie Nowego Świata (kieszonkowe, wydanie luksusowe), „Strażnica Zwiastująca Królestwo Jehowy” (wydanie audio).
- Dramaty: Jehowa wyzwala tych, którzy wzywają Jego imienia[307] i Lojalne podporządkowanie się Jehowie i Jego organizacji.
- Wykład publiczny: Komu można naprawdę zaufać w tych okropnych czasach?

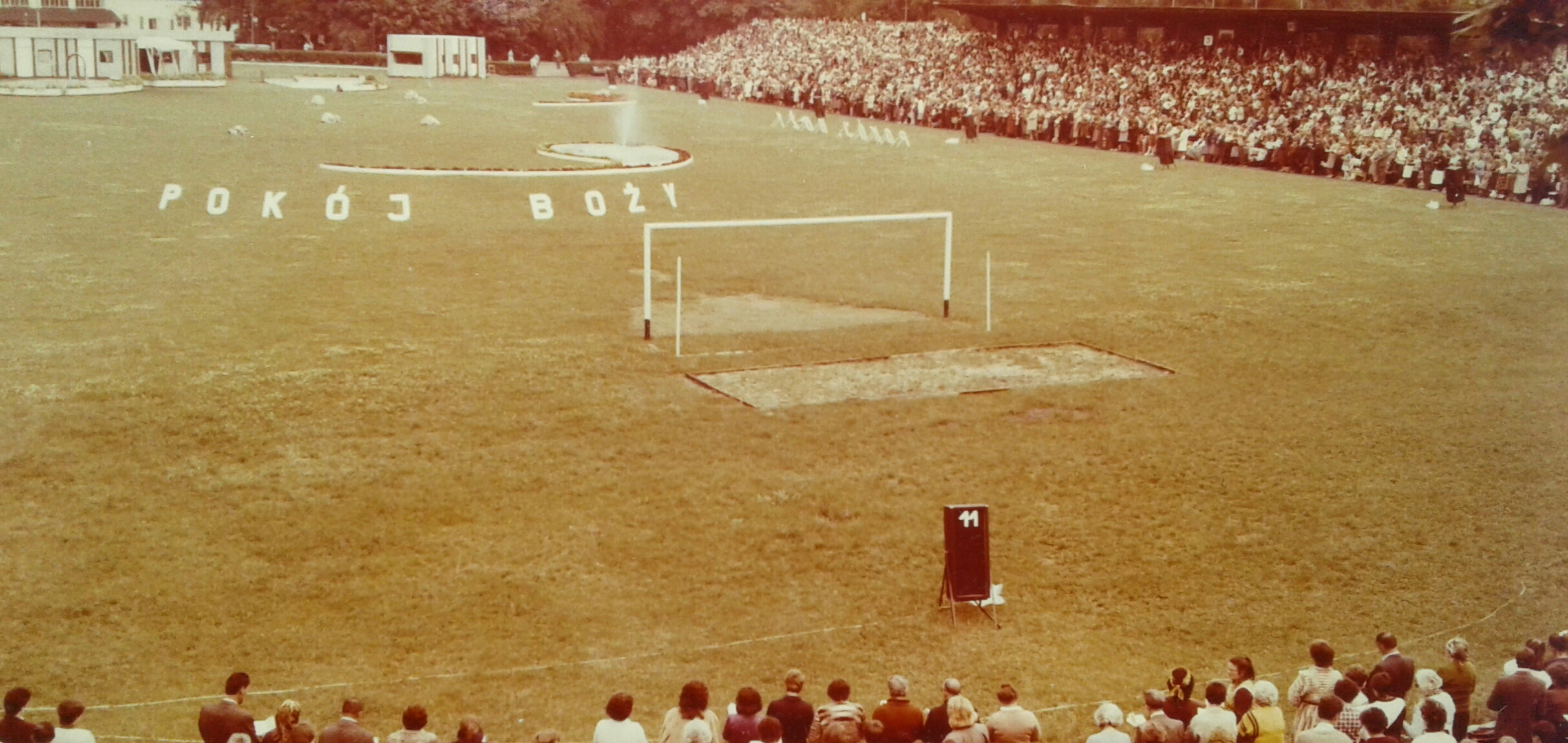
Kongres pod hasłem „Pokój Boży” na Stadionie Korony Kraków, 1986

### „Pokój Boży” (1986)
- Polska: 9 trzydniowych kongresów, 111 508 obecnych, a 4000 ochrzczono.
- Świat: W samych Stanach Zjednoczonych w 135 czterodniowych kongresach udział wzięło ponad 1,2 mln osób, a 12 603 ochrzczono.
- Publikacje: „Oto wszystko nowe czynię” (zrew.)[308], Świadkowie Jehowy zjednoczeni w spełnieniu woli Bożej na całym świecie, Powszechne bezpieczeństwo pod panowaniem „Księcia Pokoju”, Melodie Królestwa nr 7, Skorowidz do publikacji Towarzystwa Strażnica 1930–1985.
- Dramaty: Szukaj sprawiedliwości Bożej; Zachowanie przy życiu w czasie głodu[309].
- Wykład publiczny: Nareszcie pokój! – gdy mówi Bóg.

### „Lud zachowujący prawość” (1985)

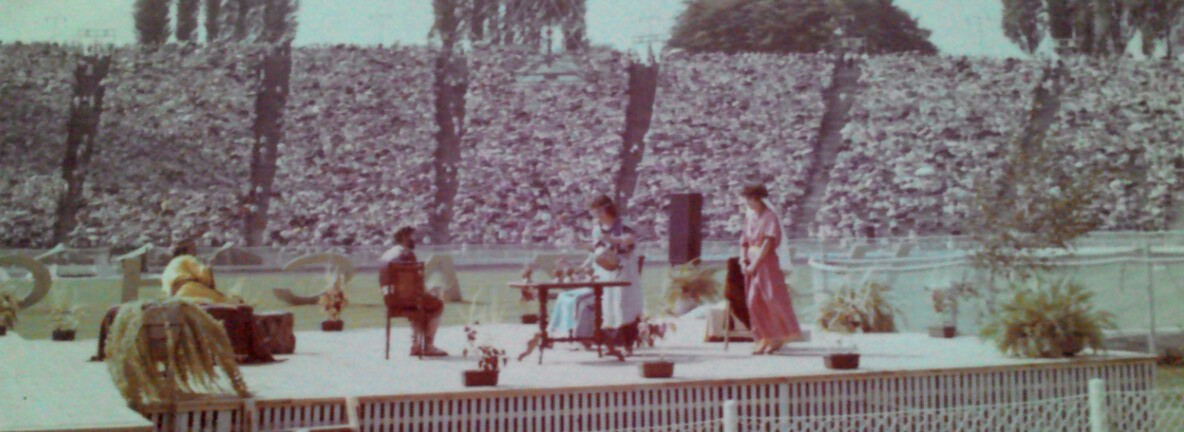
Przedstawienie kostiumowe; kongres międzynarodowy pod hasłem „Lud zachowujący prawość” w Chorzowie, 1985

- Polska: Pierwsze kongresy międzynarodowe (trzydniowe) w Polsce (16–18 sierpnia: Warszawa i Wrocław oraz 23–25 sierpnia: Chorzów i Poznań) w sumie 94 134 obecnych, delegaci z 16 krajów (ochrzczono 3140 osób).
- Świat: Kongresy międzynarodowe: Ateny, Buenos Aires, Bangkok, Christchurch, Durban, Johannesburg, Kinszasa, Manila, Montreal, Nairobi, Rio de Janeiro, São Paulo, Tajpej i Zurych. Również ok. 850 kongresów okręgowych.
- Publikacje: Rząd, który ustanowi raj, Prowadzenie rozmów na podstawie Pism[310], Jak powstało życie? Przez ewolucję czy przez stwarzanie?, Melodie Królestwa nr 6.
- Dramaty: Bój się Boga i stroń od zła, Twoja przyszłość rzuca ci wyzwanie.
- Wykład publiczny: Na co wskazują czasy i pory, które wyznacza Bóg?

### „Rozwój Królestwa” (1984)
- Polska: Kilka jednodniowych kongresów zorganizowanych głównie na stadionach, delegacje z Czechosłowacji.
- Świat: Czterodniowe kongresy (808 kongresów: 5 002 684 obecnych, 63 556 ochrzczono; w tym 117 kongresów w Stanach Zjednoczonych: 1 159 898 obecnych, 10 625 ochrzczono).
- Publikacje: Jak znaleźć prawdziwe szczęście, Ocaleć, by żyć na nowej ziemi, Melodie Królestwa (nr 5), Pismo Święte w Przekładzie Nowego Świata – wydanie z odsyłaczami, Imię Boże, które pozostanie na zawsze.
- Dramaty: Wykształcenie od Boga pomnaża owoce Królestwa, Wystrzegaj się haniebnej głupoty.
- Wykład publiczny: Rząd, który osiągnie to, czego nie potrafi dokonać człowiek.

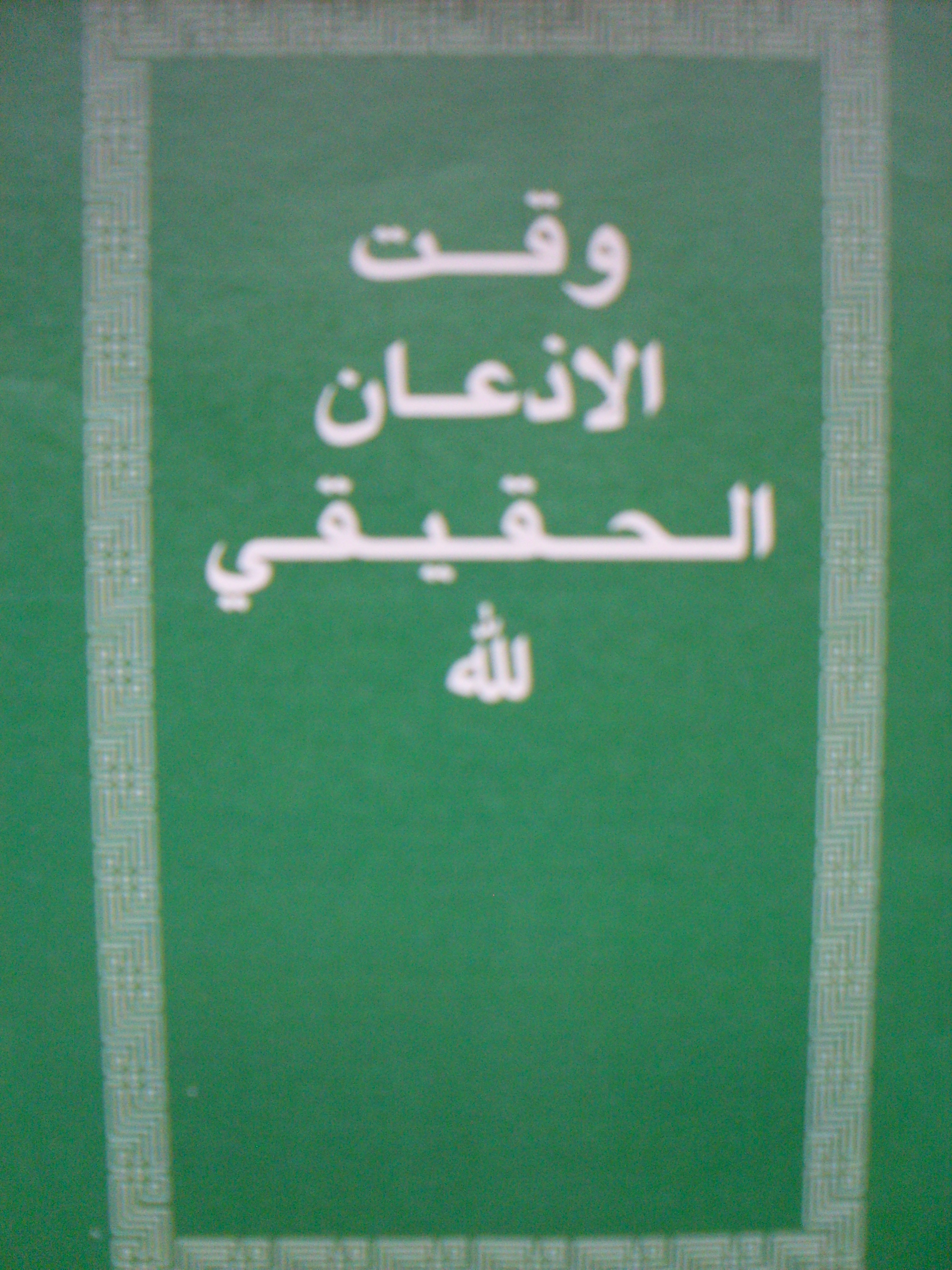
Czas na prawdziwe poddanie się woli Bożej – wydanie ogłoszono na kongresie w 1983 roku

### „Jedność dzięki Królestwu” (1983)
- Polska: Jednodniowe kongresy w halach i po raz pierwszy na stadionach, delegacje z krajów Europy Zachodniej oraz z Czechosłowacji. 114 166 obecnych – ochrzczono 2388 osób.
- Świat: Czterodniowe kongresy w ponad 140 krajach.
- Publikacje: Zjednoczeni w oddawaniu czci jedynemu prawdziwemu Bogu, Świadkowie Jehowa a szkoła, Wiadomości Królestwa nr 32: Jedność i szczęście w rodzinie – jak to osiągnąć?, Dobra nowina dla wszystkich narodów, Czas na prawdziwe poddanie się woli Bożej, W poszukiwaniu Ojca, Od Kurukszetry do Armagedonu – i twego ocalenia, Melodie Królestwa nr 4, Wysławiajcie Jehowę w pieśniach (ogłoszenie wydania nowego śpiewnika).
- Dramaty: Jednomyślnie wykonamy dzieło Boże pomimo sprzeciwu, Zachowywanie jedności w gronie rodzinnym.
- Wykład publiczny: Gdzie znaleźć jedność w świecie rozdartym przez konflikty?

### „Prawda o Królestwie” (1982)
- Polska: Ponad 80 jednodniowych zgromadzeń w wynajętych obiektach – głównie halach sportowych. Przeszło 96 tysięcy obecnych – ochrzczono 1761 osób.
- Świat: Czterodniowe kongresy, ponad 4 mln obecnych.
- Publikacje: Będziesz mógł żyć wiecznie w raju na ziemi, Rozkoszuj się życiem wiecznym na ziemi!, Przykładaj się do czytania i pisania.
- Dramaty: Jak usłyszą, jeżeli im nikt nie głosi?, Nieustraszony głosiciel niepopularnego orędzia.
- Wykład publiczny: Prawda, która może cię wyzwolić.

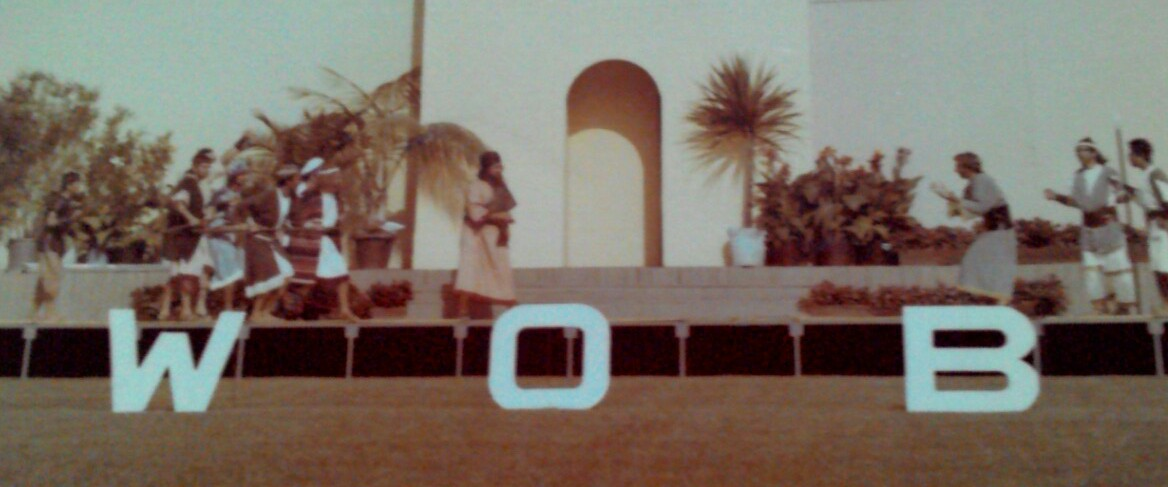
Kongres pod hasłem „Lojalność wobec Królestwa” w Wiedniu (1981). Kostiumowe przedstawienie biblijne pt. „Jehowa nagradza swoich lojalnych” – dla polskich delegatów

### „Lojalność wobec Królestwa” (1981)
- Polska: 5 lipca w Gdańsku zgromadziło się 5751 słuchaczy, zgromadzenie w hali w Skawinie i w sali w Oświęcimiu oraz w innych miejscach (tzw. konwencje leśne).
- Świat: Czterodniowe kongresy. 5 tys. delegatów z Polski uczestniczyło w kongresie w Wiedniu. W Stanach Zjednoczonych 237 kongresów (ok. 1 mln obecnych). 4 147 256 obecnych, a 44 357 zostało ochrzczonych[311].
- Publikacje: Pismo Święte w Przekładzie Nowego Świata (zrew.), Przyjdź Królestwo Twoje.
- Dramaty: Jehowa nagradza swoich lojalnych, Wystrzegaj się buntowniczej mowy.
- Wykład publiczny: „Znaki Czasu” – co one oznaczają dla Ciebie?

### „Miłość Boża” (1980)
- Polska: Jednodniowe tzw. konwencje leśne – organizowane głównie na polanach leśnych, ze względu na działalność podziemną (po zdelegalizowaniu przez władze w 1950).
- Świat: Czterodniowe kongresy. 1883 delegatów z Polski na kongresie w Wiedniu. Przeszło 3,6 mln obecnych w przeszło 90 krajach.
- Publikacje: Jak znaleźć prawdziwe szczęście, Ścieżka prawdy Bożej wiodąca do wyzwolenia, Ewangelia według Mateusza i Ewangelia według Marka (kasety magnet.).
- Dramaty: Jehowa będzie strzegł drogi lojalnych, Nie lekceważ rzeczy świętych, Nie wy będziecie walczyć, tylko Bóg.
- Wykład publiczny: Dlaczego miłościwy Bóg wywrze pomstę?
- Rezolucja: Przyjęto specjalną rezolucję.

### „Żywa nadzieja” (1979)
- Polska: Jednodniowe tzw. konwencje leśne.
- Świat: Ponad 3,4 mln obecnych. W Stanach Zjednoczonych 93 czterodniowe kongresy, 982 585 obecnych; Izrael (350), Japonia (105 534), Meksyk (244 340).
- Publikacje: Komentarz do Listu Jakuba, Obierz najlepszą drogę życiową.
- Dramaty: Co wybierasz?, Czy możesz pomóc w potrzebie chłopcu, który nie ma ojca?, Przemieńcie się przez przeobrażenie umysłu.
- Wykład publiczny: Królestwo Boże – jedyna pewna nadzieja ludzkości.

### „Zwycięska wiara” (1978)
- Polska: Jednodniowe tzw. konwencje leśne.
- Świat: 290 pięciodniowych kongresów, w tym 118 międzynarodowych, w których uczestniczyło 3 183 867 osób, w przeszło 86 krajach. Ochrzczono 34 853 osób.
- Publikacje: Mój zbiór opowieści biblijnych[312], Droga do szczęścia w życiu rodzinnym, Świadkowie Jehowy w dwudziestym wieku, Ewangelia według Jana (kaseta magnetofonowa).
- Dramaty: Biblijna ozdoba chrześcijanek, Do kogo należysz?, Młodzi – jaki macie cel w życiu?, Nie oglądaj się za siebie i nie zatrzymuj się.
- Wykład publiczny: Jezus Chrystus – zwycięski Król, z którym narody muszą się rozliczyć.

### „Rozradowani pracownicy” (1977)
- Polska: Jednodniowe tzw. konwencje leśne.
- Świat: Czterodniowe kongresy. 2 mln obecnych, w tym 958 008 na 108 kongresach w Stanach Zjednoczonych.
- Publikacje: Świadkowie a kwestia krwi, Nadchodzący rząd ogólnoświatowy – Królestwo Boże, A jednak życie ma sens.
- Dramaty: Bóg jest niedaleko od każdego z nas, Czy służysz Bogu całą duszą?, Imię Jehowy ma być rozsławione po całej ziemi.
- Wykład publiczny: Jakim dobrodziejstwem może okazać się dla ciebie Królestwo Boże.

### „Święta służba” (1976)
- Polska: Jednodniowe tzw. konwencje leśne.
- Świat: Czterodniowe kongresy w 96 krajach; 3,36 mln obecnych. W Stanach Zjednoczonych 94 kongresy (974 039 obecnych, 10 181 ochrzczono)[313].
- Publikacje: Twoja młodość – korzystaj z niej jak najlepiej, Duch Święty – siła wspierająca bliski nowy porządek, Dobra nowina, która ma cię uszczęśliwić[314].
- Dramaty: Czy jesteś przykładem dla trzody?, Czy przylgnąłeś całym sercem do wielbienia Jehowy? Czy trzymasz się z dala od świata?, Przodujcie w okazywaniu szacunku, Zachowanie prawości aż do końca[315].
- Wykład publiczny: Czy służenie Bogu rozwiąże wasze problemy?

### „Boskie zwierzchnictwo” (1975)

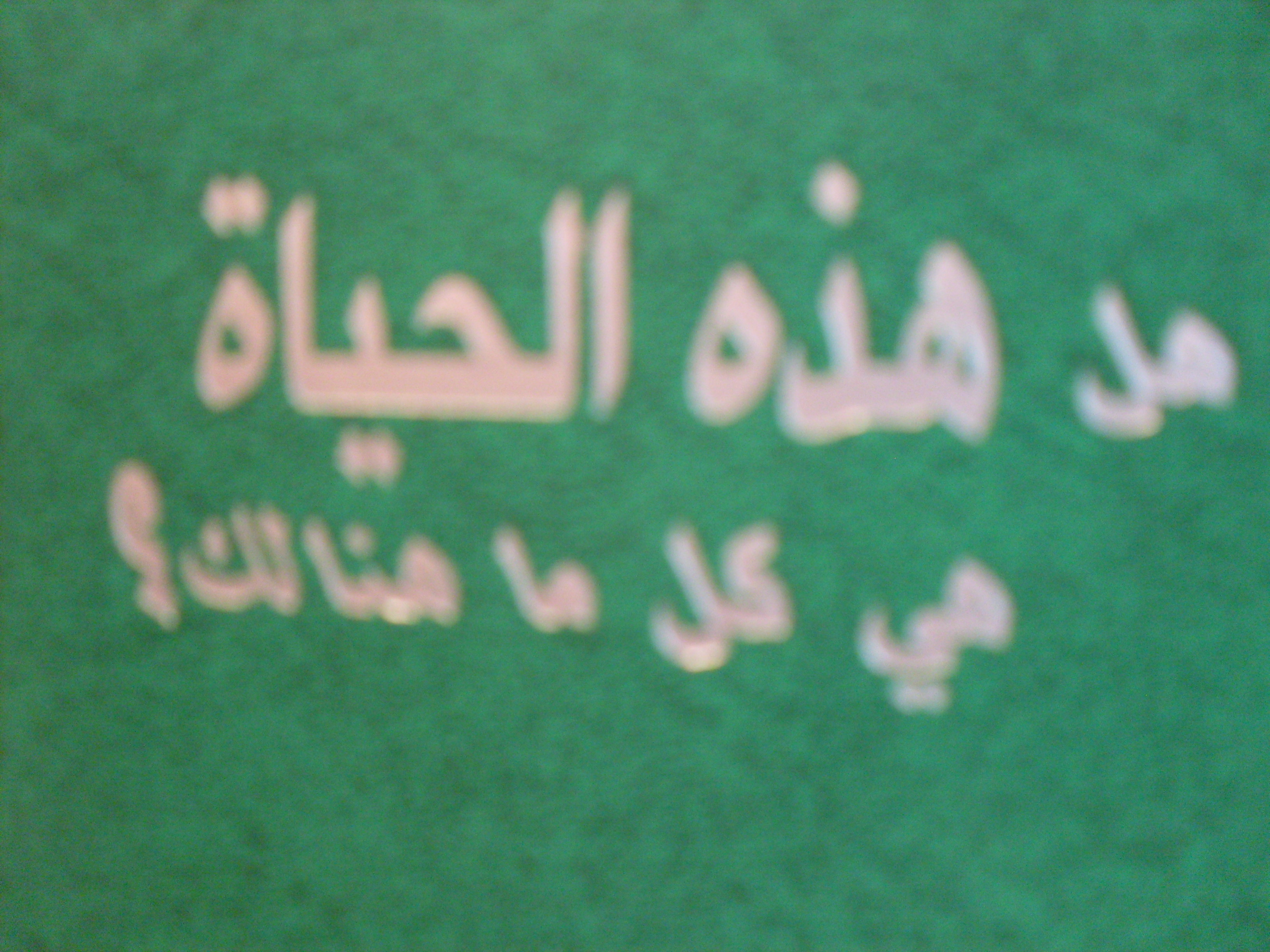
Czy na tym życiu wszystko się kończy? (w j. arabskim, 1974)

- Polska: Jednodniowe tzw. konwencje leśne.
- Świat: Czterodniowe kongresy międzynarodowe: Ateny i Saloniki. Pierwsze kongresy po uchyleniu zakazu działalności w Portugalii (Porto – 36 tys. obecnych).
- Publikacje: Bezpieczna przyszłość – jak ją sobie zapewnić, Czy istnieje Bóg, który troszczy się o nas?, Jeden świat, jeden rząd pod zwierzchnictwem Boga, Możesz prowadzić sensowne życie!, Wybawienie człowieka od udręki świata jest bliskie!.
- Dramaty: Nie wprzęgajcie się w nierówne jarzmo z niewierzącymi, Prawe i czyste przyzwyczajenia – niezbędne w życiu dziecka, Zachowujcie trzeźwą rozwagę i nadal budujcie z większym Noem, Żeby nie wyrażano się obelżywie o Słowie Bożym.
- Wykład publiczny: Jeden świat, jeden rząd pod zwierzchnictwem Boga.

Śpiewanie pieśni na kongresie w Chicago (1973)

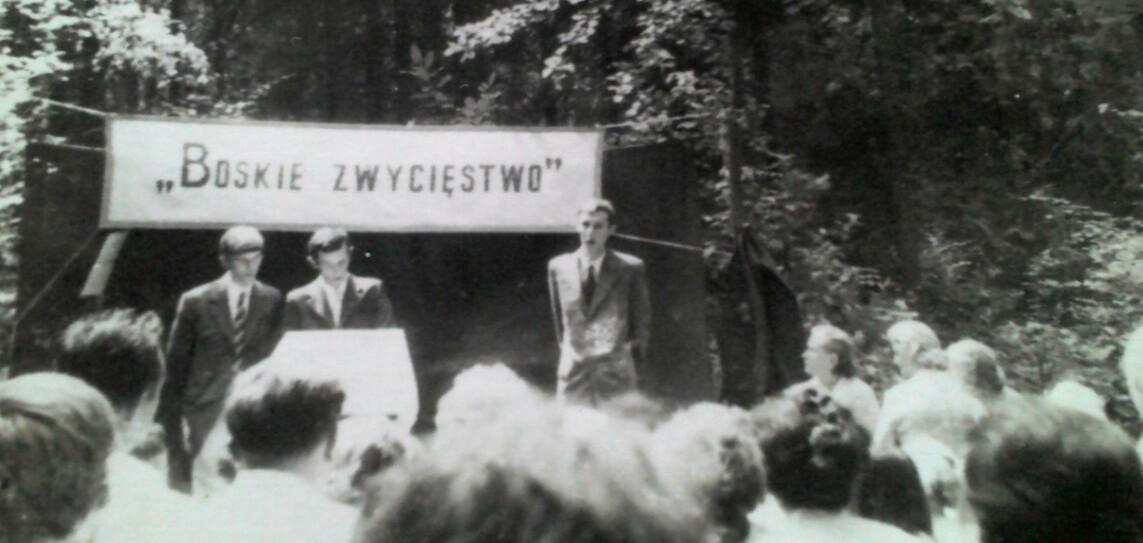
Konwencja leśna pod hasłem „Boskie zwycięstwo” w okolicach Krzeszowic (1973)

### „Boskie zamierzenie” (1974)
- Polska: Jednodniowe tzw. konwencje leśne.
- Świat: W Stanach Zjednoczonych 69 czterodniowych kongresów (891 819 obecnych, ochrzczono 22 760 osób).
- Publikacje: Czy na tym życiu wszystko się kończy?, „Wieczyste zamierzenie Boże odnosi teraz triumf dla dobra człowieka”.
- Dramaty: Kto jest dla ciebie autorytetem?, Wypróbowana wartość naszej wiary przyczyną sławy i czci, Zachowaj niezłomną wiarę, nie odstępując od Jehowy[316].
- Wykład publiczny: Ludzkie plany zawodzą – Boskie zamierzenie uwieńczone sukcesem.

### „Boskie zwycięstwo” (1973)
- Polska: Jednodniowe tzw. konwencje leśne.
- Świat: 140 pięciodniowych[m] kongresów (w tym międzynarodowych), w których uczestniczyło 2 594 305 osób, a ochrzczono 81 830 osób.
- Publikacje: Szczegółowa konkordancja do Pisma Świętego w Przekładzie Nowego Świata, Przybliżyło się tysiącletnie Królestwo Boże, Prawdziwy pokój i bezpieczeństwo – skąd?, Boskie zwycięstwo i jego znaczenie dla udręczonej ludzkości.
- Dramaty: Gorliwość o dom Twój pożera mnie, Kto uniknie tego wszystkiego i stanie przed Synem Człowieczym?, Wciąż skupiajcie umysły na tym, co w górze, Wznieście okrzyk! Jehowa daje wam miasto!
- Wykład publiczny: Boskie zwycięstwo i jego znaczenie dla udręczonej ludzkości.
- Rezolucja: Przyjęto specjalną rezolucję.

### „Panowanie Boskie” (1972)
- Polska: Jednodniowe tzw. konwencje leśne.
- Świat: Ponad 150 pięciodniowych (4 sesji porannych, 5 popołudniowych i 4 wieczornych) oficjalnych kongresów na świecie, na których było obecnych 1 246 419 osób (w tym 795 863 osoby na 80 stadionach w Stanach Zjednoczonych). Ochrzczono 29 087 osób. Przed południem drugiego dnia kongresu zgromadzeni wyznawcy wyruszali zapraszać mieszkańców na program.
- Publikacje: Raj przywrócony ludzkości za sprawą Teokracji!, Organizacja powołana do ogłaszania Królestwa i pozyskiwania uczniów, Panowanie Boskie – jedyna nadzieja całej ludzkości, The Bible in Living English.
- Dramaty: Ile miłosierdzia potrafisz okazać?, Przepaszcie się uniżeniem umysłu, Służ Jehowie całą duszą.
- Wykład publiczny: Panowanie Boskie – jedyna nadzieja całej ludzkości.
- Rezolucja: Petycja dotycząca prześladowań Świadków Jehowy w Malawi

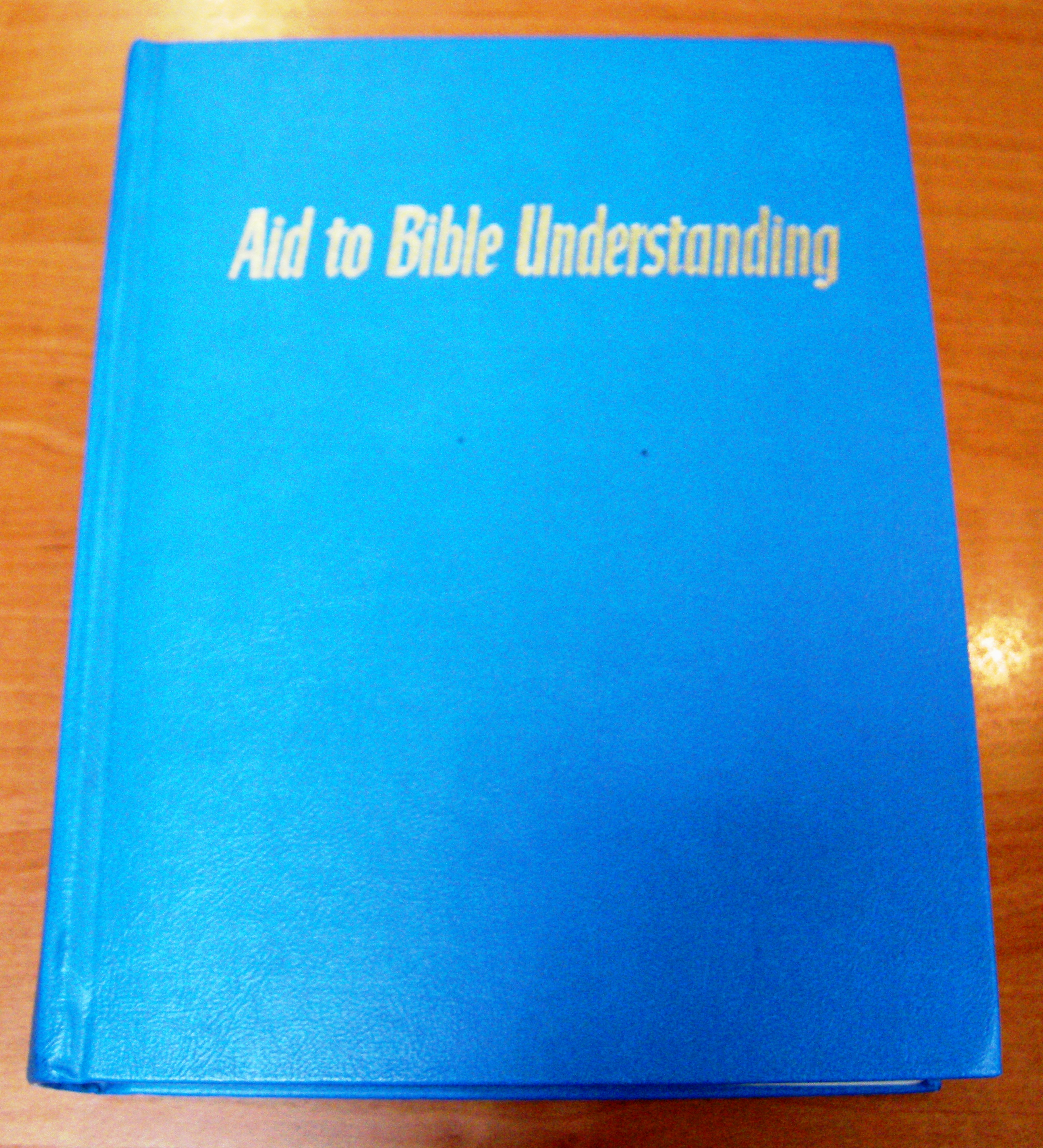
Pomoc do zrozumienia Biblii – wydanie ogłoszono na kongresie w 1971 roku

### „Imię Boże” (1971)
- Polska: Jednodniowe tzw. konwencje leśne.
- Świat: Pięciodniowe kongresy okręgowe w przeszło 140 krajach.
- Publikacje: Pismo Święte w Przekładzie Nowego Świata (zrew.), Pomoc do zrozumienia Biblii – cały tom, Przysłuchiwanie się Wielkiemu Nauczycielowi, Narody mają poznać, że ja jestem Jehowa – Jak?, Poradnik dla teokratycznej szkoły służby kaznodziejskiej.
- Dramaty: Co się kryje w twoim sercu?, Jehowa błogosławi lojalnym, Uczyń zamierzenie Jehowy treścią swego życia.
- Wykład publiczny: Gdy dojdzie do konfliktu między wszystkimi narodami a Bogiem.
- Rezolucja: Przyjęto specjalną rezolucję dotyczącą imienia Bożego.

### „Ludzie dobrej woli” (1970)
- Polska: Jednodniowe tzw. konwencje leśne.
- Świat: Czterodniowe kongresy międzynarodowe: Abidżan (Wybrzeże Kości Słoniowej); Akra (Ghana); Dakar (Senegal); Freetown (Sierra Leone); Gbarnga i Monrovia (Liberia); Lomé (Togo); Kumasi (Ghana); Lagos (Nigeria). Pozostałe kongresy w ok. 140 krajach.
- Publikacje: Uratowanie rodu ludzkiego za sprawą Królestwa Bożego, „Oto wszystko nowe czynię” (zrew.)[308], Pismo Święte w Przekładzie Nowego Świata (zrew.).
- Dramaty: Kto potrzebuje twej pomocy?, Miłość jest doskonałą więzią jedności.
- Wykład publiczny: Ratunek dla rodu ludzkiego – za sprawą Królestwa.

### „Pokój na ziemi” (1969)

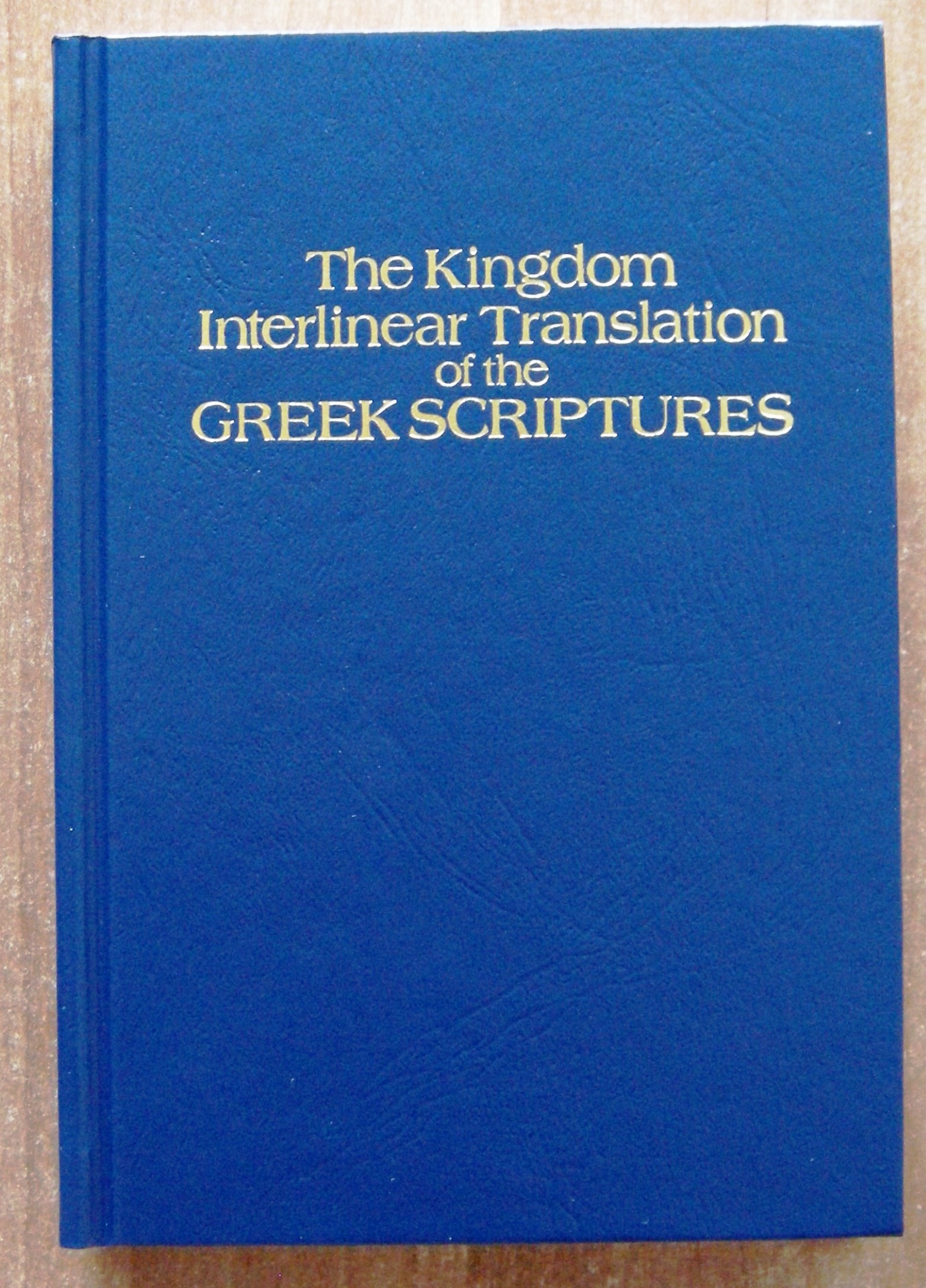
Pisma Greckie w międzywierszowym przekładzie Królestwa – wydanie ogłoszono na kongresie w 1969 roku

- Polska: Jednodniowe tzw. konwencje leśne.
- Świat: Kongresy międzynarodowe: Stany Zjednoczone (Atlanta, Buffalo, Nowy Jork, Los Angeles, Chicago, Pomona, Kansas City); Australia (Melbourne); Dania (Kopenhaga); Fidżi (Suva); Filipiny (Manila); Francja (Colombes); Ghana (Akra); Hongkong; Japonia (Tokio); Kanada (Vancouver); Korea Południowa (Seul); Meksyk (Meksyk); Mjanma: (Myitkyina), Niemcy (Norymberga); Nowa Zelandia (Auckland); Papua-Nowa Gwinea (Haima); Tajwan (Tajpej); Wielka Brytania (Londyn); Włochy (Rzym).
- Publikacje: Pomoc do zrozumienia Biblii (A-Exodus); Pisma Greckie w międzywierszowym przekładzie Królestwa; Czy Biblia jest rzeczywiście Słowem Bożym?; Nadchodzące tysiąclecie pokoju.
- Dramaty: Ciernie i sidła na drodze szukających niezależności, Czy nie jesteś nowożytnym Jonaszem?, Nadzorcy, działajcie po męsku!, Niech nikt młodości twej nie lekceważy, Nie rozmijaj się z celem wyzwolenia, które sprawił Jehowa, Okaż szacunek dla nominacji Jehowy, Wzmacniaj się, aby zachować prawość[317].
- Wykład publiczny: „Nadchodzące tysiąclecie pokoju”.

### „Dobra nowina dla wszystkich narodów” (1968)
- Polska: Pierwsze jednodniowe zgromadzenia w lasach, tzw. konwencje leśne, każde liczące do ok. 300 osób.
- Świat: Czterodniowe kongresy w ok. 140 krajach.
- Publikacje: Prawda, która prowadzi do życia wiecznego.
- Dramaty: Co młodzież robi w służbie Bożej?, Czy stawiasz siebie do dyspozycji?, Droga Jehowy – drogą zwycięstwa, Jak korzystasz ze swego życia?
- Wykład publiczny: Panowanie człowieka wkrótce ustąpi miejsca panowaniu Bożemu.

### „Dzieło czynienia uczniów” (1967)
- Świat: Czterodniowe kongresy w ok. 140 krajach, w tym ponad 70 w Ameryce Północnej i 17 w Wielkiej Brytanii.
- Publikacje: Naucz się czytać i pisać, Ocalenie wielkiej rzeszy ludzi z Armagedonu, Czy człowiek powstał w wyniku ewolucji, czy stwarzania?, „Słowo Twoje jest pochodnią dla nóg moich”, Wykwalifikowani do służby kaznodziejskiej.
- Dramaty: Dostosujmy swe życie do wieczystych zasad Bożych, Opuszczenie miasta ucieczki grozi utratą życia.
- Wykład publiczny: Ocalenie wielkiej rzeszy ludzi z Armagedonu.

### „Synowie Boży – synami wolności” (1966)
- Świat: Pięciodniowe kongresy międzynarodowe: Argentyna (Buenos Aires, Córdoba), Belize (Belize City), Boliwia (La Paz), Brazylia (São Paulo), Chile (Santiago), Dominikana (Santo Domingo), Ekwador (Guayaquil), Gwatemala (Gwatemala), Honduras (Tegucigalpa), Jamajka (Kingston), Kolumbia (Barranquilla), Kostaryka (San José), Meksyk (Meksyk), Nikaragua (Managua), Panama (Panama), Paragwaj (Asunción), Peru (Lima), Portoryko (San Juan), Salwador (San Salvador), Urugwaj (Montevideo), Wenezuela (Caracas). Wprowadzenie kostiumowych przedstawień biblijnych. W około 150 krajach zorganizowano kongresy okręgowe.
- Publikacje: Życie wieczne w wolności synów Bożych[318], Co Królestwo Boże czyni od roku 1914?, Świadkowie Jehowy.
- Dramaty: Niechaj Biblia będzie naszym przewodnikiem w życiu, Wytrwałość Jeremiasza potrzebna w naszych czasach.
- Słuchowisko: Posłuchaj słów Daniela o naszych czasach.
- Wykład publiczny: Co Królestwo Boże czyni od roku 1914?

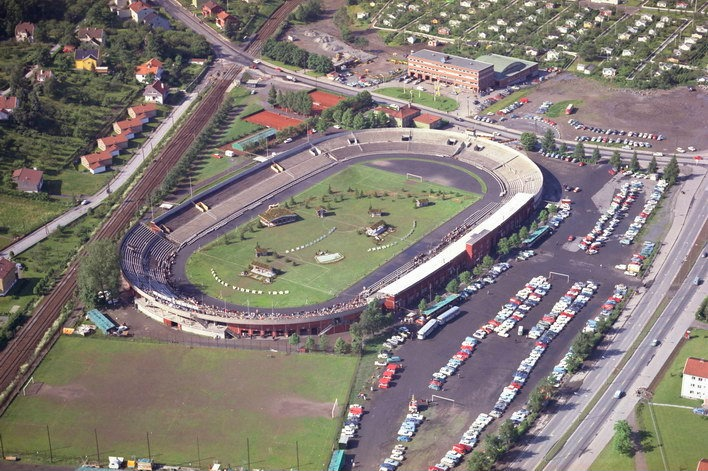
Kongres na Ullevaal Stadion w Oslo, 1965

### „Słowo prawdy” (1965)
- Świat: Czterodniowe kongresy międzynarodowe w Bazylei (Szwajcaria), Berlinie (Niemcy), Charleroi (Belgia), Dublinie (Irlandia), Edynburgu (Wielka Brytania), Hamilton (Bermudy), Helsinkach (Finlandia), Londynie (Wielka Brytania), Luksemburgu, Rotterdamie (Holandia), Sydney (Australia), Wiedniu (Austria), 18 kongresów w Stanach Zjednoczonych i 10 w Kanadzie oraz kongresy okręgowe w ok. 130 krajach.
- Publikacje: Rząd światowy Księcia Pokoju, „Ta dobra nowina o Królestwie” (zrew.), Sprawy, w których u Boga kłamstwo jest niemożliwe, „Upewniajcie się o wszystkich rzeczach; mocno trzymajcie się tego, co szlachetne”.
- Wykład publiczny: Rząd światowy Księcia Pokoju.

### „Owoce ducha” (1964)
- Świat: Czterodniowe kongresy w 130 krajach, m.in. 38 w Stanach Zjednoczonych, 26 w Kanadzie.
- Publikacje: „Pokój ludziom dobrej woli” czy Armagedon?
- Wykład publiczny: „Pokój ludziom dobrej woli” czy Armagedon?

### „Wiecznotrwała dobra nowina” (1963)
- Świat: Ośmiodniowy, jedyny międzynarodowy kongres okołoziemski, grupa 583 delegatów z 27 państw przenosiła się razem z nim do 27 miast kongresowych w 24 krajach (ze Stanów Zjednoczonych do Europy, potem kolejno na Bliski i Daleki Wschód, do Australii i Oceanii i znowu do Stanów Zjednoczonych[24])[319][320]. W tych 27 miastach było łącznie 457 977 uczestników. Ogółem ponad 580 tys. delegatów ze 161 krajów.
- Publikacje: Całe Pismo jest natchnione przez Boga i pożyteczne[321], Gdy Bóg będzie Królem nad całą ziemią, Żyć w nadziei na sprawiedliwy nowy świat, „Upadł Babilon Wielki!” Panuje Królestwo Boże!
- Wykład publiczny: Gdy Bóg będzie Królem nad całą ziemią.
- Rezolucja: Głoszenie narodom wiecznotrwałej nowiny[322].

### „Odważni słudzy” (1962)
- Świat: Kongresy w ok. 130 krajach.
- Publikacje: Nabierzcie odwagi – Królestwo Boże jest blisko!, „Słowo” – kogo miał na myśli apostoł Jan?
- Wykład publiczny: Nabierzcie odwagi – Królestwo Boże jest blisko!

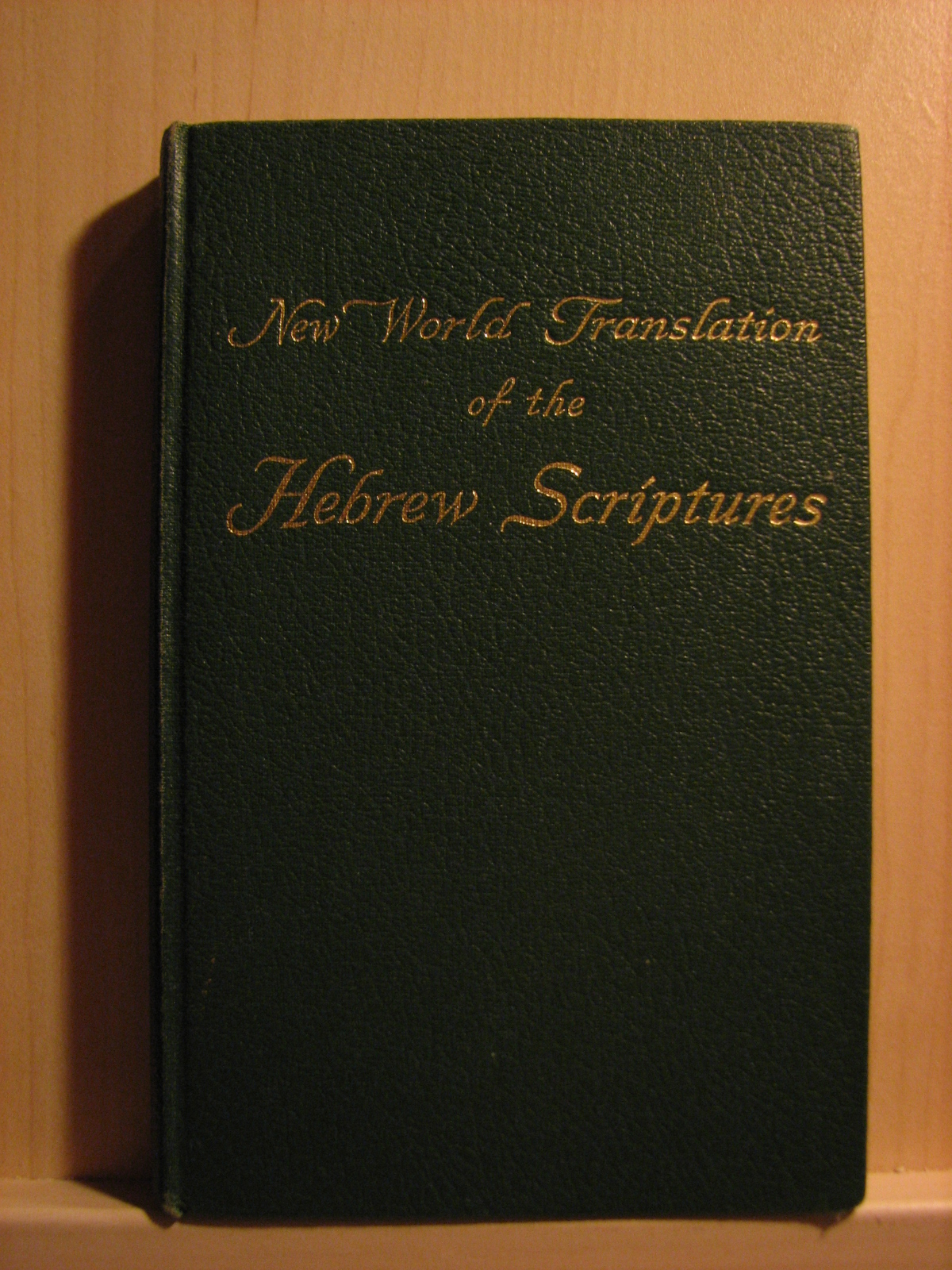
Pismo Święte w Przekładzie Nowego Świata (jednotomowe) – wydanie ogłoszono na kongresie w 1961 roku

### „Zjednoczeni wielbiciele” (1961)
- Świat: Sześciodniowe kongresy międzynarodowe: Amsterdam (23 708 obecnych); Hamburg (88 338 obecnych); Houston (21 300 obecnych); Kopenhaga (33 513 obecnych); Londyn (48 070 obecnych); Milwaukee, Nowy Jork (89 853 obecnych); Oklahoma City; Omaha; Paryż (23 004 obecnych); San Francisco; Turyn (6372 obecnych); Vancouver (28 952 obecnych) oraz kongresy w ok. 130 krajach.
- Publikacje: Pismo Święte w Przekładzie Nowego Świata (wyd. jednotomowe), Skorowidz do publikacji Towarzystwa Strażnica 1930–1960, „Niech będzie uświęcone twoje imię”, Gdy wszystkie narody zjednoczą się pod panowaniem Królestwa Bożego, Krew, medycyna a prawo Boże, Szkice kazań.
- Wykład publiczny: Gdy wszystkie narody zjednoczą się pod panowaniem Królestwa Bożego.

### „Lud zabiegający o pokój” (1960)
- Świat: Czterodniowe kongresy w ok. 130 krajach.
- Publikacje: Bezpieczeństwo podczas „wojny wielkiego dnia Boga Wszechmocnego”, Głoszenie i nauczanie w pokoju i jedności, Pismo Święte w Przekładzie Nowego Świata (tom VI).
- Wykład publiczny: Bezpieczeństwo podczas „wojny wielkiego dnia Boga Wszechmocnego”.

### „Czuwający słudzy” (1959)
- Świat: Czterodniowe (po 3 sesje dziennie) duże kongresy m.in. w Belgii (Bruksela), Ghanie, Liberii, Zambii, Stanach Zjednoczonych (22 kongresy, 230 566 obecnych, ochrzczono 4890 osób).
- Publikacje: Gdy Bóg mówi wszystkim narodom pokój, „Oto wszystko nowym czynię”[308], Świadkowie Jehowy w zamierzeniu Bożym.
- Wykład publiczny: Kiedy Bóg ogłosi pokój dla wszystkich narodów?

### „Wola Boża” (1958)
- Świat: Największy kongres w jednym mieście. Na dwóch stadionach w Nowym Jorku (27 lipca–3 sierpnia) obecnych było 258 922 delegatów ze 123 krajów (7136 nowo ochrzczonych). Na całym świecie zorganizowano 91 kongresów, w których uczestniczyło ogółem 562 955 osób, a 17 774 osób zostało ochrzczonych.
- Publikacje: Bądź wola Twoja na ziemi, Od raju utraconego do raju odzyskanego, Naucz się czytać i pisać, Królestwo Boże panuje – czy koniec świata jest bliski?
- Wykład publiczny: Królestwo Boże panuje – czy koniec świata jest bliski?
- Rezolucja: Jak chrześcijaństwo zawiodło całą ludzkość?[323].

### „Życiodajna mądrość” (1957)
- Świat: 5-dniowy (po 3 sesje dziennie) kongres, m.in. w Milwaukee (17–21 lipca), Mediolanie (Włochy), Harper (Liberia), Kufstein (Austria)[324] i na Tajwanie.
- Publikacje: Pismo Święte w Przekładzie Nowego Świata (trzeci tom), „Upewniajcie się o wszystkich rzeczach” (zrew.), Uzdrowienie narodów zbliżyło się.
- Wykład publiczny: Uzdrowienie narodów zbliżyło się.
- Rezolucja: Petycja do Ramfisa Trujillo, protest przeciwko prześladowaniu Świadków Jehowy w Dominikanie[325].

### Zgromadzenie okręgowe (1956)
- Świat: 199 czterodniowych kongresów w ok. 100 krajach, m.in. w Stanach Zjednoczonych, na Alasce, w Argentynie, w Australii, na Fidżi (Suva), na Filipinach (Manila), w Indiach (Bombaj, Kalkuta, Nowe Delhi), w Japonii oraz na Tajwanie. W sumie 462 936 obecnych.
- Publikacje: „To znaczy życie wieczne”.
- Rezolucja: Petycja do Nikołaja Bułganina, protest przeciwko bezprawnemu przetrzymywaniu Świadków Jehowy w 50 obozach pracy na terenie ZSRR[326].

### „Tryumfujące Królestwo” (1955)
- Świat: Pięciodniowe (codziennie po 3 sesje) kongresy międzynarodowe w 8 miastach Europy: Berlin Zachodni (Waldbühne, 17 729 obecnych, w tym delegaci z NRD), Haga, Helsinki, Londyn, Norymberga (107 423), Paryż, Rzym i Sztokholm. Delegaci ze Stanów Zjednoczonych i Kanady wyruszyli do Europy dwoma wynajętymi statkami (każdy po 700 osób) i 42 samolotami czarterowymi. Kongresy międzynarodowe także w Chicago, Dallas, Los Angeles, Manili, Nowym Jorku, Vancouver i Suvie, pozostałe kongresy okręgowe w ok. 100 krajach.
- Publikacje: Pismo Święte w Przekładzie Nowego Świata (drugi tom), Możesz przeżyć Armagedon i wejść do Bożego nowego świata, Wykwalifikowani do służby kaznodziejskiej, Chrześcijaństwo czy chrystianizm – które z nich jest 'światłem świata”?, Co Pismo Święte mówi o „życiu pozagrobowym”?, Kazanie wspólnie w jedności, Zwycięstwo Królestwa Bożego nad światem bliskie.
- Wykład publiczny: Zwycięstwo Królestwa Bożego nad światem bliskie.

### Zgromadzenie okręgowe (1954)
- Polska: Z zachowaniem szczególnej ostrożności urządzono szereg kilkudniowych zgromadzeń dla pionierów, gdzie przedstawiono część tematów z nowojorskiego międzynarodowego kongresu z roku 1953.
- Świat: 80 czterodniowych kongresów, 427 057 obecnych, 14 509 ochrzczonych.
- Publikacje: Ta dobra nowina o Królestwie.
- Wykład publiczny: Boża miłość ratuje ludzi w kryzysie.

### „Społeczeństwo Nowego Świata” (1953)
- Świat: 165 829 obecnych na ośmiodniowym kongresie na stadionie Yankee w Nowym Jorku gdzie chrzest przyjęło 4640 osób[327]. 19 lipca, w trakcie kongresu nastąpiło uroczyste rozdanie dyplomów i przydział terenów misjonarskich absolwentom 21. klasy Szkoły Gilead[328]. Pozostałe kongresy m.in. w Bombaju i Uppufarze w Indiach, Norymberdze i Berlinie w Niemczech.
- Publikacje: Nowe niebiosa i nowa ziemia, „Upewniajcie się o wszystkich rzeczach”, Głoś słowo, Pokój – czy może być trwały?, Po Armagedonie – Boży nowy świat, Podstawa wierzenia w nowy świat.
- Wykład publiczny: Po Armagedonie – Boży nowy świat.
- Rezolucja: Przyjęto specjalną rezolucję.

### „Przyjmy ku dojrzałości” (1952)
- Świat: Ponad 70 trzydniowych kongresów: 35 w Stanach Zjednoczonych, 11 w Kanadzie, 8 w Niemczech, 6 w Wielkiej Brytanii, oraz m.in. w Rodezji Północnej (Zambia) w Kitwe – 20 tys. obecnych[328], w Bombaju w Indiach, Izraelu, Liberii i Johannesburgu.
- Publikacje: „Niech Bóg będzie prawdziwy” (zrew.), Drogą Bożą jest miłość.
- Wykład publiczny: Zjednoczony świat – czy to tylko mrzonka?

### „Czyste wielbienie” (1951)
- Świat: 3-dniowe kongresy międzynarodowe[328]: Londyn (delegacje z 40 krajów), Paryż (delegacje z 28 krajów), Rotterdam, Frankfurt nad Menem (47 432 delegatów z 24 krajów) i Rzym. Pozostałe kongresy m.in. w Lillehammer (Norwegia), Quezon City (Filipiny), Portoryko, Luksemburgu, Atlancie i Waszyngtonie.
- Publikacje: Co religia uczyniła dla ludzkości?, Czy możesz na wieki szczęśliwie żyć na ziemi?, Czy religia sprosta kryzysowi świata?
- Wykład publiczny: Czy religia sprosta kryzysowi świata?

### „Rozrost Teokracji” (1950)
- Świat: Ośmiodniowy (trzy sesje każdego dnia: poranna, popołudniowa i wieczorna) kongres międzynarodowy w Nowym Jorku (30 lipca–6 sierpnia, Yankee Stadium) – ponad 123 tys. obecnych (w tym 10 tys. delegatów z 67 krajów), rozdanie dyplomów absolwentom 15 klasy Szkoły Gilead.
- Publikacje: Chrześcijańskie Pisma Greckie w Przekładzie Nowego Świata (tom I), To znaczy życie wieczne, Ewolucja przeciw nowemu światu, Obrona oraz prawne ugruntowywanie dobrej nowiny, Pieśni na chwałę Jehowy (śpiewnik).
- Wykład publiczny: Czy możesz na wieki szczęśliwie żyć na ziemi?
- Rezolucja: „Prawdziwe chrześcijaństwo nie toruje drogi do powstania i rozwoju ateistycznego komunizmu”[329].

### Zgromadzenia okręgowe (1949)
- Świat: Deutsche Post wydała okolicznościowy stempel z okazji kongresu w Monachium. W Kobe odbył się pierwszy kongres w Japonii.
- Publikacje: Królestwo – nadzieja całej ludzkości, Rady dla Świadków Jehowy o organizacji teokratycznej.
- Wykład publiczny: Jest później niż myślisz!.

### Zgromadzenia okręgowe (1948)
- Polska: Lublin (2–4 lipca; ponad 2500 obecnych, 124 osoby zostały ochrzczone)[330], Poznań (25–27 czerwca; MTP, pawilon 5; ponad 6000 obecnych, 278 osób zostało ochrzczonych)[331].
- Świat: 3-dniowe kongresy m.in. Houston (7–9 maja), Providence (17–19 września) w Rhode Island, na Alasce, w Czechosłowacji, Niemczech (Berlin i Kassel), Panamie (Bocas del Toro), RPA (Johannesburg).
- Publikacje: Historia Strażnicy, Nieprzemijający władca wszystkich narodów.
- Wykład publiczny: Królestwo – nadzieja całej ludzkości.
- Rezolucja: Przyjęto specjalną rezolucję.

### „Rozrost wszystkich narodów” (1947)
- Polska: Zjazd ogólnokrajowy „Chwalcie Jehowę wszystkie narody” w Krakowie (25, 26 maja), ponad 7 tys. uczestników nosiło plakietki w kształcie fioletowego trójkąta[332], 476 osób zostało ochrzczonych[333]. Wykładu publicznego wysłuchało około 8000 osób. Poza tym zgromadzenia odbyły się m.in. w Jeleniej Górze (12–13.07), w Warszawie (14–16.08), Sopocie (26–28.09), w Szczecinie (22–24.08), w Bydgoszczy (30.04), w Blachowni (11.05), w Tarnowie (11–13.03), i w Teresinie (9–11.09).
- Świat: 5-dniowy (13–17 sierpnia) w Chicago, Los Angeles oraz m.in.: Australia, Austria, Czechosłowacja, Egipt, Francja, Ghana, Hongkong, Indie, Niemcy, Nigeria, Palestyna, Szwajcaria, Włochy oraz kraje skandynawskie.
- Publikacje: Radość dla wszystkiego ludu.
- Wykład publiczny: Nieprzemijający władca wszystkich narodów.
- Rezolucja: Przyjęto specjalną rezolucję.

### „Narody wysławiające Boga” (1947)
- Świat: 4-dniowy w Londynie (3–6 lipca). 3-dniowy kongres na Filipinach (31 marca–2 kwietnia; Manila/Santa Ana)
- Wykład publiczny: Nieprzemijający władca wszystkich narodów.

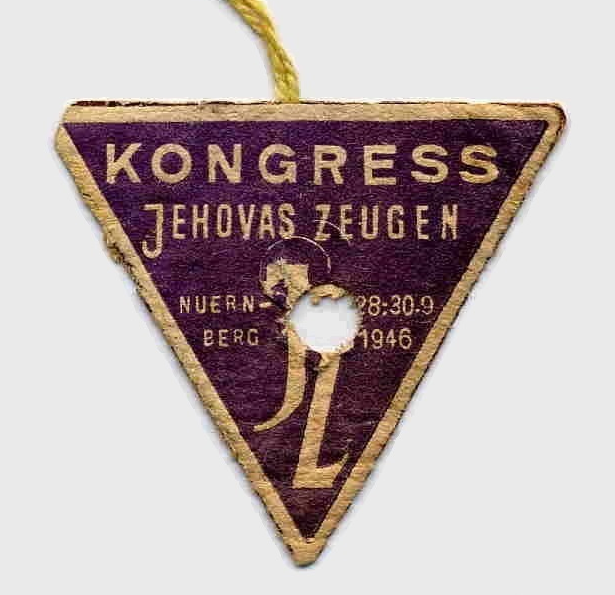
Plakietka kongresowa w kształcie fioletowego trójkąta
(Norymberga, 28–30 września 1946)

### „Weselące się narody” (1946)
- Polska: W czerwcu zgromadzenie odbyło się we wsi Borówek w okolicach Lublina (1500 obecnych, 298 zostało ochrzczonych), a w lipcu w Bukownie (1400 obecnych, ochrzczono 83 osoby). Zgromadzenie krajowe odbyło się we wrześniu w Katowicach (5600 osób)[333].
- Świat: Ośmiodniowy kongres międzynarodowy w Cleveland (4–11 sierpnia) – 80 tys. osób, 302 delegatów z 33 krajów, ochrzczono 2602 osoby[14]. Program w 20 językach, w tym polskim. Inne większe zgromadzenia: Norymberga, São Paulo, Bukareszt, Brno, Magdeburg, Manila, Montreal, Johannesburg.
- Publikacje: „Przebudźcie się!”, Wyposażony do wszelkiego dzieła dobrego, Niech Bóg będzie prawdziwy, „Książę Pokoju”, „Weselcie się, narody”.
- Wykład publiczny: Książę Pokoju.
- Rezolucja i petycja: Przyjęto specjalną rezolucję dotyczącą ogłoszania biblijnego orędzia o panującym od roku 1914 Królestwie Bożym oraz wystosowano petycję do prezydenta Stanów Zjednoczonych Harry’ego Trumana zawierającą prośbę o ułaskawienie około 4300 Świadków Jehowy niesłusznie skazanych i uwięzionych za chrześcijańską neutralność.

### Teokratyczne zgromadzenia (1945)
- Świat: Pierwsze po II wojnie światowej zgromadzenia w Europie, m.in. w Amsterdamie (4 tys. obecnych), Zurychu i Sachsenhausen. Inne miejsca zgromadzeń to m.in. Argentyna, Australia, Filipiny (Lingayen), Kuba, RPA, Stany Zjednoczone i Wielka Brytania[334].
- Publikacje: Teokratyczna pomoc dla głosicieli Królestwa, „Pokorni odziedziczą ziemię”, „Wódz dla narodów”.
- Rezolucja: Przyjęto specjalną rezolucję.

### „Zjednoczeni głosiciele” (1944)
- Świat: Kongres w Buffalo i w Pittsburghu w Stanach Zjednoczonych oraz m.in. w Brazylii, Ghanie, na Kubie, w Wielkiej Brytanii, Szwajcarii i Zimbabwe (wówczas Rodezja Południowa).
- Publikacje: American Standard Version, Śpiewnik służby Królestwa, „Przybliżyło się Królestwo”, Jeden świat, jeden rząd, „Królestwo Boże jest bliskie”, Nadchodzące odrodzenie świata, Religia zbiera wicher.
- Rezolucja: Przyjęto specjalną rezolucję.

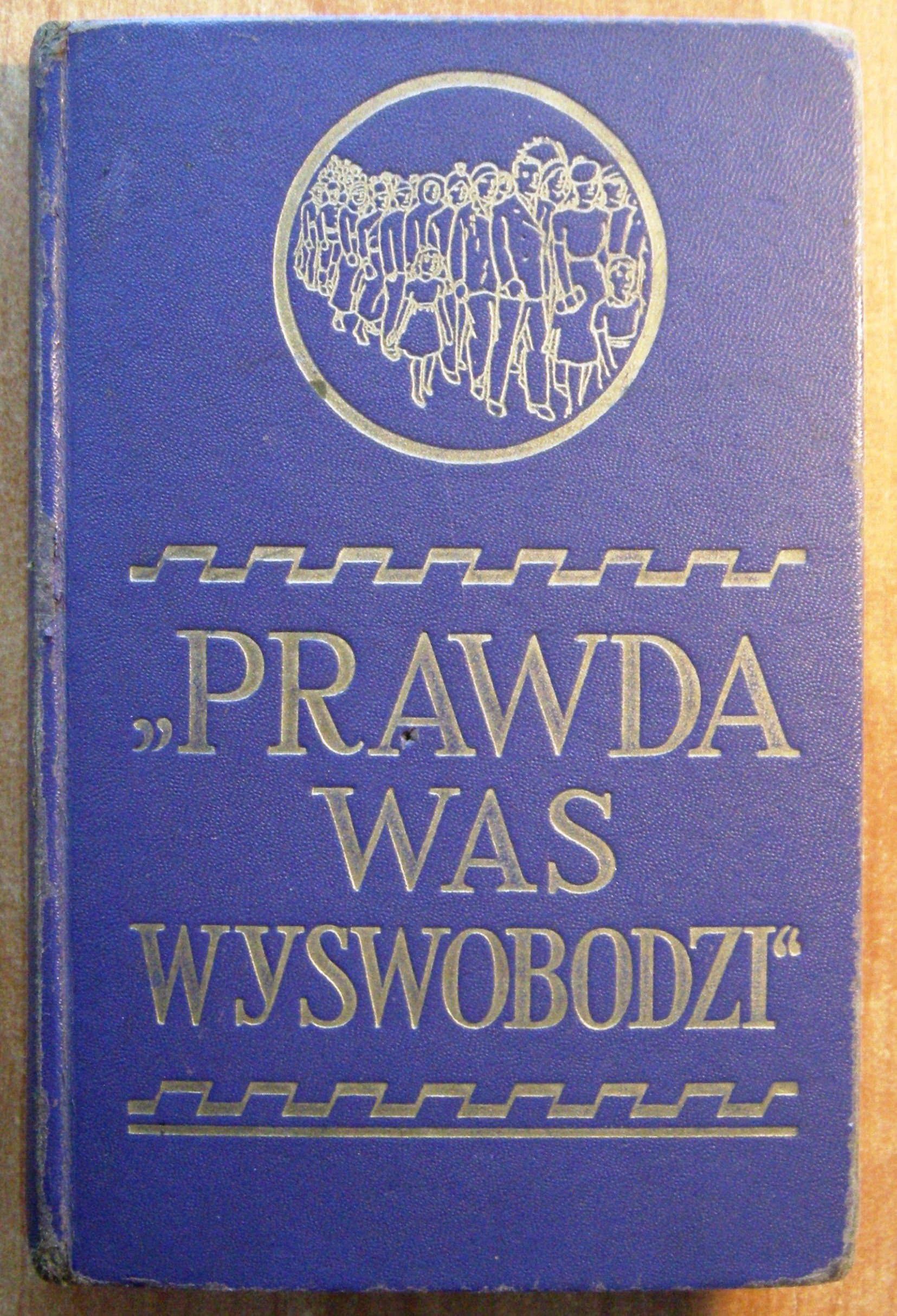
Podręcznik Prawda was wyswobodzi – wydanie ogłoszono na kongresie w 1943 roku

### „Wezwanie do czynu” (1943)
- Świat: 300 kongresów w Stanach Zjednoczonych[335], 23 w Kanadzie oraz m.in. we Francji, Szwajcarii, Afryce Południowej i na Jamajce. Ogłoszono wprowadzenie na zebraniu zborowym kursu służby teokratycznej[336].
- Publikacje: Kurs Służby Teokratycznej.

### „Wolny naród” (1943)
- Świat: 100 kongresów w Stanach Zjednoczonych (167 tys. obecnych), 15 w Wielkiej Brytanii, 10 w Afryce Południowej, 7 w Australii, 6 w Brazylii oraz m.in. w Afryce Zachodniej, Indiach, Meksyku, Nowej Zelandii, Szwecji, na Barbadosie, Hawajach, Kubie, Jamajce i Trynidadzie. Ogłoszono wprowadzenie Kursu Służby Królestwa.
- Publikacje: „Prawda was wyswobodzi”, Przedstawianie „tej ewangelii Królestwa”, Walka o wolność na domowym froncie, Wolność w Nowym Świecie, Wolność wyznania.
- Wykład publiczny: Wolność w Nowym Świecie.
- Rezolucja: Przyjęto specjalną rezolucję[337].

### „Nowy świat” (1942)
- Świat: 85 trzydniowych zjazdów w tym 52 w Stanach Zjednoczonych, z których wiele połączono telefonicznie z głównym miastem kongresowym – Cleveland w stanie Ohio, 18–20 września – 26 tys. obecnych. Ogłoszono wprowadzenie współpracy w zborach (co sześć miesięcy) przez tzw. sług dla braci (obecnie nadzorcy podróżujący). Ogólna liczba obecnych wyniosła 156 424 osoby, a ochrzczono 4992 osoby.
- Publikacje: Biblia króla Jakuba, Nowy świat, Nadzieja – dla zmarłych, dla ocalałych – w sprawiedliwym świecie, Pokój – czy może być trwały?, Instrukcje organizacyjne, Ludzie dziś mają prawo do dobrej nowiny.
- Wykład publiczny: Pokój – czy może być trwały? Nathan H. Knorr na podstawie proroctwa z Księgi Objawienia 17:8 wyjaśnił, że II wojna światowa nie przeobrazi się w bitwę Armagedonu, ale że się skończy i na jakiś czas zapanuje pokój. Czas ten trzeba będzie wykorzystać na rozwinięcie działalności kaznodziejskiej Świadków Jehowy na całym świecie.

### Teokratyczne zgromadzenia (1941)
- Świat: W Saint Louis (Missouri) – 115 tys. obecnych. W ostatnim dniu tzw. Dniu Dzieci, ok. 15 tys. młodych osób otrzymało książkę Dzieci. W Leicester (Wielka Brytania), 3–7 września odbył się największy do tamtej pory kongres w Anglii (12 tys. obecnych)[338]. Pozostałe kongresy m.in. w Australii[339].
- Publikacje: Dzieci, Bóg a państwo, Pociecha dla wszystkich pogrążonych w żałości, Teokracja, W obronie sług Jehowy, Wzorcowe studium nr 3.
- Wykład główny: Dzieci Króla.
- Rezolucja: Przyjęto specjalną rezolucję.

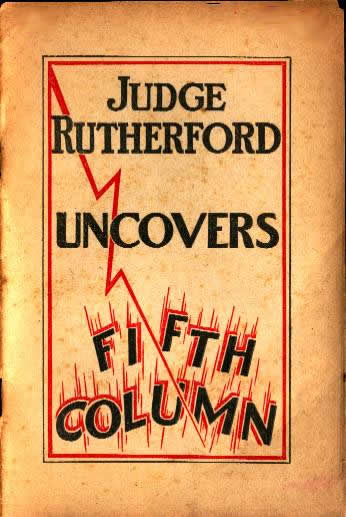
Broszura Sędzia Rutherford demaskuje piątą kolumnę – wydanie ogłoszono na kongresie w 1940 roku

### Teokratyczne Zgromadzenie (1940)
- Świat: Zgromadzenia w Stanach Zjednoczonych m.in. w Detroit oraz w Wielkiej Brytanii.
- Publikacje: Religia, Koniec nazizmu, Sędzia Rutherford demaskuje piątą kolumnę, Spisek przeciw demokracji, Uchodźcy, Zadowoleni.
- Rezolucja: Przesłanie nadziei.

### Walny Zjazd 1939
- Świat: Zgromadzenie w Nowym Jorku oraz m.in. w Nowej Zelandii.
- Publikacje: Zbawienia, Faszyzm czy wolność, Neutralność, Porady dla głosicieli Królestwa, Rząd i pokój, Wolność głoszenia, Wzorcowe studium nr 2.
- Rezolucja: Rząd i pokój.

### Walny Zjazd 1938
- Świat: Oprócz zgromadzeń w Stanach Zjednoczonych, odbyły się jeszcze m.in. w Sydney (Leichhardt Stadium, 22–25 kwietnia) i Londynie.
- Rezolucje: Ostrzeżenie!, Organizacja (dotycząca dokonywania zamianowań starszych w zborze).

### Walny Zjazd 1937
- Świat: Sześciodniowe zgromadzenie w Columbus w Stanach Zjednoczonych (15–20 września), oraz m.in. w Paryżu (20–23 sierpnia dla Wielkiej Brytanii i Europy Zachodniej) i Pradze (28–30 sierpnia dla Europy Wschodniej). Ogłoszono postanowienie o zamianowywaniu pionierów specjalnych[336].

### Walny Zjazd 1936
- Świat: „Walne zjazdy” m.in. kongres międzynarodowy w Lucernie[340], kongres w Glasgow z udziałem J.F. Ruterforda[341].
- Rezolucja: Protest przeciw reżimowi hitlerowskiemu.

### Walny Zjazd 1935
- Świat: 30 maja–3 czerwca zgromadzenie w Waszyngtonie (20 tys. obecnych, 840 ochrzczonych) oraz w Atlancie, Los Angeles i w innych miastach świata (m.in. w Auckland, Brisbane, Londynie, Melbourne, Monterrey i Warri). Niektóre wykłady były transmitowane przez stacje radiowe oraz liniami telefonicznymi do Ameryki Środkowej i Południowej, Europy, Afryki Południowej, do krajów Pacyfiku i Dalekiego Wschodu. Dwa czołowe dzienniki waszyngtońskie zerwały umowę o opublikowanie jego treści. W trzech punktach Waszyngtonu i w 40 innych miejscach wokół miasta rozmieszczono samochody z megafonami, dzięki czemu wykładu wysłuchało dodatkowo około 120 000 osób.
- Wykład publiczny: Rząd.
- Rezolucja Rząd.

### Walny Zjazd 1934
- Świat: Kongres międzynarodowy m.in. w Pradze, w Londynie, Toronto i w Stanach Zjednoczonych oraz zjazdy w innych miastach świata. W dniach od 7 do 9 września 1934 roku kongres w Bazylei poświęcony sytuacji w Niemczech.
- Rezolucja: Protest.

### Walny Zjazd 1933
- Świat: 25 czerwca zorganizowano w Berlinie zgromadzenie pomimo wprowadzonego dzień wcześniej oficjalnego zakazu działalności w Niemczech. Było na nim ok. 7 tys. obecnych. We wrześniu na kongres do Szwajcarii udało się dotrzeć około 300 osobom z Niemiec, a około 700 zostało aresztowanych przy granicy. Zjazdy także odbyły się w innych miastach świata (m.in. 6 i 7 lipca we Wrocławiu oraz Erfurcie, Kolonii, Ostrawie i Wiedniu).
- Rezolucja: Oświadczenie, w której potępiono prześladowania Świadków Jehowy w Niemczech. Rozpowszechniono ją na ulicach w nakładzie 2,1 mln egz.

### Walny Zjazd 1932
- Świat: Zgromadzenie międzynarodowe m.in. w Pradze (14–16 maja, Teatr Variete, ponad 1500 obecnych)[342], Pittsburghu, Sydney oraz innych miastach świata.
- Rezolucja: Organizacja.

### Zgromadzenie 1931
- Polska: Zgromadzenie w Łodzi.

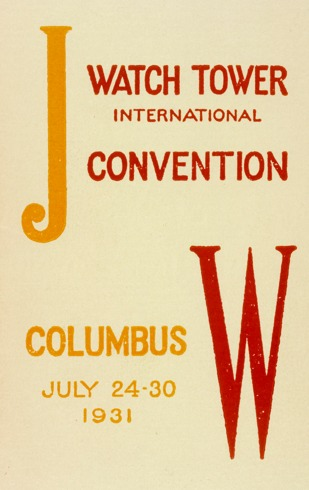
Program zgromadzenia z literami:
JW – Jehovah’s Witnesses

- Świat: Kongresy międzynarodowe, np. 7-dniowy w Columbus w Stanach Zjednoczonych (24–30 lipca; 15 tys. obecnych, część programu była transmitowana przez należące do Towarzystwa Strażnica radio WBBR, służące krzewieniu audycji o tematyce biblijnej oraz przez 450 stacji radiowych w Ameryce Północnej, Australii i Europie[343]), Paryż (23–26 maja, ok. 3 tys. obecnych z 23 krajów, program tłumaczony z j. angielskiego na francuski, niemiecki i polski)[344] oraz 166 zjazdów m.in. w Berlinie, Pradze, Madrasie i Oslo[345].
- Publikacje: Usprawiedliwienie
- Rezolucje: Nowe imię wygłoszona 26 lipca w Columbus o treści:

„Jesteśmy sługami Jehowy Boga upoważnionymi do wykonania w Jego imieniu pewnego dzieła, mianowicie dawania – zgodnie z Jego przykazaniem – świadectwa o Jezusie Chrystusie i powiadamiania ludzi, iż Jehowa jest prawdziwym i wszechmocnym Bogiem. Z radością więc obieramy i przyjmujemy imię, które Pan Bóg wypowiedział swymi ustami, i pragniemy, by nas znano pod tym imieniem i nazywano nim, a mianowicie: Świadkowie Jehowy” oraz rezolucja: Przestroga od Jehowy (pełny tekst rezolucji wydrukowano w broszurze Królestwo – nadzieja świata, którą wręczano duchownym, politykom i biznesmenom).

### Zgromadzenie 1930
- Polska: W konwencji w Warszawie, która odbyła się w dniach 7–9 czerwca 1930 roku w sali przy ul. Nowy Zjazd 1, uczestniczyło ponad 300 osób, a ochrzczono 52. Obecni byli delegaci z całej Polski oraz zagraniczni przedstawiciele Towarzystwa Strażnica (m.in. Łabuszewski z Berlina oraz Martin Harbeck z Biura Europejskiego w Szwajcarii). W programie konwencji była również prowadzona działalność kaznodziejska na terenie Warszawy, w której uczestniczyło 142 głosicieli[348].
- Świat: Zgromadzenia m.in. w Stanach Zjednoczonych i Kanadzie i w innych miastach świata (np. w Lipsku).

### Zgromadzenie 1929
- Polska: 5 zgromadzeń.
- Świat: Zgromadzenia m.in. w Ameryce Północnej i innych miastach świata (m.in. w Lens i Lipsku).

### Zgromadzenie 1928
- Polska: Konwencja Generalna w Warszawie. Na niewielkich zgromadzeniach było obecnych około 300 wyznawców.
- Świat: Kongres międzynarodowy w Detroit w Stanach Zjednoczonych (30 lipca–6 sierpnia), program transmitowany przez 107 radiostacji. Zgromadzenia także w innych miastach świata (m.in. 10 i 11 listopada w Gdańsku).
- Publikacje: Rząd.
- Rezolucja: Deklaracja przeciw Szatanowi, a za Jehową.

### Zgromadzenie 1927
- Polska: Kilka zgromadzeń (m.in. w Krakowie, 25, 26 grudnia, około 225 obecnych).
- Świat: Zgromadzenie międzynarodowe w Toronto, program transmitowały 53 stacje radiowe. Pozostałe zgromadzenia w Glasgow, Berlinie oraz w innych miastach Ameryki Północnej i Europy.
- Rezolucja: Wolność dla ludzi (opublikowana w broszurze pod tym samym tytułem).

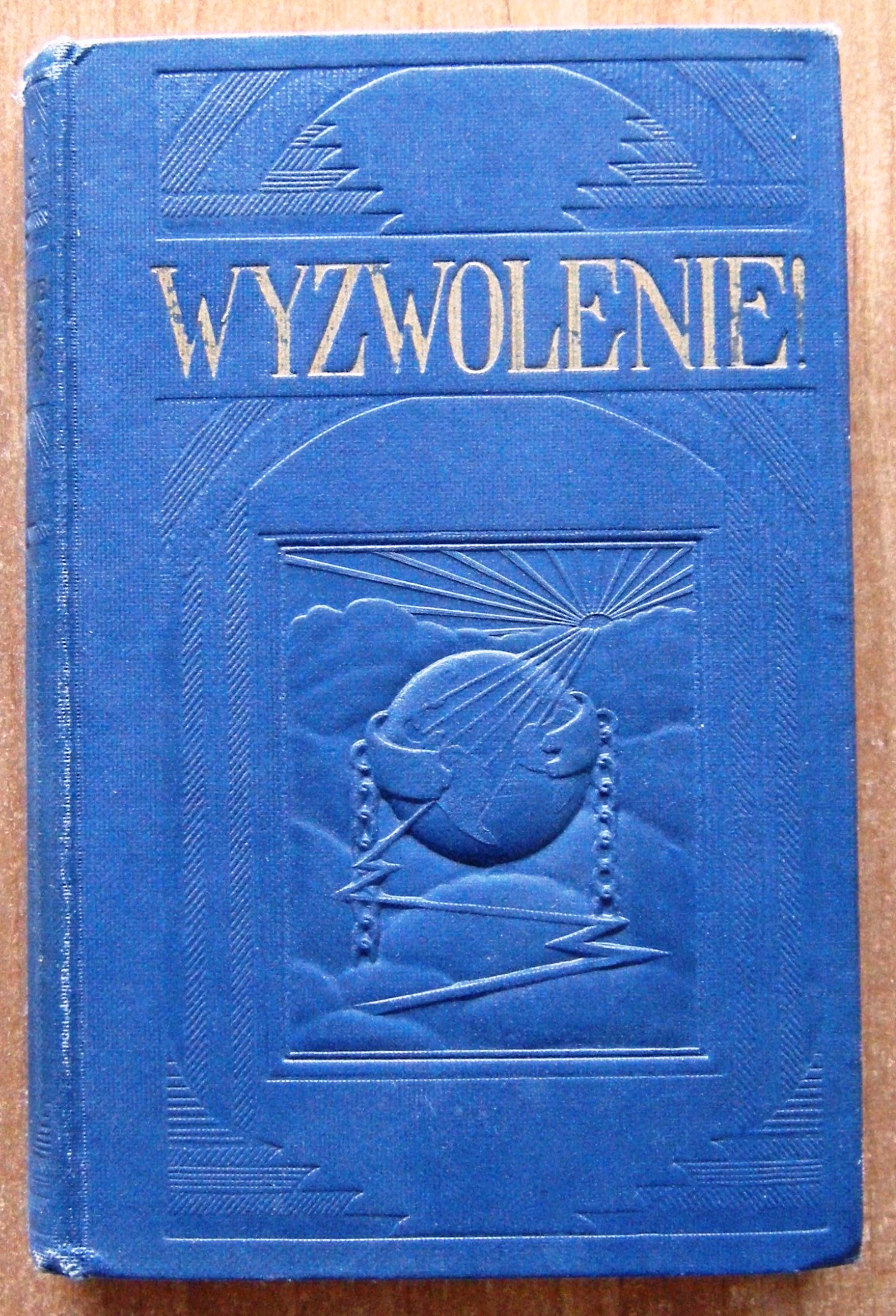
Książka Wyzwolenie – wydanie ogłoszono na zgromadzeniu w 1926 roku

### Zgromadzenie 1926
- Polska: 15 konwencji.
- Świat: Zgromadzenia w Londynie (Alexandra Palace oraz Royal Albert Hall) z udziałem prezesa Towarzystwa Strażnica, pozostałe zgromadzenia: Magdeburg (Niemcy), Bazylea (Szwajcaria).
- Publikacje: Wyzwolenie.
- Rezolucja: Świadectwo dla władców świata (opublikowana w nakładzie 50 mln egz. w traktacie o tym samym tytule).

### Zgromadzenie 1925
- Polska: 11 zgromadzeń, m.in. 15, 16 sierpnia w Andrychowie (około 250 obecnych), w Plutyczach (około 100 obecnych), w Królewskiej Hucie (Chorzowie) (30 sierpnia–1 września; ponad 600 obecnych).
- Świat: Zgromadzenie w Indianapolis oraz w Pinerolo we Włoszech, Örebro w Szwecji, Magdeburgu w Niemczech oraz w innych miastach świata.
- Publikacje: Powrót naszego Pana.
- Rezolucja: Poselstwo nadziei (opublikowana w formie traktatu w nakładzie 50 mln egz.).

### Zgromadzenie 1924
- Polska: 16 konwencji (zjazdów)[349], m.in. w lipcu w Łodzi (200 obecnych); 17 sierpnia w Woli Batorskiej koło Krakowa (około 100 obecnych); 15–17 sierpnia w Lublinie (około 200 obecnych); w Chrzanowie-Kątach (200 obecnych); 1–3 listopada w Jaworznie–Borach (około 350 obecnych); 25–29 grudnia w Warszawie.
- Świat: Zgromadzenie (20–27 lipca) w Columbus (stan Ohio, Stany Zjednoczone). Zagraniczne delegacje. Przemówienia w językach arabskim, angielskim, francuskim, greckim, litewskim, niemieckim, polskim, rosyjskim, ukraińskim, węgierskim i włoskim, a także w językach skandynawskich. Część programu nadawano drogą radiową. Gazeta Ohio State Journal publikowała sprawozdanie z każdego dnia[350]. Kongresy odbyły się również w innych miastach świata.
- Rezolucja: Oskarżenie duchowieństwa (opublikowana w traktacie w nakładzie 50 mln egz.).

### Zgromadzenie 1923
- Świat: Zgromadzenie (18–26 sierpnia; 30 tysięcy obecnych) w Los Angeles. Zgromadzenia odbyły się również w Pasadenie (30 sierpnia) oraz w Kanadzie (31 marca w Winnipeg, 5 sierpnia w Winnipeg około 7000 obecnych), Niemczech, Szwajcarii, Wielkiej Brytanii, Francji i innych państwach świata[351].
- Rezolucja: Ostrzeżenie dla wszystkich chrześcijan (opublikowana w traktacie).

### Zgromadzenie 1922
- Polska: Kilka zgromadzeń (108 osób ochrzczono)[352].
- Świat: Zgromadzenie (5–13 września) w Cedar Point w stanie Ohio w Stanach Zjednoczonych, 18 tys. obecnych. W piątek 8 września, J.F. Rutherford wygłosił przemówienie „Przybliżyło się królestwo niebieskie”. Kongresowi temu towarzyszyły wszędzie widoczne litery: ADV. W trakcie przemówienia Rutherforda, gdy dwukrotnie powtórzył „rozgłaszajcie” rozwinięto hasło: „Rozgłaszajcie wieść o Królu i jego Królestwie” (ADV to pierwsze litery słowa „advertise” – „rozgłaszajcie”)[353]. Program tego kongresu został sfilmowany[354]. Zgromadzenia odbyły się one też w Australii oraz w Lipsku, Filadelfii, Wiedniu, Klagenfurcie, Grazu i innych miastach. W jeden dzień zgromadzenia obecni uczestniczyli w grupowym świadczeniu od domu do domu, rozpowszechniając ok. 10 tys. książek.
- Rezolucja: Wezwanie do przywódców świata (opublikowana jako traktat).

### Zgromadzenie 1921
- Polska: W październiku w Krakowie zorganizowano pierwszy kongres w Polsce[55]. 30 października–2 listopada pierwszy Walny Zjazd (500 obecnych; 14 osób ochrzczono)[352].
- Świat: Zgromadzenie w Nowym Jorku, Winnipeg w Kanadzie i innych miastach świata.
- Rezolucja: Petycja, do uczestników międzynarodowej Konferencji Waszyngtońskiej (w sprawie ograniczenia zbrojeń).

### Zgromadzenie 1920
- Świat: Zgromadzenia m.in. w Wielkiej Brytanii, Niemczech (m.in. 18–21 lipca w Gdańsku), Francji, Szwajcarii, Kanadzie, Stanach Zjednoczonych (San Francisco)[355].

### Zgromadzenie 1919

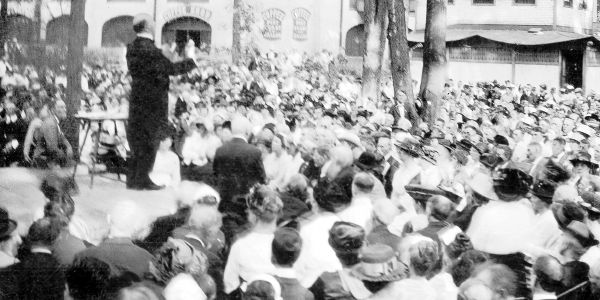
Joseph F. Rutterford przemawia podczas zgromadzenia w Cedar Point (wrzesień 1919)

- Świat: Zgromadzenie w Cedar Point w Stanach Zjednoczonych (1–8 września, 7 tys. obecnych, 300 ochrzczonych). J.F. Rutherford oświadczył: Misją chrześcijanina na ziemi (...) jest głoszenie orędzia o sprawiedliwym Królestwie Pana, które zapewni błogosławieństwa całemu wzdychającemu stworzeniu[356][336]. Kongresy także m.in. w Los Angeles (4 maja, Clune’s Auditorium, 3500 słuchaczy, dla około 600 zabrakło miejsc, dlatego 5 maja zorganizowano dodatkowe zgromadzenie dla 1500 osób) w Pittsburghu, Paryżu, Lipsku, w kilku miastach Kanady, na Barbadosie oraz w innych miastach świata.
- Publikacje: Nowe czasopismo „Złoty Wiek” (obecnie „Przebudźcie się!”)[357].

### Zgromadzenie 1918
- Świat: Ponad 40 zgromadzeń m.in. w Los Angeles, w Cleveland (1200 obecnych, a ochrzczono 42), w Milwaukee, w Pittsburghu oraz w Kanadzie.
- Wykład publiczny: Świat się skończył – miliony ludzi z obecnie żyjących mogą nigdy nie umrzeć.
- Rezolucja: Petycja do rządu Stanów Zjednoczonych.

### Zgromadzenie 1917
- Świat: 6, 7 stycznia w Carnegie Hall w Pittsburghu, pierwsza konwencja po śmierci C.T. Russella, połączona z walnym zgromadzeniem akcjonariuszy i wyborami Zarządu. Uczestniczyło w niej około 1500 osób[358]. Zgromadzenie w Bostonie oraz w innych miastach Ameryki Północnej (m.in. w Tacomie[359]) i Europy.

### Zgromadzenie 1916
- Świat: Zgromadzenie w Niagara Falls oraz w Ameryce Północnej (Trasa konwencyjna Charlesa T. Russella: styczeń–październik 1916)[n] i Europie.

### Zgromadzenie 1915
- Świat: Zgromadzenia w Ameryce Północnej (Trasa konwencyjna Charlesa T. Russella: sierpień–grudzień 1915)[o] i Europie (m.in. 23 maja w Szczecinie).

### Zgromadzenie 1914
- Świat: Zgromadzenia m.in. w Clinton i Saratoga Springs w Stanach Zjednoczonych oraz w Durbanie (34 obecnych, 16 ochrzczonych)[360].

### Zgromadzenie 1913
- Świat: Konwencje Generalne: Pertle Springs (Warrensburg), Hot Springs, Los Angeles, San Francisco, Madison, Springfield, Asheville, Toronto (Kanada), Londyn (Anglia), Glasgow (Szkocja). Zgromadzenia m.in. w Kanadzie, Stanach Zjednoczonych, Francji, Wielkiej Brytanii, na Jamajce i w Niemczech. W czerwcu w Kansas City jednodniowy kongres rozpoczął ich serię w Ameryce Północnej. Grupa 240 Badaczy Pisma Świętego przez miesiąc przemierzała wynajętym pociągiem Stany Zjednoczone i Kanadę, rozpoczynając drugą serię kongresów na trasie podróży transkontynentalnej (m.in. Perle Springs (Missouri), Hot Springs (Arkansas), Los Angeles, San Francisco, Kalifornia, Madison (Wisconsin), Springfield (Massachusetts), Asheville (Karolina Północna) i Toronto)[361].
- Rezolucja: przyjęto rezolucję dotyczącą korzystania z filmów i stereoskopowych przezroczy w ewangelizacji[362].

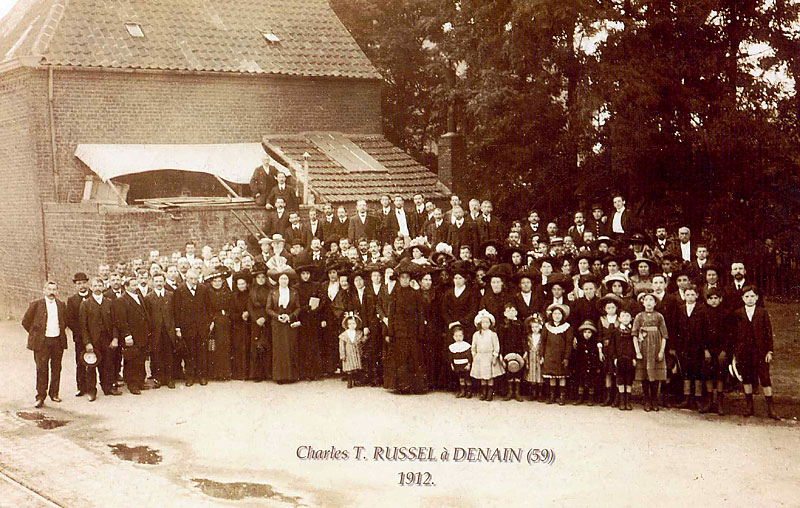
Konwencja Badaczy Pisma Świętego z udziałem C.T. Russella, Denain (Francja), 1912

### Zgromadzenie 1912
- Świat: Pięciodniowe zgromadzenia m.in. w Kanadzie, Stanach Zjednoczonych, Niemczech, Wielkiej Brytanii i Szwajcarii. Między innymi na konwencji w Waszyngtonie (7–14 lipca) przez głosowanie odrzucono naukę o literalnym „jeziorze piekielnego ognia”.

### Zgromadzenie 1911
- Świat: Pierwsza seria kongresów na trasie podróży transkontynentalnej: Indianapolis, St. Louis, Kansas City, Wichita, Pueblo, Colorado Springs, Denver, Salt Lake City, Los Angeles, Pasadena, Santa Cruz, San Francisco, Oakland, Sacramento, Portland, Tacoma, Seattle, Victoria, Vancouver, Calgary, Winnipeg, Duluth i Huron oraz Toronto. Zgromadzenia m.in. w Stanach Zjednoczonych (m.in. 1–11 września Mountain Lake Park, blisko 6000 uczestników), w Kristianii (Norwegia), w Barmen-Elberfeld, Lipsku i Dreźnie (Niemcy) oraz w Zurychu (Szwajcaria).

### Zgromadzenie 1910
- Świat: Zgromadzenia w Ameryce Północnej i Europie. W Stanach Zjednoczonych m.in. siedmiodniowa konwencja w Jamestown w Celeron Auditorium nad jeziorem Chautauqua gdzie C.T. Russell wygłosił przemówienie zatytułowane „Cena Federacji Kościołów” do licznego grona duchownych protestanckich oraz zorganizował specjalne zebranie ponad 500 starszych, diakonów i pielgrzymów[363].

### Zgromadzenie 1909
- Świat: Zgromadzenia w Ameryce Północnej i Europie.

### Zgromadzenie 1908

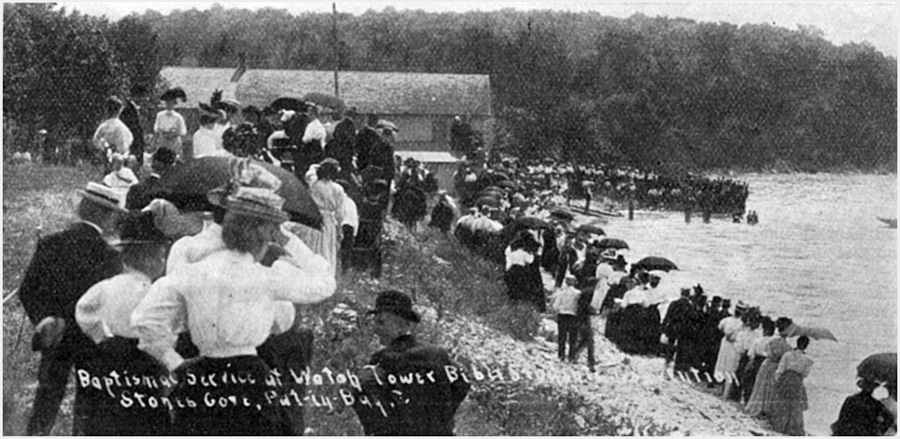
Chrzest na 10-dniowej konwencji w Put-in-Bay, do którego przystąpiły 363 osoby (wrzesień 1908)

- Świat: Zgromadzenia m.in. w Halifax (Nowa Szkocja, 1200 obecnych), Truro (700), Bangor (800), Cincinnati, „Naprzód ku zwycięstwu!”[364] Put-in-Bay (ok. 3500 obecnych), Annotto Bay (Jamajka) oraz w Barmen-Elberfeld (120) i Dreźnie (70) w Niemczech. Na kongresie w Cincinnati zaprezentowano brzaskomobil[365].

### Zgromadzenie 1907
- Świat: Zgromadzenie m.in. w Niagara Falls w Stanach Zjednoczonych oraz w Dreźnie w Niemczech.

### Zgromadzenie 1906
- Świat: Zgromadzenia w Ameryce Północnej i Europie.

### Zgromadzenie 1905
- Świat: Zgromadzenia w Stanach Zjednoczonych i Kanadzie oraz w Kingston na Jamajce, w Kristianii w Norwegii, w Barmen-Elberfeld w Niemczech.

### Zgromadzenie 1904
- Świat: Delegaci udający się na zjazd w Saint Louis (stan Missouri) skorzystali ze zniżek kolejowych związanych ze zorganizowaną w tym mieście wystawą światową. Zgromadzenia w Ameryce Północnej i Europie (m.in. w Barmen-Elberfeld).

### Zgromadzenie 1900
- Świat: Trzy Walne Zgromadzenia (m.in. Chicago z udziałem ok. 250 osób; Filadelfia), w Stanach Zjednoczonych i Kanadzie odbyło się dodatkowo 13 zgromadzeń lokalnych.

### Zgromadzenie 1899
- Świat: Zgromadzenia m.in. w Stanach Zjednoczonych (Saint Louis: 250 osób, 25 zostało ochrzczonych), Kanadzie i na Jamajce.

### Zgromadzenie 1893

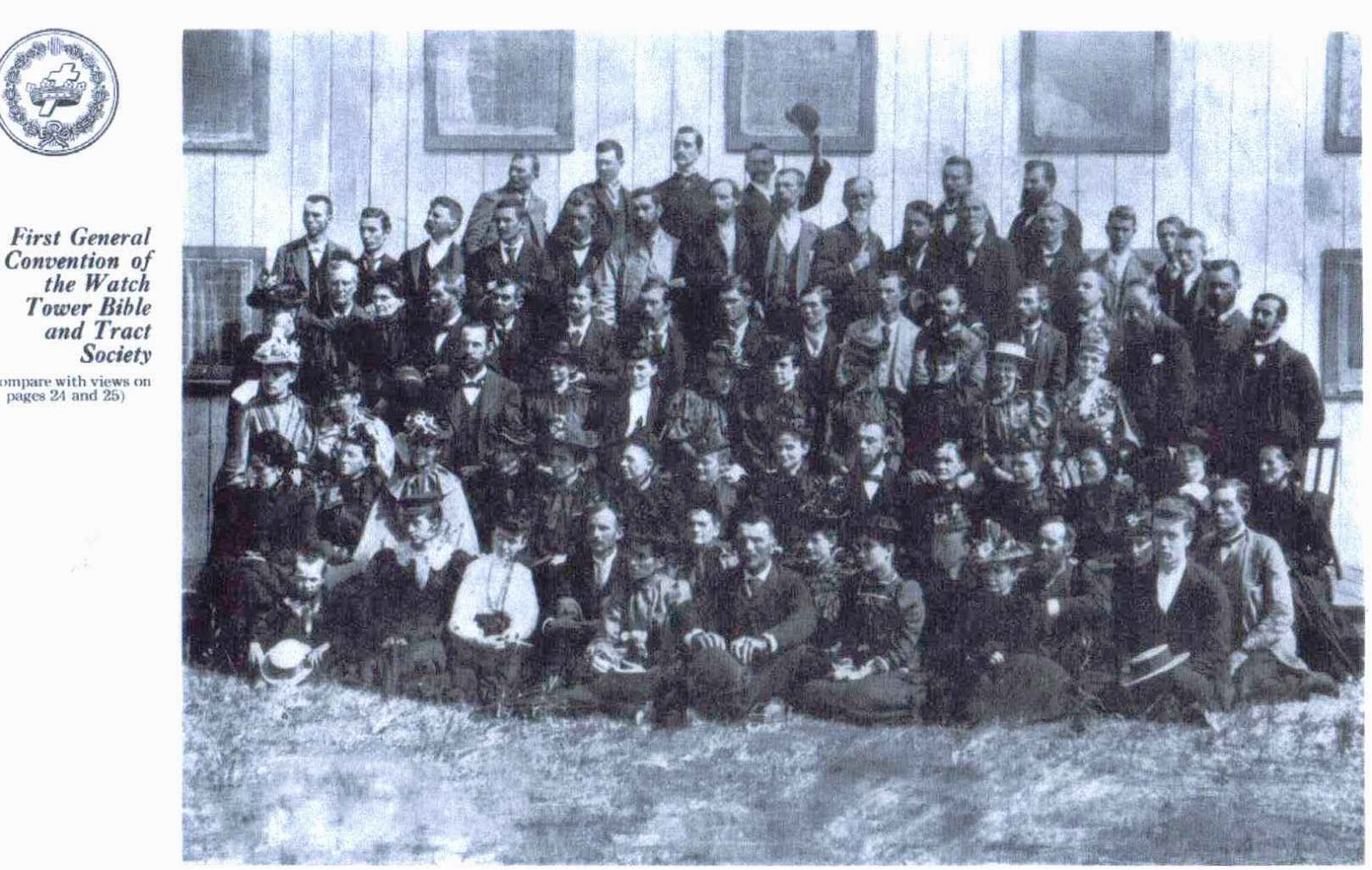
Grupa uczestników Pierwszej Konwencji Generalnej, sierpień 1893 Chicago

- Świat: Od 20 do 24 sierpnia odbyła się Pierwsza Konwencja Generalna w Chicago w stanie Illinois w Stanach Zjednoczonych, na którym obecnych było 360 osób ze Stanów Zjednoczonych i Kanady, a 70 ochrzczono. Zgromadzenia odbyły się też m.in. w Kanadzie i na Jamajce. Program obejmował specjalne sesje dla kolporterów podczas których omawiano metody głoszenia oraz dzielono się przeżyciami ze służby i praktycznymi radami.

### Zgromadzenie 1892
- Świat: Od 7 do 14 kwietnia odbyło się zgromadzenie w Allegheny z okazji dorocznego święta upamiętniającego śmierć Jezusa Chrystusa. Obecnych było około 400 osób z 20 stanów Stanach Zjednoczonych i z kanadyjskiej prowincji Manitoba. Program zjazdu obejmował pięć dni intensywnego studium Biblii i dwudniowe szkolenie dla kolporterów[366].

### Zgromadzenie 1891
- Świat: Pierwsze oficjalnie zapowiedziane zgromadzenie, które odbyło się pod koniec lutego w Toronto (700 obecnych)[367] oraz kolejne (19–25 kwietnia) w Allegheny z okazji dorocznego święta upamiętniającego śmierć Jezusa Chrystusa[368].
- Publikacje: 3 tom Wykładów Pisma Świętego pod tytułem Przyjdź Królestwo Twoje.

### Zgromadzenie 1889
- Świat: Konwencja w Allegheny (po raz pierwszy sporządzono sprawozdanie: 225 obecnych, 22 zostało ochrzczonych)[369].

### Zgromadzenie 1886
- Świat: Pierwsze trzydniowe „walne zgromadzenie” (Pittsburgh, Stany Zjednoczone) zorganizowane w okresie Pamiątki przypadającej na 18 kwietnia. Równocześnie w „Strażnicy” wystosowano zachętę do udziału w tym zgromadzeniu[370].

## Zgromadzenia obwodowe

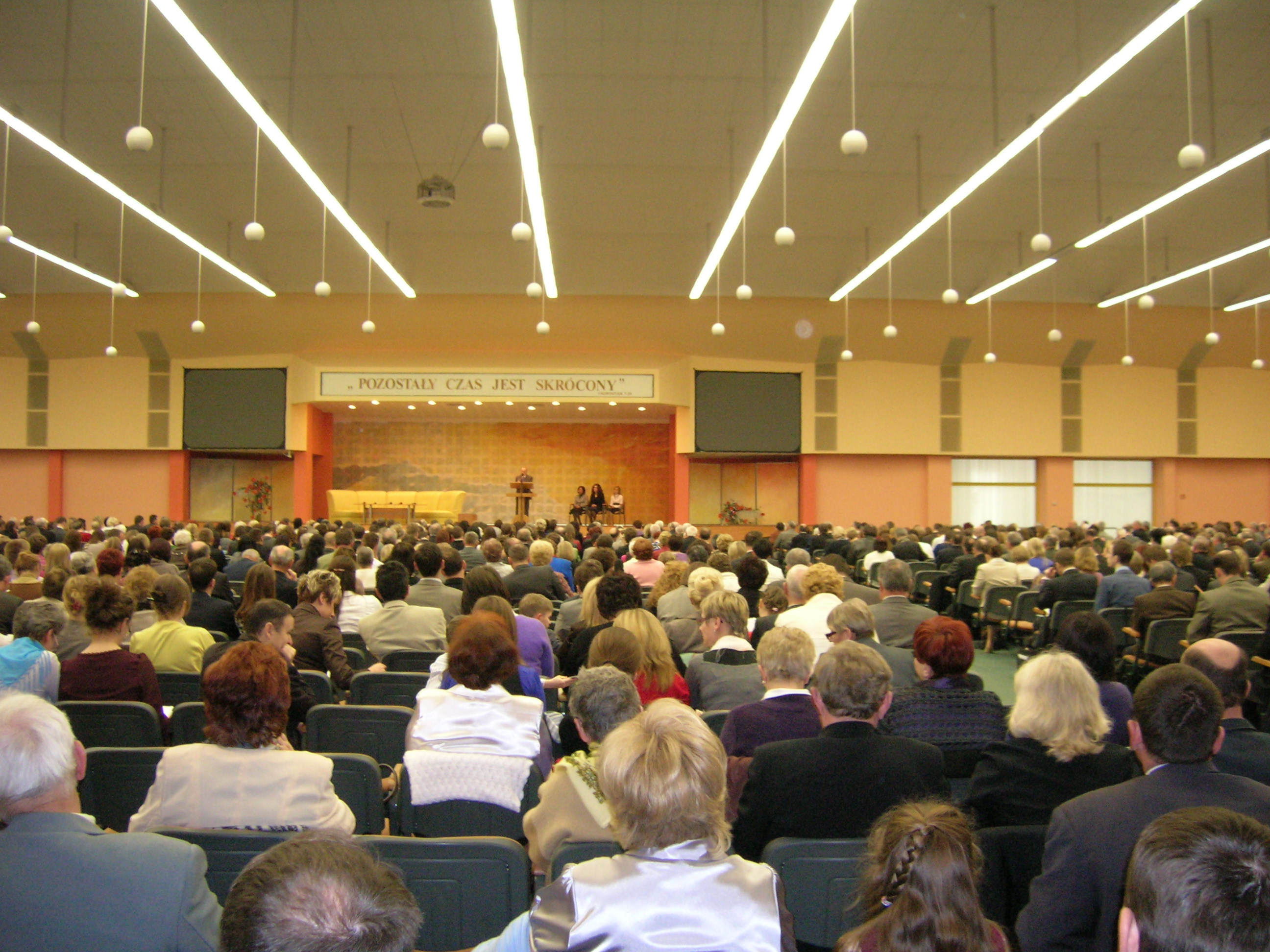
Zgromadzenie obwodowe w Sali Zgromadzeń w Centrum Kongresowym Świadków Jehowy w Sosnowcu (2010)

Oprócz kongresów regionalnych i międzynarodowych każdy obwód (ok. 20 zborów, do 2500 obecnych) spotyka się dwa razy w roku na jednodniowych zgromadzeniach obwodowych w cyklu jesienno-wiosennym. Zgromadzenia te zaczęto organizować w roku 1938. Nazywano je wówczas zgromadzeniami strefowymi.
Przebieg zgromadzeń obwodowych jest podobny do większych kongresów choć ich program nie zawiera materiałów filmowych. Podawane są na nich rady biblijne i zachęty – w formie wykładów, dyskusji, sympozjów, scenek, pokazów, lokalnych doświadczeń głosicieli i wywiadów z poszczególnymi osobami. W programie uwzględnia się miejscowe potrzeby oraz udziela się rad, dotyczących danej grupy zborów (obwodu). W jednym z nich udział bierze przedstawiciel Biura Oddziału. W trakcie zgromadzenia obwodowego odbywa się również chrzest nowych członków (przez całkowite zanurzenie).
W latach 1987–2014 (w Polsce od 1990 roku) odbywały się jednodniowe zgromadzenia specjalne. Przebieg i liczebność była podobna jak w zgromadzeniu obwodowym. W zgromadzeniu brał udział przedstawiciel Biura Oddziału.
Na każde zgromadzenie przygotowuje się główną myśl przewodnią powiązany z myślą przewodnią kongresu regionalnego. Jest nią wybrany werset biblijny. Program ustala Ciało Kierownicze Świadków Jehowy. Od września 2014 roku każdego roku odbywają się dwa jednodniowe zgromadzenia obwodowe (zamiast jednodniowego zgromadzenia specjalnego i dwudniowego zgromadzenia obwodowego). W Polsce co roku organizuje się ponad 250 zgromadzeń obwodowych.
W marcu 2020 roku w związku z pandemią COVID-19 Ciało Kierownicze Świadków Jehowy zadecydowało o odwołaniu wszystkich zaplanowanych zgromadzeń z osobistym udziałem obecnych. Nagrany wcześniej program z poszczególnych Biur Oddziału został udostępniony w formie elektronicznej. W marcu 2021 roku Świadkowie Jehowy przygotowali nową stronę internetową do transmisji na żywo programu zgromadzeń obwodowych (z udziałem nadzorcy obwodu) – JW Stream–Studio. Poszczególne punkty programu były przestawiane „na żywo” z mieszkań. W związku z pandemią COVID-19 od 9 marca 2020 roku do 31 grudnia 2022 roku również organizowanie zgromadzeń obwodowych w obiektach (w tym w Salach Zgromadzeń) z osobistym udziałem obecnych zostało wstrzymane.

### Lista zgromadzeń obwodowych jednodniowych (od 2014)
| Rok       | Zgromadzenie obwodowe (z udziałem nadzorcy obwodu) – myśl przewodnia | Zgromadzenie obwodowe (z udziałem przedstawiciela Biura Oddziału) – myśl przewodnia |
| --------- | -------------------------------------------------------------------- | ----------------------------------------------------------------------------------- |
| 2024/2025 | „Zachowujcie się w sposób godny dobrej nowiny” (Filipian 1:27).      | „Nie wstydzimy się dobrej nowiny” – (Rzymian 1:16).                                 |
| 2023/2024 | 'Wyczekujmy Jehowy'! (Psalm 130:6)                                   | Zaznawajmy odpoczynku Bożego! (Hebrajczyków 4:11)                                   |
| 2022/2023 | Zjednoczona rodzina Jehowy (Efezjan 4:3)                             | Przyjaciele pokoju (Łukasza 10:6)                                                   |
| 2021/2022 | Okazujmy wiarę! (Jana 14:1)                                          | Wzmacniajmy swoją wiarę! (Hbr 10:39)                                                |
| 2020/2021 | Raduj serce Jehowy! (Przysłów 27:11)                                 | Cieszcie się ze względu na Jehowę (Psalm 32:11)                                     |
| 2019/2020 | Miłość buduje (1 Koryntian 8:1)                                      | Kochaj Jehowę całym swoim sercem (Powtórzonego Prawa 13:3)                          |
| 2018/2019 | Bądź śmiały! (Hebrajczyków 10:35)                                    | Bądź silny! (Jozuego 1:9)                                                           |
| 2017/2018 | Nie poddawaj się i czyń co szlachetne!                               | Nie poddawaj się i spełniaj prawo Chrystusowe!                                      |
| 2016/2017 | Umacniajmy swą wiarę w Jehowę! (Hbr 11:6)                            | Pielęgnujmy miłość do Jehowy! (Mt 22:37)                                            |
| 2015/2016 | Naśladujmy Jehowę! (Ef 5:1)                                          | „Naśladujcie ich wiarę” (Hbr 13:7)                                                  |
| 2014/2015 | Stale szukajmy prawości Jehowy! (Mt 6:33)                            | ‛Szukaj pokoju i do niego dąż’ (1P 3:11)                                            |

### Lista zgromadzeń obwodowych i specjalnych odbywających się w Polsce (1990–2014)
| Rok     | Zgromadzenie obwodowe /myśl przewodnia                                         | Zgromadzenie specjalne /myśl przewodnia                             |
| ------- | ------------------------------------------------------------------------------ | ------------------------------------------------------------------- |
| 2013/14 | Słowo Boże jest pożyteczne do nauczania (2 Tym. 3:16)                          | Słowo Boże oddziałuje z mocą (Hebr. 4:12)                           |
| 2012/13 | Strzeż swego umysłu (Mat 22:37)                                                | Strzeż swego sumienia (1 Tym. 1:19)                                 |
| 2011/12 | Niech będzie uświęcone imię Boże (Mt 6:9)                                      | Niech się dzieje wola Boża (Mt 6:10)                                |
| 2010/11 | Nie jesteście częścią świata (Jn 15:19)                                        | Schroń się u Jehowy (Ps 118:8, 9)                                   |
| 2009/10 | Strzeżmy swego usposobienia duchowego (Rz 8:5; Jud 17-19)                      | Pozostały czas jest skrócony (1 Kor 7:29)                           |
| 2008/09 | Zło dobrem zwyciężaj (Rz 12:21)                                                | Stale bacz na usługiwanie, (...) aby je spełnić (Kol 4:17)          |
| 2007/08 | Wszystko czyńcie ku chwale Bożej (1 Kor 10:31)                                 | My jesteśmy gliną, a Jehowa jest naszym Garncarzem (Iz 64:8)        |
| 2006/07 | Gromadźcie sobie skarby w niebie (Mt 6:19, 20)                                 | Pilnie zajmujmy się słowem (Dz 18:5)                                |
| 2005/06 | Przyodziejcie się w nową osobowość (Kol 3:10)                                  | Zachowuj prostolinijne oko (Mt 6:22)                                |
| 2004/05 | Kieruj się mądrością z góry (Jk 3:17)                                          | Zwracajcie uwagę na to, jak słuchacie (Łk 8:18)                     |
| 2003/04 | Radujcie się w nadziei. W ucisku bądźcie wytrwali (Rz 12:12)                   | Służmy Jehowie niepodzielnym sercem (1 Krn 28:9)                    |
| 2002/03 | Ufaj Jehowie i czyń dobrze (Ps 37:3)                                           | Bądź bogaty w szlachetne uczynki (1 Tm 6:18)                        |
| 2001/02 | Boga się bójcie i dajcie mu chwałę (Ap 14:7)                                   | Podporządkujcie się Bogu – przeciwstawcie się Diabłu (Jk 4:7)       |
| 2000/01 | Miłuj Boga, a nie to, co na świecie (1J 2:15-17)                               | Pod względem zdolności rozumienia stańcie się dorośli (1 Kor 14:20) |
| 1999/00 | Dla własnego dobra chodźmy drogami Bożymi (Ps 128:1)                           | Badanie głębokich spraw Bożych (1 Kor 2:10)                         |
| 1998/99 | Zachowuj przykazania Boże i żyj (Prz 4:4)                                      | Okazujmy docenianie dla stołu Jehowy (Iz 65:14; 1 Kor 10:21)        |
| 1997/98 | Miejcie wyraźnie w pamięci dzień Jehowy (2P 3:12)                              | Czyńmy wszystko przez wzgląd na dobrą nowinę (1 Kor 9:23)           |
| 1996/97 | Doświadczajcie większego szczęścia przez dawanie (Dz 20:35)                    | Bądźcie wyuczeni przez Jehowę (Jn 6:45)                             |
| 1995/96 | Słuchajcie Słowa Bożego i uczcie się wprowadzać je w czyn (Pwt 31:12, 13)      | Wykwalifikowani jako słudzy dobrej nowiny (2 Kor 3:5)               |
| 1994/95 | Czuwajcie, stójcie niewzruszenie, umacniajcie się (1 Kor 16:13)                | Bezustannie dawajmy świadectwo prawdzie (1 Kor 11:1)                |
| 1993/94 | Stale szukajcie wpierw Królestwa (Mt 6:33)                                     | Ściśle naśladujmy naszego Wielkiego Wzorodawcę (Mt 19:27–29)        |
| 1992/93 | Odnośmy pożytek z uznawania i wprowadzania w czyn Słowa Bożego (2 Tm 3:16, 17) | Żyjmy sprawiedliwie, zachowując trzeźwość umysłu (Tt 2:12)          |
| 1991/92 | Nośmy własny ciężar odpowiedzialności (Ga 6:5)                                 | Wysilajmy się w spełnianiu woli Bożej (Ef 6:6; 1 Tym 4:10)          |
| 1990/91 | Czuwajcie i zachowujcie trzeźwą rozwagę (1 Tes 5:6)                            | Stańcie się świętymi w całym swoim sprawowaniu (1 Pi 1:15)          |
| 1990    | Pilnie czuwajcie nad tym, jak chodzicie (Ef 5:15, 16)                          |                                                                     |

## Inne okolicznościowe zgromadzenia
Świadkowie Jehowy organizują również okazjonalne zgromadzenia, np. z okazji otwarcia, rozbudowy Biura Oddziału, wizyty przedstawiciela Biura Głównego, otwarcia Sal Zgromadzeń, rozdania dyplomów absolwentom, misjonarzom Szkoły Gilead, zakończenia Kursu dla Ewangelizatorów Królestwa, Zgromadzenia Statutowego i innych szczególnych okazji. Niektóre z nich są transmitowane do Sal Zgromadzeń i Sal Królestwa.